# Passau

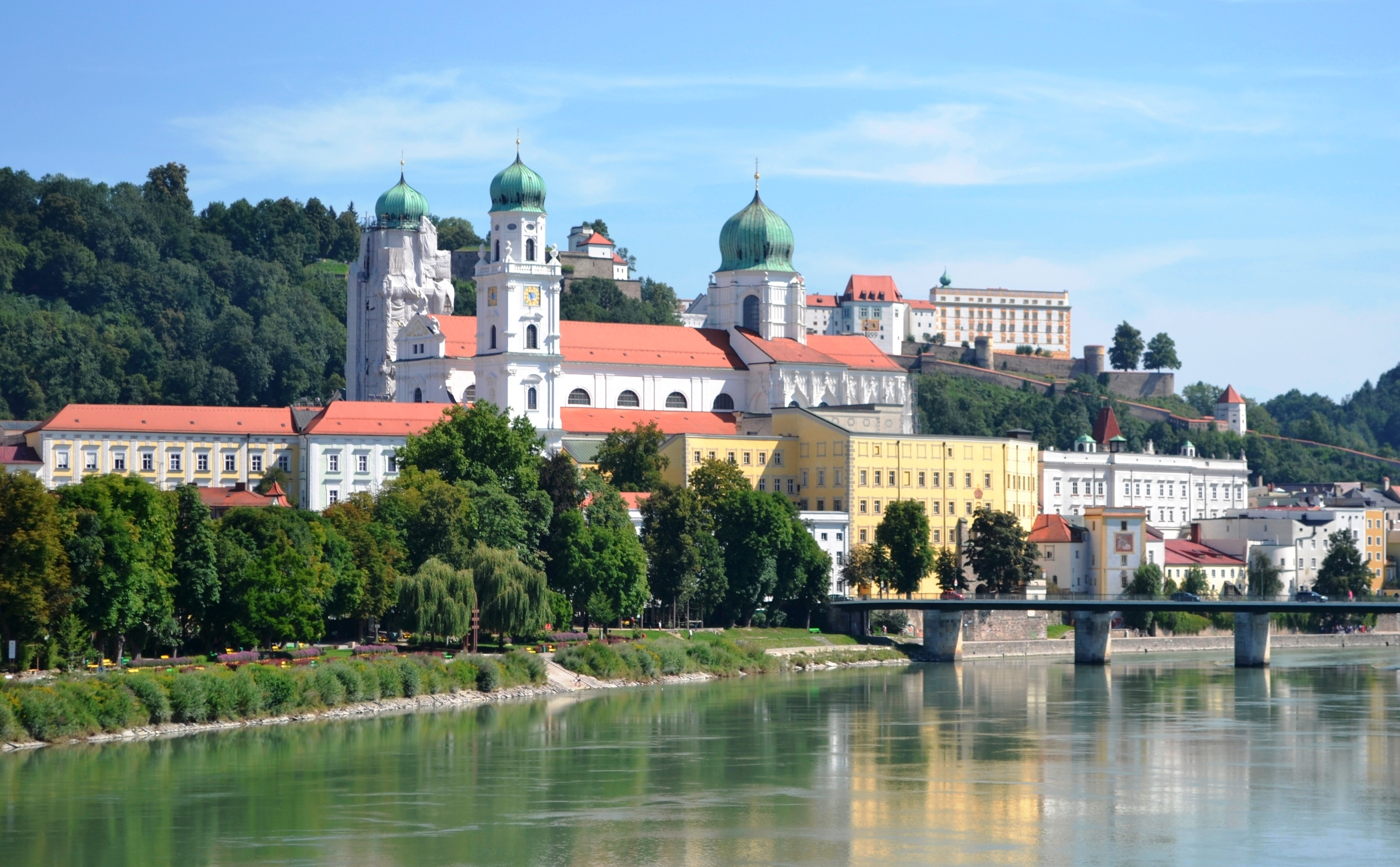
Dom St. Stephan mit dem Inn im Vordergrund und der Veste Oberhaus auf dem Georgsberg im Hintergrund

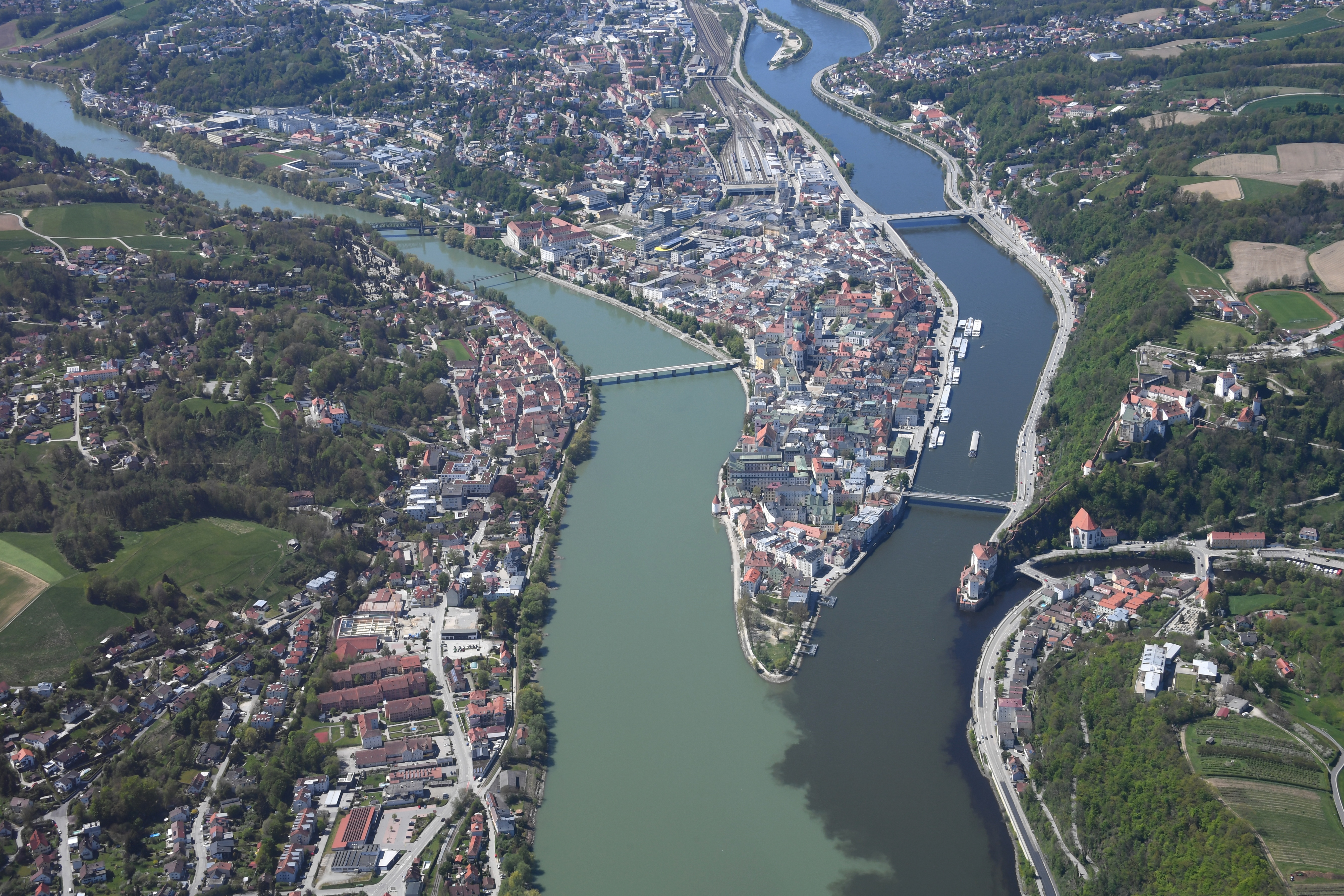
Topografisches Charakteristikum Passaus: Zusammenfluss von Inn (hell, im Bild links), Donau und Ilz (schmal) (flussauf gesehen)

Passau (lateinisch Batavium, Batava oder Passavia u. ä., veraltete Schreibweise Paßau) ist eine kreisfreie Universitätsstadt im Regierungsbezirk Niederbayern in Ostbayern. Sie liegt an der Grenze zu Österreich sowie am Zusammenfluss von Donau, Inn und Ilz und wird deshalb auch Dreiflüssestadt genannt. Mit rund 53.000 Einwohnern ist Passau nach Landshut die zweitgrößte Stadt des Regierungsbezirks und wird wegen ihrer Einwohnerzahl als Mittelstadt klassifiziert.

## Geografie
Die Altstadt liegt auf einer langgestreckten Halbinsel zwischen Donau und Inn. Nördlich der Donau läuft der Bayerische Wald aus, südlich des Inns ist die Landschaft flachwellig.
Bis zur Wiedervereinigung Deutschlands im Jahr 1990 war die Stadt Passau die östlichste Mittelstadt der Bundesrepublik Deutschland. Heute ist sie das östlichste Oberzentrum des Freistaates Bayern.

### Geomorphologie und Geologie

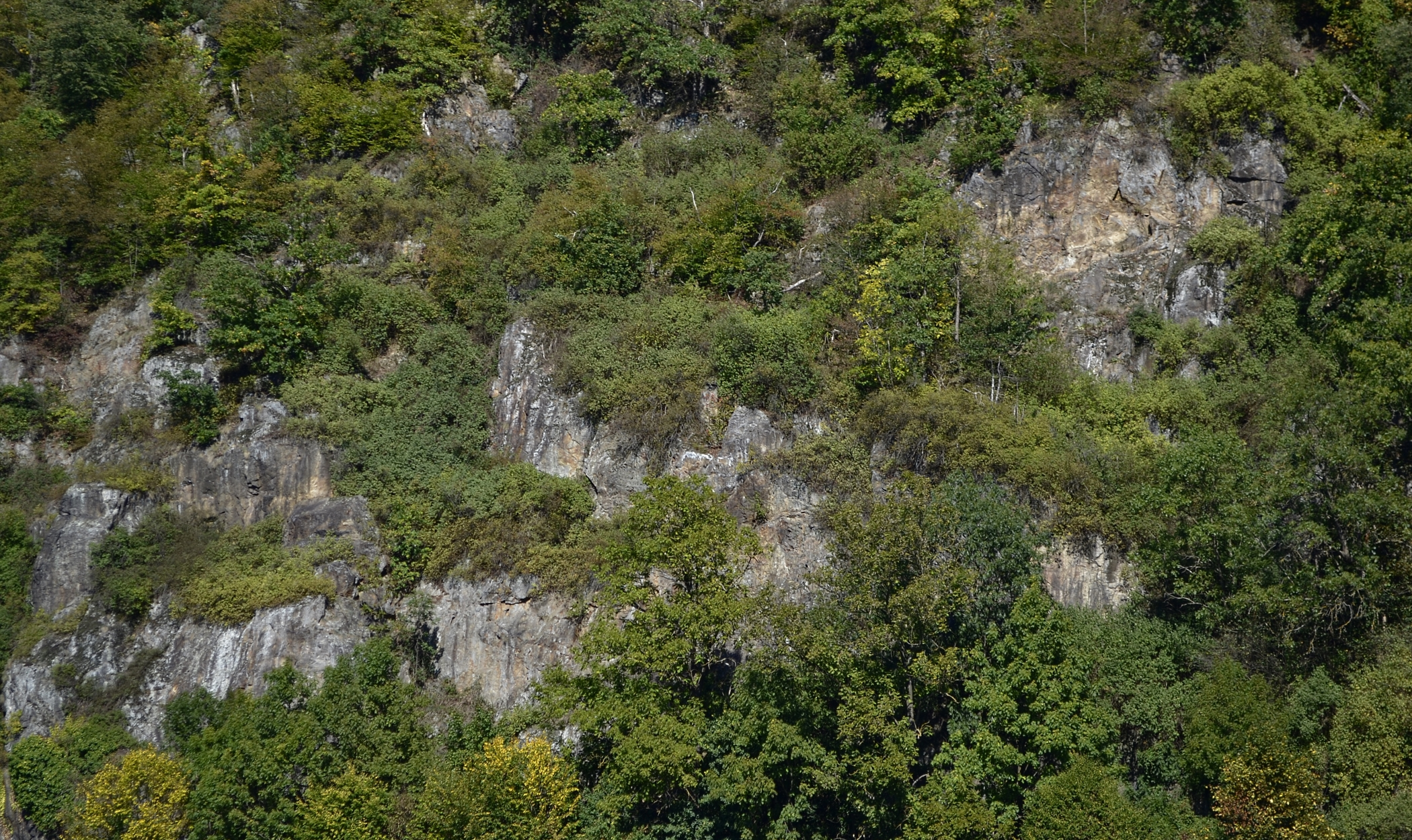
Anstehender Perlgneis am Südhang des Georgsberges

Das Stadtgebiet Passaus gehört zur Naturraumhaupteinheit Oberpfälzer und Bayerischer Wald, hierbei im Speziellen zur Naturraumeinheit Passauer Abteiland und Neuburger Wald, die sich im Süden dieses Mittelgebirgslandes befindet.
Die Stadt liegt am Zusammenfluss der drei Flüsse Donau, Inn und Ilz. Die Flüsse Donau und Inn haben sich hier während der Hebung des bayerischen Waldes im Spät-Tertiär und Quartär in das kristalline Grundgebirge eingeschnitten. Die Folge war die Ausbildung eines antezedenten Durchbruchstals. Hierbei schneidet sich der Fluss aktiv, mit der tektonischen Hebung Schritt haltend, in den aufsteigenden Gebirgskörper ein. Charakteristisch hierbei ist die stellenweise hohe Reliefenergie.
Petrografisch wird der Passauer Raum – typisch für das Moldanubikum – von metamorphen Gesteinen, wie Gneisen und Diatexiten, dominiert, die vielerorts von paläozoischen Plutoniten durchsetzt sind. Hierbei handelt es sich meist um Granite (Hauzenberg-, Haidmühle-, Schärding-, Peuerbach-Granit), während Diorite nur vereinzelt vorzufinden sind. Zwei bedeutende tektonische Störungszonen, der Bayerische Pfahl und der Passauer Pfahl, verlaufen nördlich des Stadtgebiets. Südlich von Passau grenzt das Molassebecken des Alpenvorlandes an (Unterbayerisches Hügelland). Dieser alpine „Schutttrog“ ist mit tertiären Sedimenten der Süßwasser- und Meeresmolasse verfüllt und weist eine durchgehende Abdachung zur Donau und zum unteren Inn auf. Die flachwellige Erscheinung dieses Gebiets ist auf Solifluktion und fluviale Abtragung während der letzten Kaltzeiten zurückzuführen. Die tertiären Sedimente sind zudem stellenweise von pleistozänen Lockersedimenten, wie Schotter, durchsetzt, die durch den die Alpen entwässernden Fluss Inn abgelagert wurden. Auch das äolische Sediment Löss bzw. das Lössderivat Lösslehm wird hier vereinzelt vorgefunden.

### Klima
Passau liegt auf 48° Nord und dadurch überwiegend im Einfluss von Luftströmungen aus westlicher Himmelsrichtung. Wie aus dem Klimadiagramm ersichtlich ist, kann der Passauer Raum dem kühlgemäßigten Klima zugeordnet werden. Zusätzlich ist ein kontinentaler Einschlag vorhanden, gekennzeichnet durch zum Teil sehr kalte und schneereiche Winter und heiße und trockene Sommer. Im Sommer treten auch Wärmegewitter auf.
Im Mittel gibt es 36 Sommertage mit einer Höchsttemperatur von über 25 °C. Demgegenüber stehen 115 Frosttage mit einer Tiefsttemperatur von unter 0 °C. Die niederschlagsärmsten Monate sind Oktober und November. Jährlich führt der Altweibersommer zu milden Temperaturen im Spätjahr.
Bedingt durch den Zusammenfluss der wasserreichen Flüsse Donau und Inn kommt es in den Flussniederungen häufig zu Nebel.
Das Klimadiagramm gibt die Daten einer Messstelle in Fürstenzell (südwestlich an Passau angrenzend) wieder. Allerdings liegt diese Messstelle nahezu 100 Meter höher als Passau selbst.
|                       | Jan  | Feb  | Mär  | Apr  | Mai  | Jun  | Jul  | Aug  | Sep  | Okt  | Nov | Dez  |   |       |
| Mittl. Tagesmax. (°C) | 0,6  | 3,2  | 8,4  | 14,2 | 19,0 | 22,0 | 23,5 | 23,2 | 18,5 | 13,0 | 5,8 | 1,3  | ⌀ | 12,8  |
| Mittl. Tagesmin. (°C) | −3,5 | −2,5 | 0,8  | 4,7  | 9,3  | 12,3 | 13,8 | 13,5 | 9,9  | 5,9  | 1,4 | −2,3 | ⌀ | 5,3   |
|                       |      |      |      |      |      |      |      |      |      |      |     |      |   |       |
| Niederschlag (mm)     | 61   | 56   | 72   | 43   | 86   | 83   | 118  | 92   | 70   | 64   | 58  | 65   | Σ | 868   |
|                       |      |      |      |      |      |      |      |      |      |      |     |      |   |       |
| Sonnenstunden (h/d)   | 1,9  | 3,2  | 4,8  | 6,5  | 7,3  | 8,0  | 7,4  | 7,3  | 5,7  | 3,8  | 1,8 | 1,6  | ⌀ | 4,9   |
|                       |      |      |      |      |      |      |      |      |      |      |     |      |   |       |
| Regentage (d)         | 10,5 | 9,4  | 11,0 | 7,6  | 11,8 | 11,0 | 13,3 | 9,9  | 9,2  | 9,4  | 9,4 | 12,0 | Σ | 124,5 |

| −3,5 |

| −2,5 |

| 0,8 |

| 4,7 |

| 9,3 |

| 12,3 |

| 13,8 |

| 13,5 |

| 9,9 |

| 5,9 |

| 1,4 |

| −2,3 |

| −3,5 |

| −2,5 |

| 0,8 |

| 4,7 |

| 9,3 |

| 12,3 |

| 13,8 |

| 13,5 |

| 9,9 |

| 5,9 |

| 1,4 |

| −2,3 |

### Stadtteile
Die Aufteilung von Passau in Stadtteile ist eher statistischer Natur. Offizielle oder politische Stadtteile gibt es nicht. Bis spätestens 2013 gab es acht statistische Stadtteile, die im Wesentlichen Gemarkungs- oder ehemalige Gemeindegrenzen widerspiegeln: Altstadt, Grubweg, Hals, Hacklberg, Heining, Haidenhof Nord, Haidenhof Süd und Innstadt. Im Jahr 2013 erfolgte eine Neueinteilung in 16 Bürgerversammlungsgebiete. Trotz der geänderten Bezeichnung besitzen diese noch am ehesten Stadtteilcharakter und werden deshalb in der Umgangssprache seitdem Stadtteile genannt.
Die 16 Bürgerversammlungsgebiete sind: Altstadt/Innenstadt, Auerbach, Grubweg, Hacklberg, Haidenhof Nord, Haidenhof Süd, Hals, Heining, Innstadt, Kohlbruck, Neustift, Patriching, Rittsteig, Schalding links der Donau, Schalding rechts der Donau und St. Nikola.

Bürgerversammlungsgebiete in Passau
Stadtteile in Passau bis 2013

### Gemarkungen
Auf dem Gebiet der Stadt Passau befinden sich zehn Gemarkungen, einschließlich des Gemarkungsteils 1 der Gemarkung Kirchberg. Die Grenzen der Gemarkungen folgen häufig früheren Gemeindegrenzen:
| Gemarkungs- nummer | Gemarkung   | Fläche in ha | entspricht/liegt in Stadtteil(en)                                |
| ------------------ | ----------- | ------------ | ---------------------------------------------------------------- |
| 6348               | Heining     | 2080,3667    | Heining                                                          |
| 6349               | Hacklberg   | 1447,9296    | Hacklberg                                                        |
| 6350               | Ries        | 261,3694     | Hals (westlicher Teil)                                           |
| 6351               | Hals        | 138,3364     | Hals                                                             |
| 6352               | Grubweg     | 905,5173     | Grubweg                                                          |
| 6353               | Passau      | 202,7418     | Altstadt, Teile der Innstadt (Mühltal, Innvorstadt/Lederergasse) |
| 6354               | Haidenhof   | 1214,275     | Haidenhof Nord, Haidenhof Süd (jeweils westlicher Teil)          |
| 6355               | St. Nikola  | 150,1522     | Haidenhof Nord, Haidenhof Süd (jeweils östlicher Teil)           |
| 6356               | Beiderwies  | 416,8266     | Innstadt                                                         |
| 6326               | Kirchberg ∗ | 139,2863     | Hacklberg (westlicher Teil)                                      |
|                    | Passau      | 6956,8013    |                                                                  |

### Nachbargemeinden
| im Norden                                                                                  | im Süden                                          | im Osten                                                                                   | im Westen                |
| ------------------------------------------------------------------------------------------ | ------------------------------------------------- | ------------------------------------------------------------------------------------------ | ------------------------ |
| - Tiefenbach (westlich der Ilz) - Salzweg (östlich der Ilz) - Thyrnau (nördlich der Donau) | - Fürstenzell - Neuburg am Inn (westlich des Inn) | - Freinberg (südlich der Donau) - Schardenberg (östlich des Inn) (beide in Oberösterreich) | - Vilshofen an der Donau |

## Geschichte

### Die Ursprünge
Eine erste keltische Siedlung lag in der La-Tène-Zeit auf dem Altstadthügel mit einem Donauhafen in Höhe des heutigen alten Rathauses.

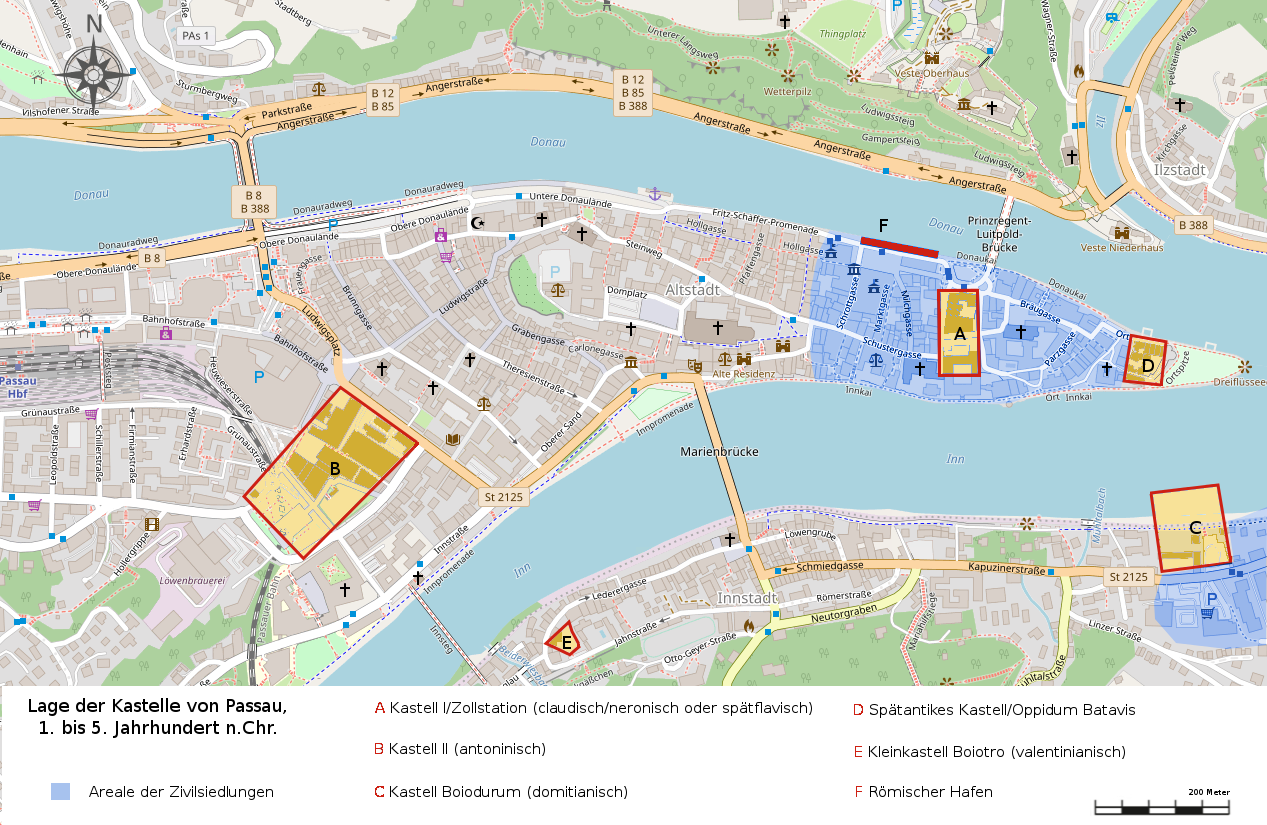
Kastelle, 1. bis 5. Jahrhundert n. Chr.

An der Stelle des heutigen Domes entstand das römische Kastell Batavis (Castra Batava) als Teil der Limesbefestigung. Der Name „Batavis“ leitet sich vermutlich von den zunächst dort stationierten germanischen Söldnern vom Stamm der Bataver ab. Aus Batavis entwickelte sich wahrscheinlich der heutige Name „Passau“.
Im ersten nachchristlichen Jahrhundert entstand als Teil der römischen Provinz Raetia am rechtsseitigen Innufer das Kastell Boiodurum, das bis nach einem Germaneneinfall in der zweiten Hälfte des 3. Jahrhunderts Bestand hatte. Seine Aufgaben wurden durch das in der Spätantike innaufwärts in der römischen Provinz Noricum errichteten Kastell Boiotro übernommen, das bis zum Abzug der Romanen Bestand hatte. In der Vita Severini wird beschrieben, dass die dortige Garnison zunächst länger als andernorts ausharrte, als in der zweiten Hälfte des 5. Jahrhunderts immer öfter der Sold ausblieb. Wohl zwischen 476 und 490 verließen die römischen Truppen dann die Region.

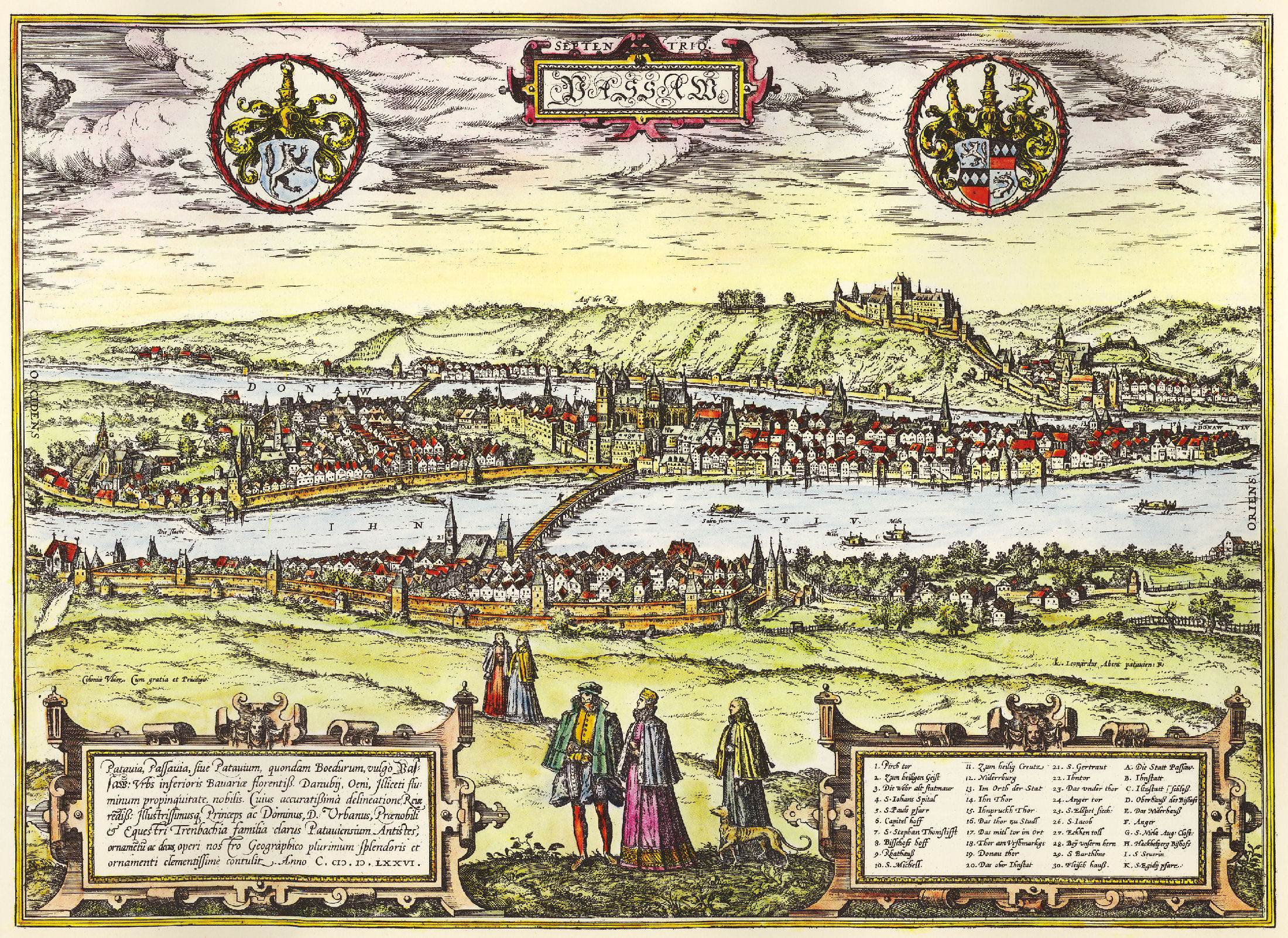
Passau um 1600

Die Bajuwaren bzw. Agilolfingischen Herzöge, die das Gebiet im 6. Jahrhundert in Besitz nahmen, errichteten auf der Halbinsel eine Herzogspfalz. Bereits im Jahr 739 war Passau Bischofssitz; zu dieser Zeit wurde auch das Kloster Niedernburg gegründet, das über große Ländereien nördlich der Donau im bayerischen Wald, im Einzugsbereich der Ilz verfügte und damit den (Salz-)Handel nach Böhmen regulierte. Im 11. Jahrhundert war dort Gisela, Schwester des Kaisers Heinrich II. und Witwe des Königs von Ungarn, Stefan I., Äbtissin. Der Handel auf der Donau zwischen Passau und Mautern im heutigen Niederösterreich wurde im 10. Jahrhundert durch die Raffelstettener Zollordnung reguliert. Zwischen 1078 und 1099 wurde im Konflikt des Investiturstreits (der Passauer Bischof hatte sich auf die päpstliche Seite geschlagen) Graf Ulrich von König Heinrich IV. als städtischer Vogt in der neu geschaffenen Burggrafschaft Passau eingesetzt, diese endete jedoch mit dessen Tod.
Walther von der Vogelweide hatte nachweislich auch mit dem Hof des Passauer Bischofs und Mäzens Wolfger von Erla zu tun, der ihm am 12. November 1203 einen Pelzmantel kaufte. Der Eintrag in die Reiserechnungen des Bischofs ist das einzige urkundliche Zeugnis über den Dichter außerhalb der Nennungen bei zeitgenössischen Dichterkollegen. Das Nibelungenlied wurde vermutlich in diesem Umfeld geschrieben und bezieht sich vermutlich auf die bairische Prinzessin, ungarische Königin und spätere Niedernburger Äbtissin Gisela und ihren Oheim, Bischof Pilgrim von Passau.
In der ersten Hälfte des 12. Jahrhunderts war das Passauer Schmiedehandwerk bedeutsam. Als 1193 das Stift Niedernburg endgültig an den Passauer Bischof übergeben wurde, konnte dieser auf Grundlage der Besitzungen der ehemaligen Reichsabtei Passau 1217 das Hochstift gründen. Es gab mehrere Aufstände der Bürger gegen die Herrschaft der Fürstbischöfe, zuletzt 1367/1368, die aber allesamt scheiterten. Andererseits entwickelte das Bistum einen beträchtlichen Wohlstand und weckte immer wieder Begehrlichkeiten bei den Nachbarn Bayern und Österreich.
Die Liebfrauen Schiffleut und Salzfertiger-Bruderschaft, die älteste heute noch bestehende deutsche Bürgervereinigung, wurde 1306 erstmals urkundlich erwähnt.

### Passau in der Neuzeit

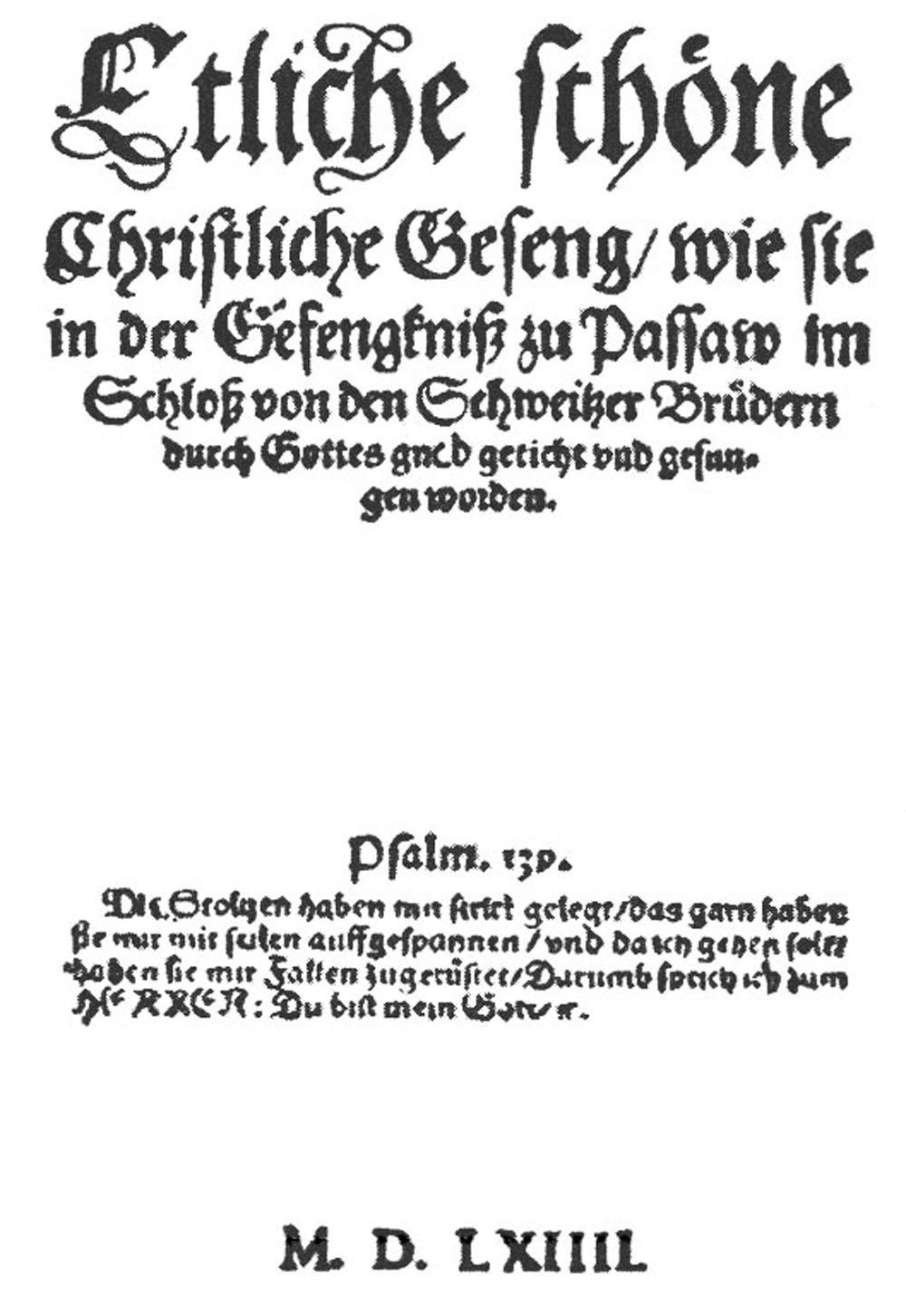
Ausbund – in Passau entstandenes Gesangbuch der Täufer

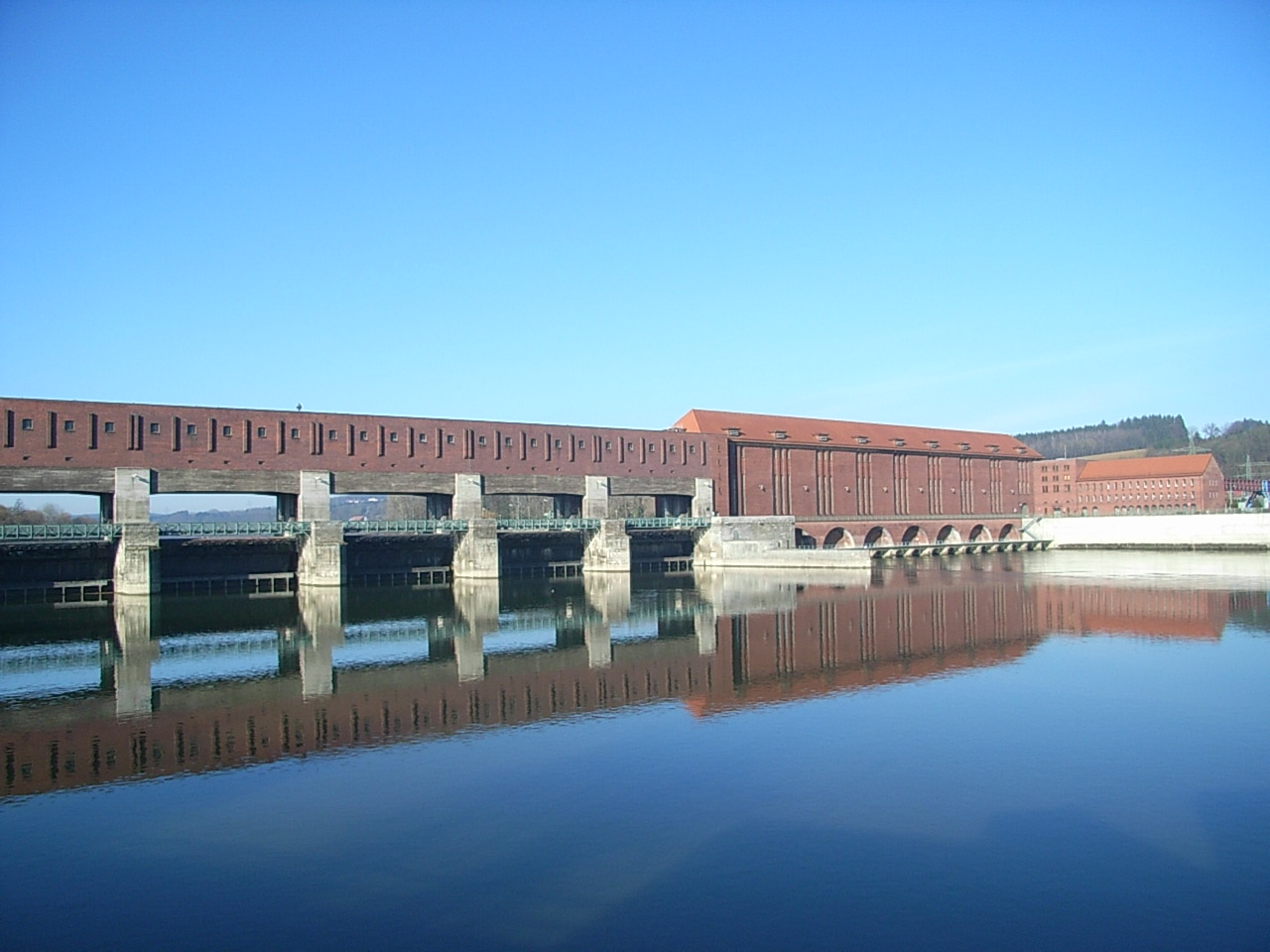
Laufwasserkraftwerk Kachlet im Westen des Stadtgebietes

1477 wurde dem Christen Christoph Eysengreißheimer vorgeworfen, er habe den „jüdischen Feinden des Heilands“ acht gestohlene Hostien verkauft, die diese dann geschändet haben sollen. Die Angeklagten wurden inhaftiert, gefoltert und nach Geständnissen enthauptet, sofern sie sich vorher haben taufen lassen, andernfalls mit glühenden Zangen zerfleischt und verbrannt.
Passau ist der Entstehungsort des Ausbunds, des ältesten Gesangbuchs des Protestantismus, bei den Amischen noch heute benutzt. Seine Kernsammlung entstand zwischen 1535 und 1540 im Verlies der Passauer Burg. Die Autoren waren inhaftierte Täufer. Einige von ihnen verstarben bereits während der Gefangenschaft. Die meisten der gefangenen Täufer erlitten im Anschluss an die Haftzeit den Märtyrertod. Die gedruckte Erstausgabe von 1564 trägt den Titel: Etliche schöne Christliche Geseng, wie sie in der Gefengkniß zu Passaw im Schloß von den Schweitzer Brüdern durch Gottes gnad geticht und gesungen worden.
1552 wurde in der Stadt der Passauer Vertrag geschlossen, der ein Wegbereiter für die Tolerierung der lutherischen Konfession im Augsburger Religionsfrieden war. In dem Vertrag wurde das Luthertum erstmals formell durch den Kaiser anerkannt. Von 1622 bis 1633 wurde die Philosophisch-Theologische Hochschule gegründet, die bis auf wenige Unterbrechungen bis 1978, bis zur Eingliederung in die Universität, bestand.
Im Jahr 1676 fand in Passau die sogenannte Kaiserhochzeit von Leopold I. und Eleonore von Pfalz-Neuburg statt.
Die Stadt wurde mehrmals von Überschwemmungen und großen Bränden heimgesucht. So legte 1662 ein Brand die gesamte Stadt in Schutt und Asche. Italienische Baumeister (Carlone und Lurago) bauten die Stadt danach wieder auf und gaben der Stadt ihr heutiges südländisch anmutendes barockes Aussehen. 1689 erschien die erste Passauer Zeitung.
Mit dem Frieden von Teschen 1779 kamen die östlich des Inn gelegenen Gebiete des Kurfürstentums Bayern, die bis dahin „Innbaiern“ geheißen hatten, als „Innviertel“ zu Österreich. Dies hatte auch Auswirkungen auf Passau, da sich dadurch die politische Zugehörigkeit des unmittelbar an die Innstadt angrenzenden Umlandes änderte. Passaus Zeit als selbstständiges Fürstentum endete mit der Säkularisation im Dezember 1802, durch die es für drei Jahre an das Kurfürstentum Salzburg und 1805 zu Bayern kam. 1821 wurde die Stadt wieder Bischofssitz. Von 1806 bis 1839 war Passau Hauptstadt des Unterdonaukreises. 1860 wurde die Eisenbahnstrecke nach Straubing eröffnet.
1870 wurde St. Nikola eingemeindet, 1909 Haidenhof und 1923 Beiderwies. 1869 wurde direkt am Ilzdurchbruch der Kettensteg über die Donau gebaut, der für Fußgänger einen direkten Weg von der Ilzstadt in die Altstadt ermöglichte. Dieser wurde später durch die Luitpoldbrücke ersetzt.
Am 8. November 1918 wurde ein Arbeiter- und Soldatenrat gebildet. Im Zuge dessen wurde eine 200 Mann starke Bürgerwehr aufgestellt, die im Stadtgebiet die öffentliche Ordnung wahren sollte. Die Lage war nach der Revolution insgesamt friedlich. Erst die Ermordung Kurt Eisners in München am 21. Februar 1919 führte zur Destabilisierung der Situation, so wurden die konservative Donauzeitung zensiert und öffentliche Versammlungen untersagt. Am 7. April 1919 wurde in Passau die Räterepublik ausgerufen. Schließlich führte ein Generalstreik unzufriedener Passauer dazu, dass die Räterepublik acht Tage später wieder aufgelöst wurde.
Im Jahr 1927 ging das Donaukraftwerk Kachlet ans Netz, das damals das größte Kraftwerk Deutschlands war. Die Bauarbeiten begannen 1922. Es soll sich um die damals größte Baustelle Europas gehandelt haben, die in Spitzenzeiten etwa 3000 Arbeitern Beschäftigung bot.

### Zeit des Nationalsozialismus
Im Jahr 1921 wurde in Passau eine Ortsgruppe der NSDAP gegründet. Das Gründungslokal war die Altdeutsche Bierstube. Von 1934 bis 1935 wurde die Nibelungenhalle gebaut; dort war 1935 eine Einheit der Österreichischen Legion untergebracht. 1940 stellte die Stadt das Gebäude an der Bräugasse 13 der Volksdeutschen Mittelstelle zur Verfügung.
Seit 1942 befand sich in Passau ein Außenlager des KZ Dachau. Die Häftlinge wurden in der Außenstelle Passau I beim Bau eines Unterwasserkraftwerks beim heutigen Stausee Oberilzmühle eingesetzt. Ab November 1942 unterstand dieses Außenlager dem KZ Mauthausen, das zudem im März 1944 die Außenstelle Passau II und im März 1945 die Außenstelle Passau III (Jandelsbrunn) eröffnete. Die Häftlinge wurden dabei in den Waldwerken Passau-Ilzstadt und bei der Bayerischen Lloyd zum Entladen von Schiffen eingesetzt. Ende April 1945 kam es im südlich von Passau gelegenen Neuburger Wald zu einem Endphaseverbrechen. Auf Befehl des Landshuter SS-Standartenführers Paul Kröger wurden insgesamt rund 340 sowjetische Kriegsgefangene an den Rand des Neuburger Waldes gebracht. Drei der Gefangenen kamen mit dem Leben davon. 107 durch Genickschüsse Ermordete wurden später im Wald gefunden; sie waren dort verscharrt worden. Zeitzeugen berichteten, dass viele im Inn umkamen. Seit 30. Oktober 2020 erinnert in Ingling eine Stele mit deutschem und russischem Text an dieses Verbrechen.
Passau wurde in der Endphase des Zweiten Weltkrieges innerhalb weniger Monate dreimal von westalliierten Flugzeugen bombardiert, wobei insgesamt etwa 200 Menschen starben und fast 250 Gebäude zerstört wurden. Hauptziel der Angriffe war das Bahnhofsgelände. Als US-Truppen im Frühjahr 1945 durch Bayern Richtung Osten vorrückten, plante die Wehrmacht zeitweise, Passau aufwändig zu verteidigen. Es gab aber lediglich kleinere Kampfhandlungen.
Am 2. Mai 1945 unterzeichnete der neu ernannte Bürgermeister Carl Sittler die Übergabe der Stadt an das 261. US-Infanterieregiment unter dem Kommando von Stanley Eric Reinhart.

### Nachkriegszeit bis 1989
Schon im Januar 1945 waren die Stadt und das Umland von Passau Ziel von Flüchtlingen aus Schlesien, die mit Pferdefuhrwerken und in überfüllten Zügen Passau erreichten. Gegen Ende des Zweiten Weltkrieges und in der unmittelbaren Nachkriegszeit kamen ferner deutschstämmige Flüchtlinge aus Böhmen an. Im September 1945 befanden sich über 28.000 Flüchtlinge und Displaced Persons in der Stadt. Der Wohnungsmangel erforderte die Errichtung zahlreicher provisorischer Barackensiedlungen im Stadtgebiet.
Im Herbst 1952 fanden erstmals die Festspiele Europäische Wochen in Passau statt, das erste Festival im Nachkriegsdeutschland, das sich dem Europagedanken widmete.
Im Jahr 1954 suchte ein verheerendes Hochwasser die Stadt heim. Eine ausgeprägte Vb-Wetterlage verursachte einen ergiebigen Landregen in Bayern. Dieses Hochwasser, umgangssprachlich auch Jahrhunderthochwasser genannt, war die größte Flutkatastrophe in Passau im 20. Jahrhundert. Die Donau erreichte am 10. Juli 1954 einen Höchststand von 12,2 Meter, am Inn wurden 10,1 Meter und an der Ilz 12,15 Meter gemessen. Der Stadtteil Ilzstadt wurde am stärksten von diesem Hochwasserereignis getroffen, so standen mehrere Gebäude mehrere Tage bis zum ersten Stockwerk unter Wasser.
1963 wurde im Passauer Stadtteil Kohlbruck ein Bundeswehrstandort eingerichtet. Die ersten Pioniere trafen am 15. September 1963 in der neu gebauten Ritter-von-Scheuring-Kaserne ein. Infolge des Stadt- und Wirtschaftswachstums in der Nachkriegszeit stieg der Energiebedarf kontinuierlich. So wurde im Jahr 1965 das Laufwasserkraftwerk Passau-Ingling fertiggestellt und das Kraftwerk Oberilzmühle ausgebaut.
Auf Initiative des Deutschen Jugendherbergsverbandes wurde 1962 auf dem Gelände der Veste Oberhaus, direkt neben der Jugendherberge, die Sternwarte Passau errichtet.
Unter dem Eindruck der massiven Schäden beim Jahrhunderthochwasser 1954 wurde als erste größere geschlossene Maßnahme dieser Art in Deutschland der Hochwasserschutz des Stadtteiles Ilzstadt umgesetzt, weil hier die größten Schäden entstanden waren. Dabei wurden sämtliche hochwassergefährdeten Gebäude abgerissen, und von 60 Anwesen wurden 28 auf aufgeschüttetem Niveau wieder errichtet. Zudem wurde eine Betonbefestigung zur Ilz und zur Donau erbaut, die als Unterbau für eine vierspurige Straße fungiert. Für die übrigen Anwesen wurden Ersatzbauten im höher gelegenen Grubweg geschaffen. Etwa die Hälfte der Stadtteilbevölkerung musste somit die Wohnunterkunft wechseln.
Im Jahr 1970 erhielt Passau die Ehrenfahne des Europarates, die eine Voraussetzung für die spätere Verleihung der Ehrenplakette und des eigentlichen Europapreises ist. Im selben Jahr, am 14. Oktober, wurde mit der Schanzlbrücke die größte Brücke Passaus eingeweiht, die die alte Maxbrücke ablöste. Zur Entlastung kam 1989 die Franz-Josef-Strauß-Brücke hinzu.
Die Eingemeindungen 1972 im Zuge der Gemeindegebietsreform führten zum Wachstum des Stadtgebietes von 20 auf 70 Quadratkilometer, und die Einwohnerzahl stieg um 40 Prozent auf fast 50.000.
Seit 1978 ist Passau Universitätsstadt. Die Universität hat Schwerpunkte in den Bereichen Jura, Betriebswirtschaftslehre und Informatik.
Im Jahr 1980 wurde die Stadt Passau als erste bayerische Stadt für ihre Bemühungen um den europäischen Integrationsgedanken mit dem Europapreis ausgezeichnet.
Von 1984 bis 1993 war die Altstadt von Passau als Kandidatin für die Erhebung zum Weltkulturerbe auf der Tentativliste der UNESCO platziert.

### Nach der Wende
Im Jahr 1989 kam eine große Zahl von Flüchtlingen aus der DDR über Ungarn nach Passau. Im August 1989 waren es zunächst DDR-Flüchtlinge aus Ungarn, später, nach der Öffnung des Eisernen Vorhanges am 11. September 1989, erreichten tausende DDR-Bürger die Stadt und wurden dann in verschiedenen Zeltlagern und Unterkünften im Landkreis Passau untergebracht. In der Passauer Nibelungenhalle wurde zum Beispiel ein Auffanglager für mehrere hundert Menschen eingerichtet.

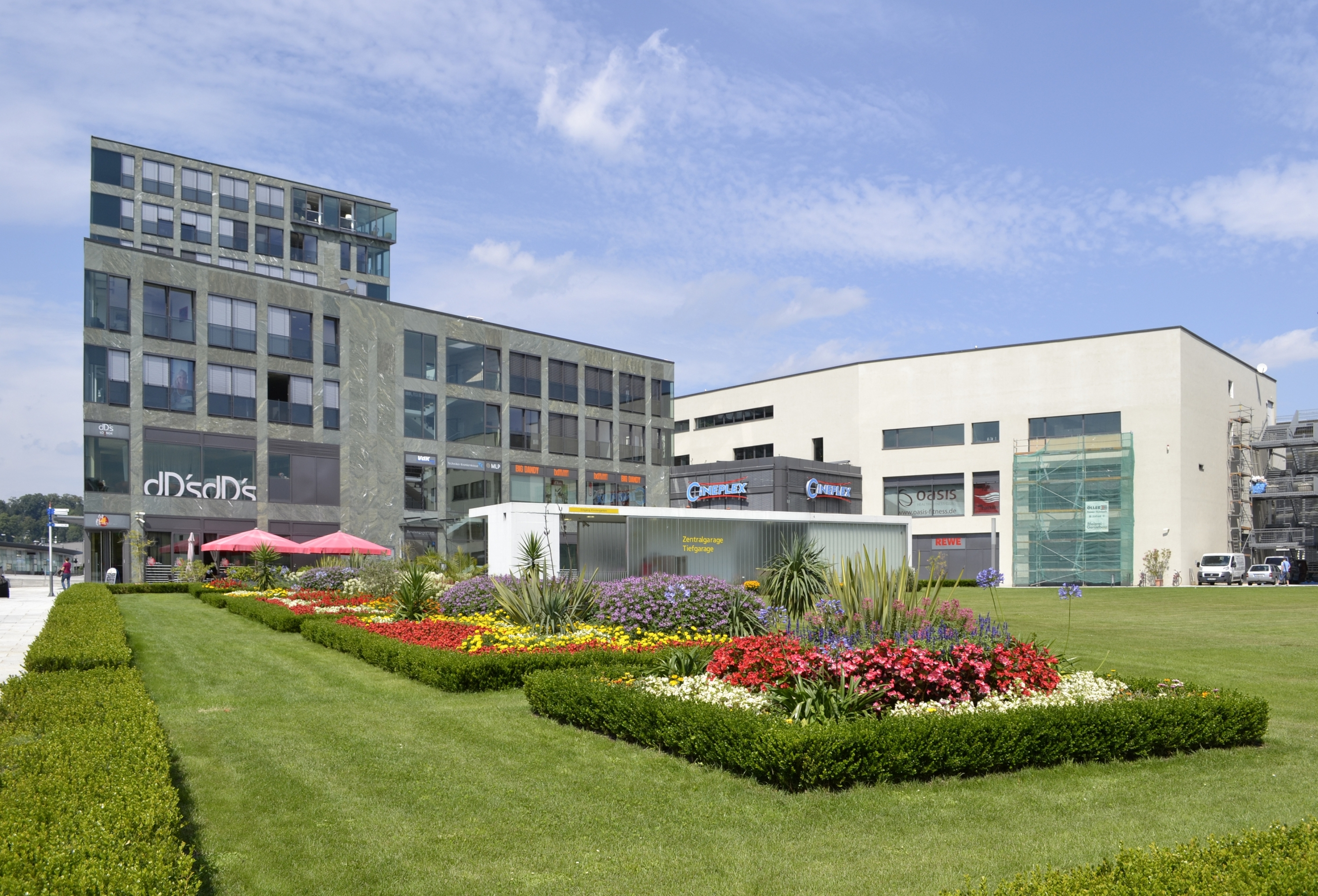
Die Neue Mitte Passau

1993 überschritt Passau die Marke von 50.000 Einwohnern und wurde zum Oberzentrum der Planungsregion Donau-Wald erhoben. Sie hat eine der höchsten Zentralitätskennziffern Deutschlands. Mitte der 1990er Jahre wurde ein umfangreiches städtebauliches Umgestaltungsprojekt initiiert, das neben einem Einkaufszentrum unter anderem einen Büroturm, den „Zentralen Omnibusbahnhof“ (ZOB) und die Anlage eines Parks umfasste. Nachdem mehrere Entwürfe diskutiert wurden, erfolgte schließlich die Aufnahme der Bautätigkeiten zur Schaffung der Neuen Mitte.

### 21. Jahrhundert

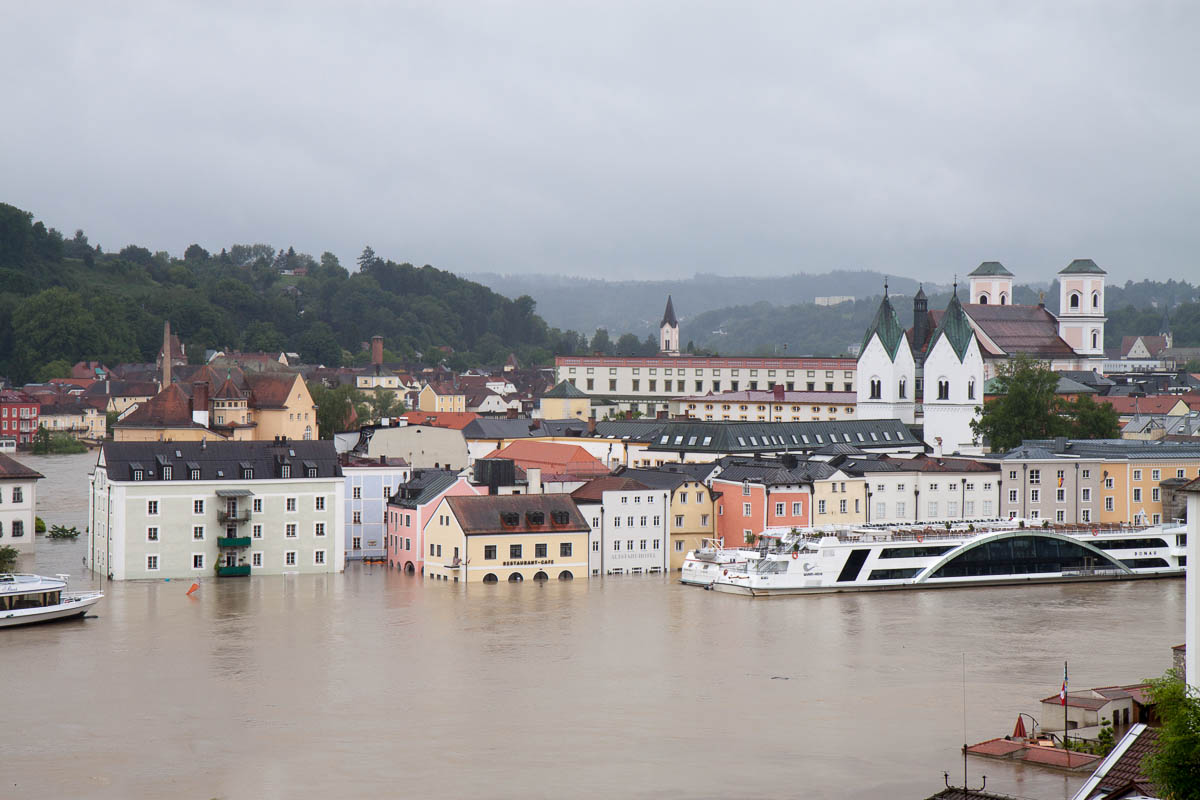
Hochwasser in Passau im Juni 2013

Nachdem die Dreiländerhalle zum Jahreswechsel 2003/2004 in Betrieb genommen worden war, konnte die Nibelungenhalle im Frühjahr 2004 abgerissen und mit dem Bau der Neuen Mitte begonnen werden. Diese städtebauliche Umgestaltungsmaßnahme stellte eine bedeutende Veränderung des Stadtbildes dar. Ende der 2000er-Jahre waren die letzten Bauarbeiten beendet.
In den Monaten Mai und Juni 2013 kam es in der Stadt zu den schwersten Überschwemmungen seit fünfhundert Jahren, als am Pegel Passau/Donau die historische Marke von 12,89 m erreicht worden war. Die Trinkwasserversorgung musste vorübergehend eingestellt werden, an Schulen und der Universität fiel der Lehrbetrieb aus. Während und vor allem nach der Hochwasserkatastrophe halfen Passauer Universitätsstudenten engagiert. Die von Studenten gegründete und verwaltete Facebook-Initiative Passau räumt auf wurde im Jahr 2013 mit dem Deutschen Bürgerpreis ausgezeichnet.
Im Jahr 2015 war Passau so stark von der Flüchtlingskrise betroffen, dass es den Titel Lampedusa Deutschlands zugeschrieben bekam. Da die Stadt am Ende der verlängerten Balkanroute liegt, ist sie Ankunftsstelle für viele Flüchtlinge in Deutschland. Während des Münchner Oktoberfests trafen zeitweise täglich bis zu 10.000 Personen in Passau ein. Die Stadt berichtete am 19. Oktober, dass allein innerhalb von drei Wochen mehr als 100.000 Flüchtlinge über die österreichische Grenze angekommen seien, also mehr als 4.750 Personen pro Tag.
In Passau ist am 4. Oktober 2021 das Honorarkonsulat der Republik Kroatien offiziell eingeweiht worden. Die Auslandsvertretung im „Donauquartier“ in der Bahnhofstraße ist das erste Konsulat überhaupt, das sich im Regierungsbezirk Niederbayern befindet. Der Honorarkonsul ist der ehemalige CSU-Landtagsabgeordnete Konrad Kobler.

## Einwohnerentwicklung

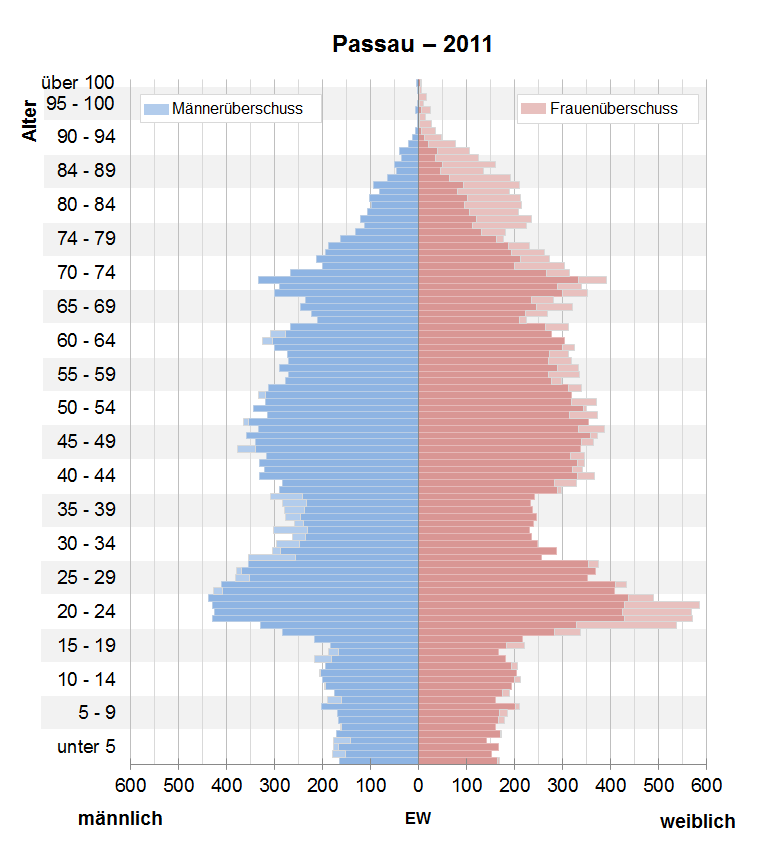
Bevölkerungspyramide für Passau (Datenquelle: Zensus 2011.)

Im Jahr 2013 kam es zu 373 Geburten, 586 Sterbefällen, 4243 Zuzügen und 3629 Wegzügen. Somit kam es zu einem Wachstum von 401 Personen. 2011 kam es in Passau zu 303 Eheschließungen.
Am 31. Dezember 2013 lebten in Passau 49.454 Menschen, davon waren mehr als die Hälfte, nämlich 26.153, weiblich. Insgesamt betrug der Bevölkerungsanteil der über 50-Jährigen etwa 40 %.
Im Zuge des Anwachsens der Studentenzahlen erhöhte sich die Anzahl der Einpersonenhaushalte von 1987 bis 2011 um 33,9 %.
Die Anzahl der Ausländer in Passau lag zum Stichtag 9. Mai 2011, fortgeschrieben auf der Basis des Zensus 2011, bei 3.606, was 7,4 % der Gesamteinwohnerzahl entspricht. Zwischen 1987 und 2011 war eine Zunahme des Ausländeranteils um etwa 75 % zu verzeichnen.
| Jahr | Einwohner |
| ---- | --------- |
| 1840 | 16.826    |
| 1871 | 20.607    |
| 1900 | 28.037    |
| 1925 | 32.226    |
| 1939 | 33.482    |
| 1950 | 47.789    |
| 1961 | 47.056    |
| 1970 | 48.797    |
| 1987 | 48.516    |

| Jahr | Einwohner |
| ---- | --------- |
| 2004 | 50.537    |
| 2007 | 50.741    |
| 2010 | 50.594    |
| 2011 | 48.649    |
| 2013 | 49.454    |
| 2015 | 50.566    |
| 2016 | 51.074    |
| 2017 | 51.781    |
| 2018 | 52.469    |

| Jahr | Einwohner |
| ---- | --------- |
| 2019 | 52.803    |
| 2020 | 52.415    |

Einwohnerentwicklung von Passau von 1840 bis 2018 nach nebenstehender Tabelle

Im Zuge der Industrialisierung im 19. Jahrhundert verzeichnete die Stadt Passau ein stetes Bevölkerungswachstum. Insbesondere in der Endphase und nach dem Zweiten Weltkrieg erfuhr Passau einen massiven Bevölkerungszuwachs, der die Einwohnerzahl zeitweilig auf 70.000 Menschen ansteigen ließ. Im September 1945 befanden sich über 28.000 Flüchtlinge und Vertriebene sowie Displaced Persons in der Stadt. In den Folgemonaten erfolgte eine Verteilung der angekommenen Menschen ins Umland bzw. in andere Landesteile Bayerns. Diverse Eingemeindungen in den 1960er- und 1970er-Jahren führte zu einem weiteren moderaten Bevölkerungszuwachs. Seit den 1990er-Jahren pendelte sich die Einwohnerzahl auf etwa 50.000 Menschen ein.
Seit der Volkszählung 1987 bis zum Jahresende 2020 wuchs die Stadt von 48.516 auf 52.415 um 3.899 Einwohner bzw. um 8,0 %.

## Eingemeindungen
Am 4. Juni 1870 wurde die bis dahin selbstständige Gemeinde Sankt Nikola eingegliedert. Am 1. Januar 1909 kam Haidenhof, am 1. Juli 1923 Beiderwies hinzu. Grubweg, Hals (mit dem im Jahr 1922 eingemeindeten Ort Ries), Hacklberg und Heining sowie Gebietsteile von Kirchberg vorm Wald (der südliche Teil mit dem Dorf Schalding links der Donau und dem Weiler Minihof) folgten am 1. Juli 1972.
Grubweg, Hals, Hacklberg und Heining wurden neue Stadtteile, und der eingemeindete Teil von Kirchberg vorm Wald wurde dem neuen Stadtteil Hacklberg zugeordnet.

## Religion
Passau ist Sitz des gleichnamigen Bistums Passau und eine überwiegend katholische Stadt. Neben dem Dom St. Stephan gibt es zahlreiche katholische Kirchen in verschiedenen Kirchengemeinden. Das Dekanat Passau besteht aus sieben Pfarrverbänden, dreizehn Kirchengemeinden und zwei Exposituren mit insgesamt 33.326 Katholiken (Stand: 9. Mai 2011). 1987 wurden in Passau noch 40.717 römisch-katholische Christen gezählt. Das entspricht im Vergleich zu 2011 einer Abnahme von 18,2 %.
Die Stadt Passau ist Sitz des evangelisch-lutherischen Dekanatsbezirks Passau. Im Stadtgebiet gibt es zwei Kirchengemeinden, nämlich die Gemeinden St. Matthäus und St. Johannes, die insgesamt 5.385 evangelisch-lutherische Christen zählen (Stand: 9. Mai 2011).
Mit Stand 31. Dezember 2019 waren von den 52.803 Einwohnern 59,3 % römisch-katholisch, 9,8 % evangelisch und 30,9 % waren konfessionslos oder gehörten einer anderen Glaubensgemeinschaft an. Gemäß dem Zensus 2022 waren 53,1 % der Einwohner katholisch, 8,7 % evangelisch, und 38,2 % waren konfessionslos, gehörten einer anderen Glaubensgemeinschaft an oder machten keine Angabe.
Die Vereinigung Evangelischer Freikirchen ist in Passau mit fünf Gemeinden vertreten. An der Leonhard-Paminger-Straße 35–37 und im Ries 18a befinden sich die Gotteshäuser der beiden evangelisch-freikirchlichen Gemeinden. Die Adventgemeinde hat ihr Domizil ebenfalls im Ries 18. Das Gemeindezentrum der Freien Christengemeinde Treffpunkt Leben liegt in der Innstraße 77H. In der Gründungsphase befindet sich eine Freie evangelische Gemeinde. Sie trifft sich in der Höllgasse 14.
Nach 1945 bildete sich in der Stadt eine jüdische Gemeinde aus ehemaligen Lagerhäftlingen / Displaced Persons. Im Januar 1946 wurde eine jüdische Gemeinde gegründet. Im August 1946 lebten 150 jüdische Personen in der Stadt, die meisten von ihnen wanderten nach Gründung des Staates Israel 1948 aus. Seit den 1990er-Jahren erfolgte wieder ein etwas stärkerer Zuzug von jüdischen Personen und Familien aus den GUS-Staaten („Kontingentflüchtlinge“).
In Passau gibt es zwei muslimische Glaubensgemeinschaften, zum einen die im Vergleich größere Islamische Gemeinschaft e. V. Passau und zum anderen das Islamische Zentrum Passau (IZP), die unabhängig voneinander organisiert sind und über eigene Gebetsräume verfügen. Da in den Räumlichkeiten des IZP wiederholt ein radikaler Salafist predigte, wird es seit 2015 vom Bayerischen Verfassungsschutz beobachtet, auch wenn sich das IZP wenig später in Bezugnahme auf die Gastpredigt „von jeder Art des Extremismus und Terrorismus weltweit“ distanzierte.

## Politik

### Stadtrat
Der Stadtrat besteht aus 44 Stadträten und dem Oberbürgermeister.
Bei den Kommunalwahlen 2014 gelang es der SPD zum ersten Mal seit 1945 die CSU an Stimmenanzahl zu überholen. Die Anzahl der Mandate war jedoch gleich. Bei den Wahlen 2020 errang die SPD einen Sitz mehr als die Union.
| Jahr | CSU  | SPD | Grüne | FDP 2 | ödp 1 | REP | FWG | Studenten für Passau | Junge Liste/ Passauer Liste | Passauer Bürgerliste | Pro Passau | AfD | Die Linke | Zukunft Passau/Die junge Liste | Gesamtsitze | Wahlbeteiligung (in %) |
| ---- | ---- | --- | ----- | ----- | ----- | --- | --- | -------------------- | --------------------------- | -------------------- | ---------- | --- | --------- | ------------------------------ | ----------- | ---------------------- |
| 1996 | 18   | 14  | 3     | 3     | 2     | 1   | 1   | 1                    | –                           | 1                    | –          |     |           |                                | 44          | ?                      |
| 2002 | 19   | 12  | 2     | 2     | 5     | –   | 2   | 1                    | 1                           | –                    | –          |     |           |                                | 44          | 56,30                  |
| 2008 | 12 3 | 12  | 3     | 7 3   | 7     | –   | 3   | –                    | – 1                         | –                    | –          |     |           |                                | 44          | 54,45                  |
| 2014 | 12   | 12  | 5     | 2     | 6     | –   | 3   | –                    | 3                           | –                    | 1          |     |           |                                | 44          | 48,66                  |
| 2020 | 9    | 10  | 7     | 2     | 6     | -   | 3   | -                    | 3                           | -                    | -          | 2   | 1         | 1                              | 44          | 49,51                  |

### Bürgermeister/Oberbürgermeister
Seit 1900 waren Bürgermeister bzw. Oberbürgermeister von Passau:
- Joseph Muggenthaler (1894–1919)
- Carl Sittler (1919–1933)
- Max Moosbauer (1933–1945)
- Carl Sittler (1945)
- Rudolf von Scholtz (1945–1946)
- Alfred Lobinger (1946)
- Heinz Wagner (1946–1948)
- Hans Riedl (1948)
- Stephan Billinger (1948–1964)
- Emil Brichta (1964–1984)
- Hans Hösl (1984–1990)
- Willi Schmöller (1990–2002)
- Albert Zankl (2002–2008)
- Jürgen Dupper (seit 2008)

Joseph Muggenthaler trat 1917 von seinem Amt als rechtskundiger Bürgermeister zurück, bis 1919 wurde jedoch kein neuer Bürgermeister gewählt.
2008 wurde Jürgen Dupper (SPD) als Nachfolger von Albert Zankl (CSU) zum Oberbürgermeister gewählt und 2014 und 2020 in diesem Amt bestätigt. Bei den Kommunalwahlen am 15. März 2020 wurde er im ersten Wahlgang mit 54,62 % wiedergewählt.

### Wappen
| Wappen der Stadt Passau | Blasonierung: „In Silber ein steigender roter Wolf.“ |
| Wappen der Stadt Passau | Wappenbegründung: Die Herkunft des Wappentieres ist nicht sicher geklärt. Der Überlieferung nach geht es auf Bischof Wolfger von Ellenbrechtskirchen (kurz Wolfger von Erla, 1191–1204) zurück. Als (fürst-)bischöfliches Wappentier ist der Wolf aber erst ab 1259/1264 nachweisbar. Als offizielles Wappen der Stadt gilt der rote Wolf seit 1432. Ab 1300 war er allerdings bereits als offizielles Warenzeichen der passauischen Messerer und Klinger gebräuchlich. Auch das älteste überlieferte Siegel von 1368, das den Stadtpatron St. Stephan zeigt, trägt den roten Wolf im kleinen Schild. |

### Politisches Leben
Jedes Jahr findet in Passau und Umgebung der Politische Aschermittwoch der CSU statt. 1975 verlegte die CSU ihre Veranstaltung wegen Platzmangels vom Wolferstetterkeller in Vilshofen in die Nibelungenhalle, seit 2003 wird die Dreiländerhalle am Stadtrand Passaus genutzt.
In Passau gründeten 1998 einige Einwohner aus Protest gegen eine Tagung der NPD die sogenannte Passauer Aktion Zivilcourage (PAZ). Diese Aktion hatte das Ziel, den Widerstand gegen die in Passau regelmäßig stattfindenden Veranstaltungen der rechtsextremen NPD nicht ausschließlich der Antifa zu überlassen, sondern eine breite Zustimmung der Bevölkerung für diese Ziele zu gewinnen, um die NPD-Tagung durch Blockaden und ähnlichem zu stören. Einen entsprechenden Aufruf an die Passauer Bürger unterzeichneten unter anderem die Kabarettisten Bruno Jonas und Sigi Zimmerschied, einige Stadtratsmitglieder, Gewerkschaftssekretäre, Gastwirte, Schüler und Kirchenvertreter, der Generalvikar des Bistums, der Leiter der Passauer Stadtwerke und der Geschäftsführer des Schlachthofes. Letztlich war die NPD-Veranstaltung jedoch durch das Versammlungsrecht des Grundgesetzes geschützt. Der konsequente jahrelange Widerstand der Bevölkerung (auch schon vor 1998), hohe Hallenmieten, der geplante Abriss der Nibelungenhalle und auch die Weigerung des Hallenrestaurantpächters zur Bewirtung führten dazu, dass die Veranstaltungen von NPD oder DVU seit 2000 bzw. 2001 nicht mehr in Passau stattfinden.
Unter anderem, weil es in Passau am städtischen Klinikum durch politische Beschlüsse des Stadtrats nicht möglich ist, Schwangerschaftsabbrüche durchzuführen, gründete sich 2019 das Bündnis für sexuelle Selbstbestimmung Passau. Mehrere Gruppen schlossen sich darin zusammen, um einen politischen Beschluss zu erwirken, der Schwangerschaftsabbrüche am Klinikum Passau ermöglichen soll sowie Schwangerschaftsabbrüche generell zu legalisieren und zu entstigmatisieren. Schon seit den 1990er-Jahren gab es Proteste gegen die fehlende medizinische Versorgung von ungewollt Schwangeren in Passau. Im Jahr 2020 gab es mehrere Monate lang keine Möglichkeit, eine Abtreibung nach der Beratungsregelung durchzuführen. Das Bündnis für sexuelle Selbstbestimmung organisiert auch regelmäßig Gegenproteste gegen einen Abtreibungsgegner, der vor der profamilia-Beratungsstelle im Zuge der Aktion „40 Tage für das Leben“ eine Mahnwache abhält.
Im Januar 2024 fand die bis dahin größte Demonstration in Passau statt. Anlässlich der Correctiv-Recherchen zu einem Geheimtreffen in Potsdam hatten 95 Organisationen zur „Demo gegen Rechts“ aufgerufen. Laut Polizeiangaben nahmen 6000 Menschen an der Demonstration teil.

### Bürgerbegehren
Seit der Einführung der kommunalen Bürgerbegehren konnte die Passauer Bevölkerung bisher sechsmal entscheiden. Dabei erreichten bisher alle Abstimmungen das in Bayern für die Gültigkeit notwendige Quorum für Zustimmung bzw. Ablehnung von 15 Prozent der Wahlberechtigten.
- Am 11. Februar 1996 entschieden sich die Passauer Bürger mit 57 % gegen die Erhaltung der Schwimmbäder in Bschütt und Neustift sowie den Erhalt des Hallenbades und somit für die Errichtung eines neuen Ganzjahresbades im Stadtteil Kohlbruck.
- Am 12. November 2000 stimmten sie mit 66 % für eine Verlagerung der Volksfeste Maidult und Herbstdult in den Stadtteil Kohlbruck.
- Am 18. Juli 2004 standen zwei Begehren von Seiten des Stadtrates und einer Bürgerinitiative über das Ausmaß des Neubauprojekts Passauer Neue Mitte zur Abstimmung. Es setzte sich das Begehren des Stadtrates in einer Stichentscheidung mit 51 % durch.
- Am 22. Oktober 2007 wurde über das sogenannte Europäische Haus, ein Konzerthaus in der Neuen Mitte, abgestimmt. 55 % der Bürger, die an der Abstimmung teilgenommen hatten, lehnten den Bau des Hauses ab.
- Am 27. September 2009 lehnten die Wähler eine teilweise Öffnung der Fußgängerzonen für Radfahrer mit 51 % ab. Das Bürgerbegehren „Förderung des Fahrradverkehrs“ erhielt nur 49 %.[64]
- Am 28. April 2013 lehnten die Bürger Passaus einen Radfahrer- und Fußgängertunnel unter dem Georgsberg mit 73 Prozent der abgegebenen Stimmen ab. Das Ratsbegehren für den Bau erhielt 33 % Ja-Stimmen.[65]

### Partnerstädte
Passau unterhält mit folgenden Städten Partnerschaften:

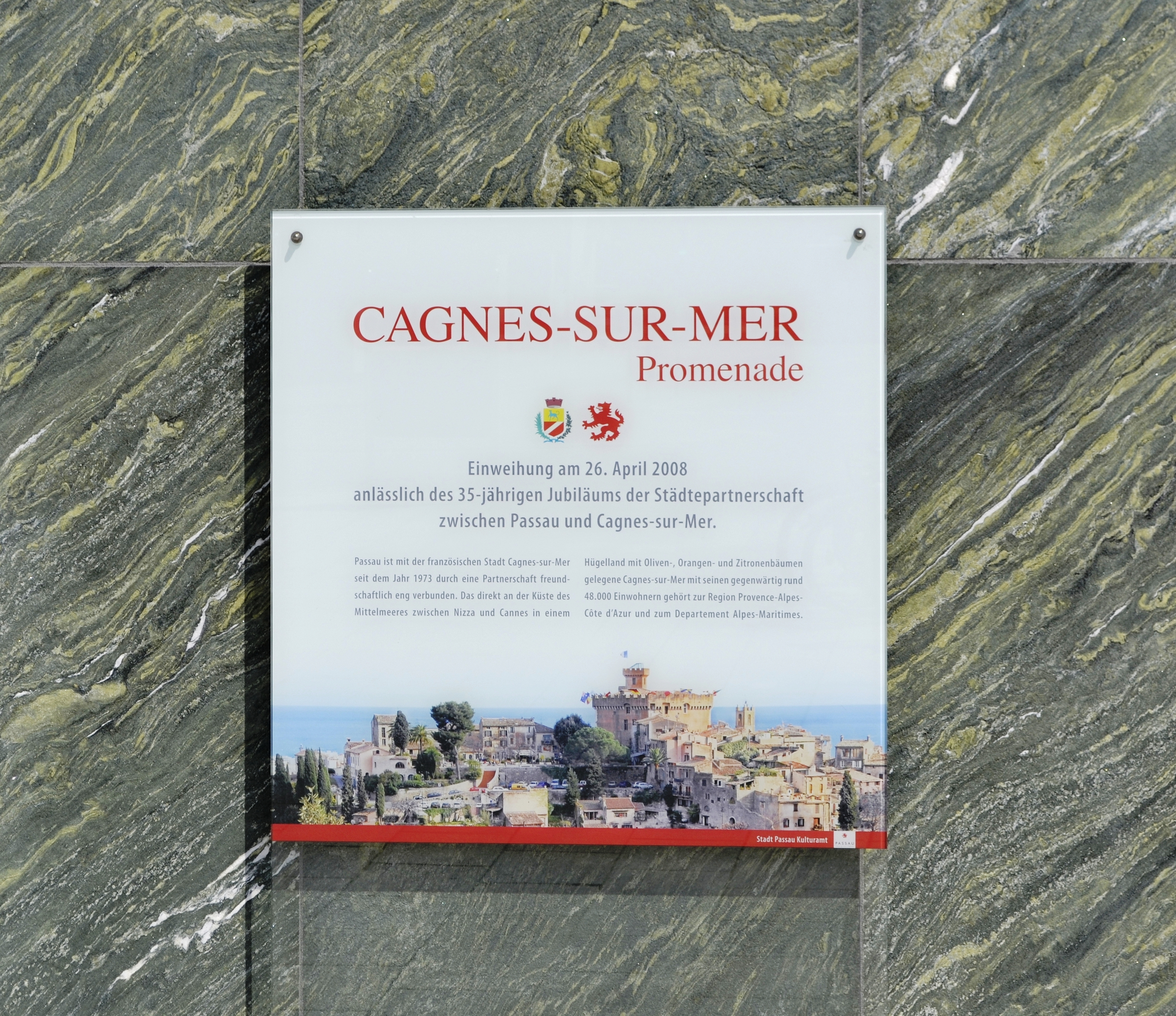
Erinnerungstafel an die Einweihung der Cagnes-sur-Mer-Promenade

- Hackensack, New Jersey, USA, seit 1952
- Dumfries, Vereinigtes Königreich, 1957–1979 (beendet aufgrund Eingemeindung)[67]
- Cagnes-sur-Mer, Frankreich, seit 1973
- Krems an der Donau, Österreich, seit 1974
- Akita, Japan, seit 1984
- Málaga, Spanien, seit 1987
- Budweis, Tschechien, seit 1993
- Liuzhou, Volksrepublik China, seit 1999
- Veszprém, Ungarn, seit 1999
- Montecchio Maggiore, Italien, seit 2003

### Städtefreundschaften
Passau ist freundschaftlich verbunden mit:
- Eferding, Österreich
- Linz, Österreich
- Scurcola Marsicana, Italien

### Patenstädte
Die Patenstädte Passaus sind Bad Griesbach, Freyung, Hauzenberg, Pocking und Simbach am Inn. Alle Patenstädte wurden nach dem Zweiten Weltkrieg dem Passauer Stadtpatenschaftenkonzept hinzugefügt, als sämtliche Orte zur Stadt erhoben wurden. Ziel dieses Vorhabens war es, den „Neuen Städten“ hinsichtlich ihrer strukturellen Entwicklung mit „Rat und Tat“ zur Seite zu stehen.

### Patenschaften
- zu den Sudetendeutschen des Böhmerwaldes, die aufgrund der Beneš-Dekrete 1945 enteignet und vertrieben wurden (seit 1961)
- zum Minenjagdboot Passau, das zuletzt in Kiel stationiert war (1990–2013)
- zum Airbus A340-300 Passau der Lufthansa (Luftfahrzeugkennzeichen D-AIFE, seit 2002)[69]
- zum ICE Passau (seit 2003)

## Kultur und Sehenswürdigkeiten

### Stadtbild

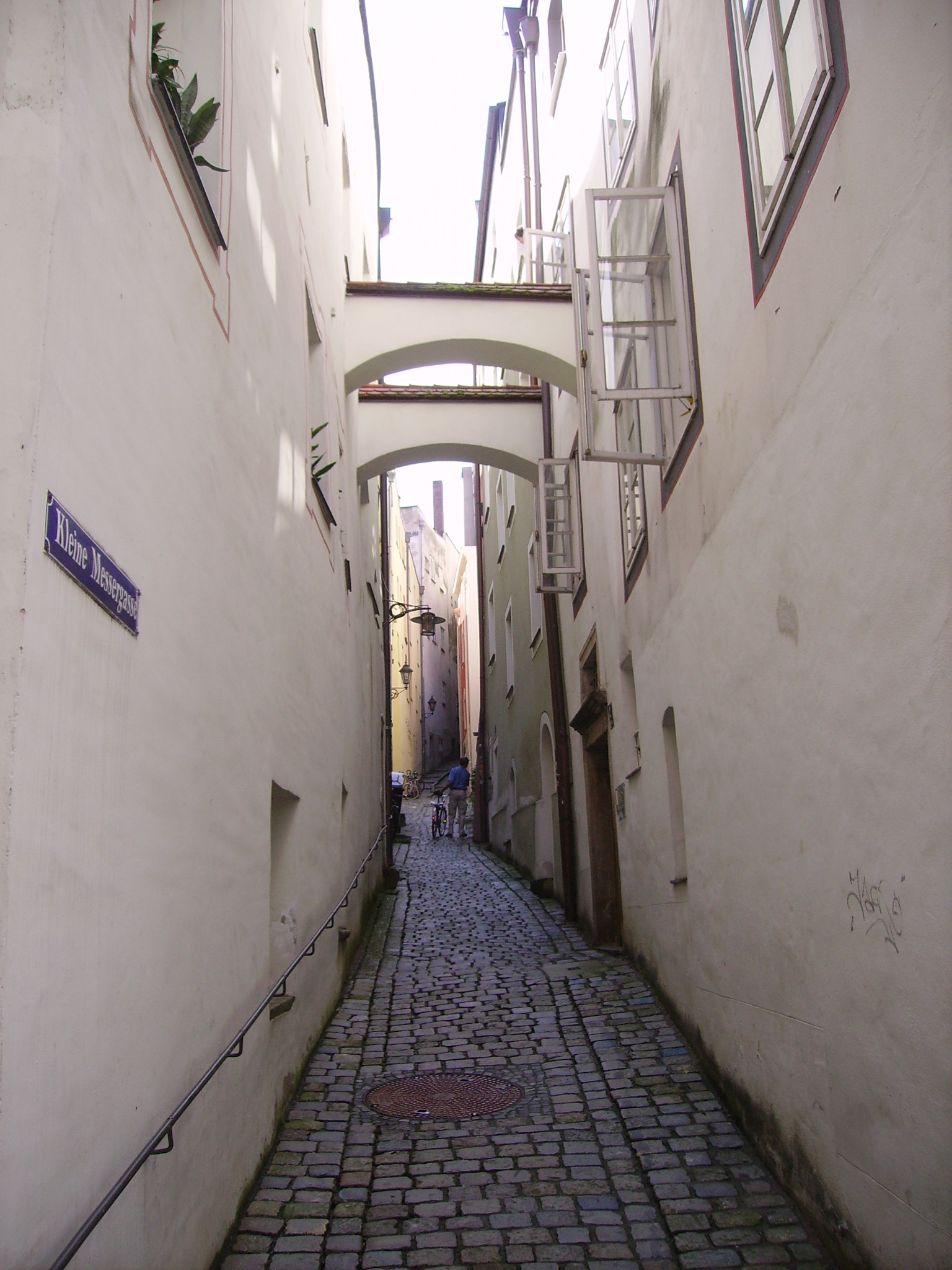
Kleine Messergasse
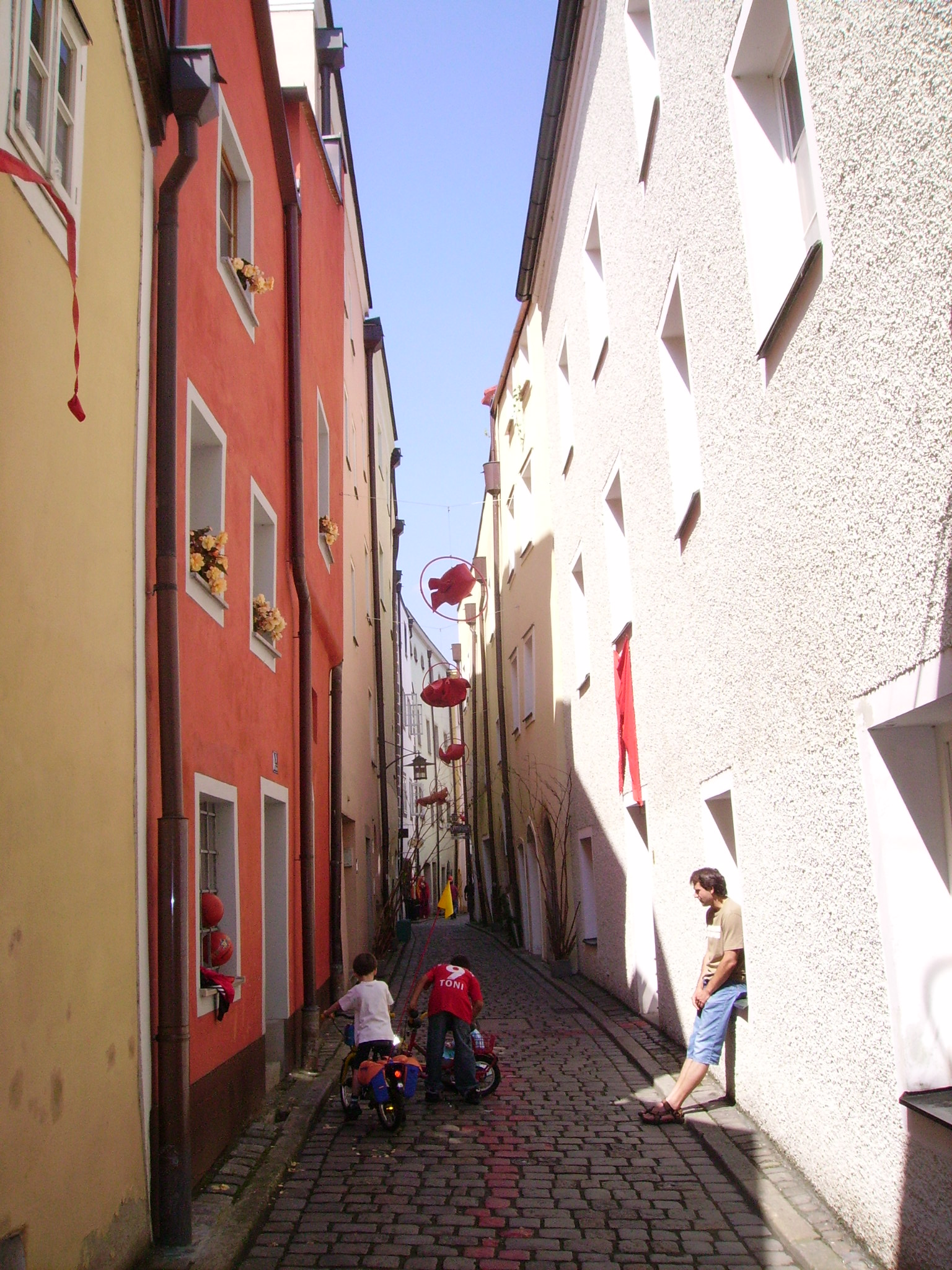
Höllgasse

Die Altstadt liegt auf einer schmalen Halbinsel am Zusammenfluss von Inn und Donau. Der Dom St. Stephan steht auf einer kleineren Anhöhe, 15 Meter über der Donau. Zu beiden Flussufern hin fallen die Gassen teilweise in steilen Treppen ab.
Das Stadtbild hat dank italienischer Baumeister ein südländisch anmutendes Flair und ist geprägt durch Häuser im Stil der Inn-Salzach-Bauweise. Deshalb wird Passau des Öfteren auch als das Venedig Bayerns bezeichnet. Jenseits der beiden Flussufer steigt die Landschaft in grünen Hügeln an. Überragt wird die Stadt im Norden von der Veste Oberhaus und im Süden von der Wallfahrtskirche Mariahilf.
Der westlich der Altstadt gelegene Bereich zwischen Hauptbahnhof und St.-Nikola-Kloster wurde bis 2011 neu gestaltet. Da die Deutsche Bahn Gleisanlagen abgebaut hatte und der Rückzug der Bundeswehr eine neue Veranstaltungsstätte in Kohlbruck ermöglichte, konnte hier ein großer Bereich in der Innenstadt städtebaulich neu gestaltet werden. Dieses als Neue Mitte bekannt gewordene Projekt wurde im September 2008 abgeschlossen.

### Dreiflüssestadt

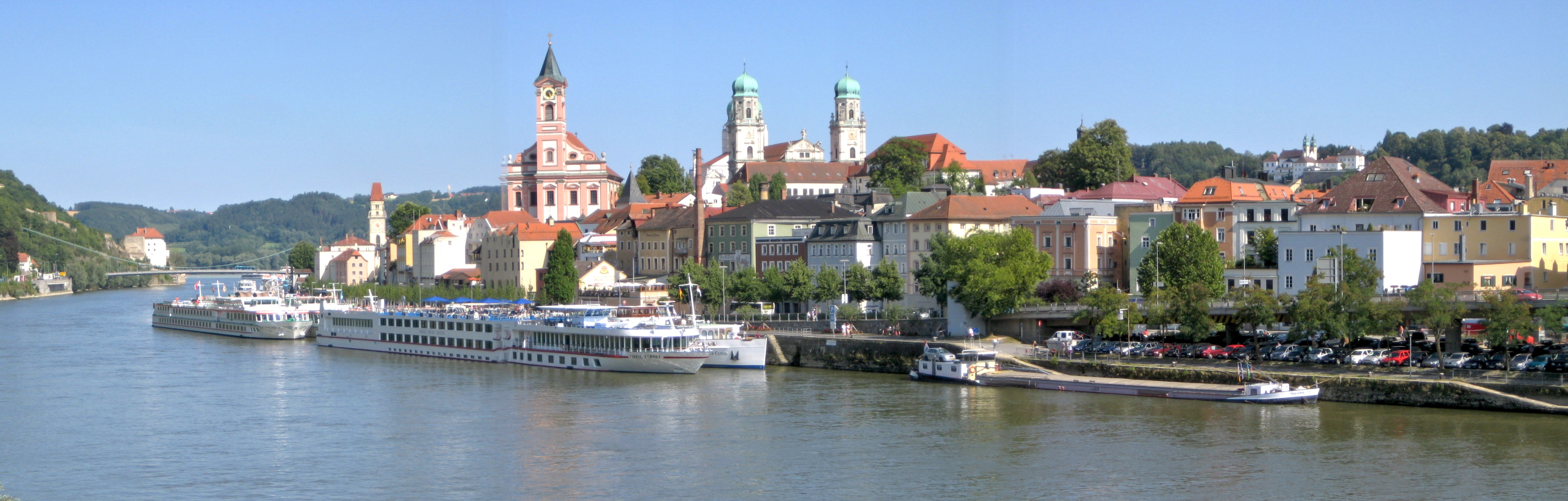
Altstadt Passaus an der Donau

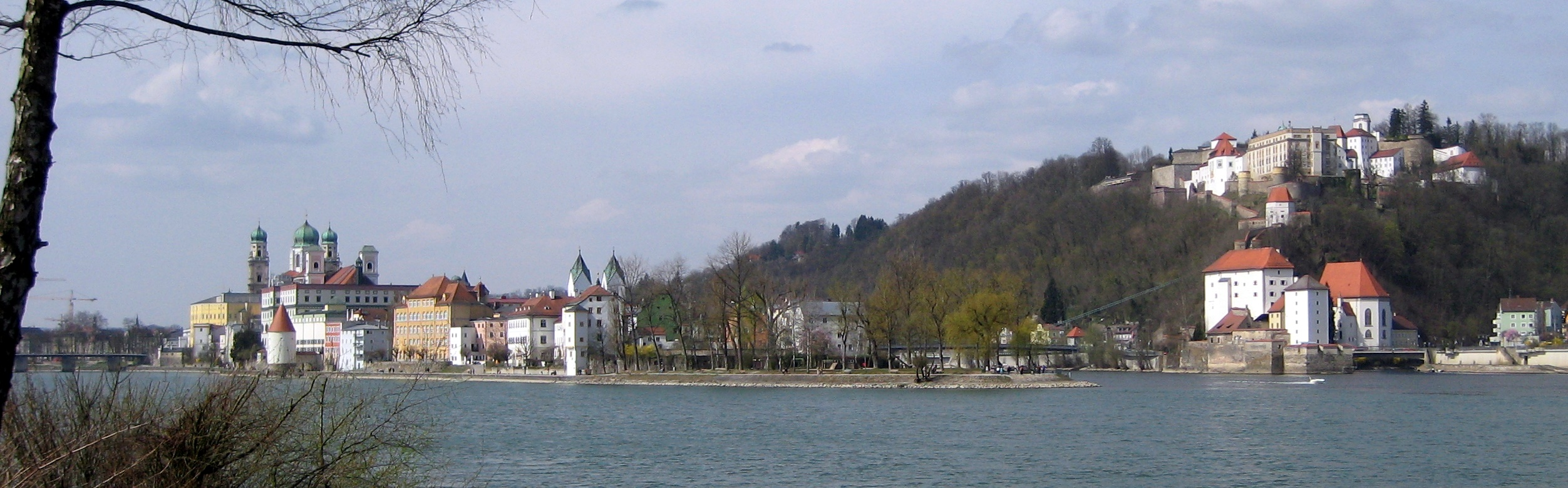
Zusammenfluss von Inn, Donau und Ilz (Dreiflüsseeck)

Zu Füßen der Burganlage Veste Niederhaus fließt zunächst die Ilz von links und kurz danach von rechts der Inn in die Donau. Das Wasser des Inn, das teilweise aus den Schweizer Zentralalpen kommt, ist grün, das der Donau blau und die aus einem Moorgebiet kommende Ilz ist schwarz, sodass die Donau ein längeres Stück nach dem Zusammenfluss drei Farben (Grün, Blau, Schwarz) hat. Auffallend hierbei: Der grüne Inn drängt das Wasser der Donau stark beiseite – dies hängt neben der zeitweise enormen Wassermenge des Inns hauptsächlich mit der unterschiedlichen Tiefe der beiden Gewässer (Inn: 1,9 Meter / Donau: 6,8 Meter) zusammen – „der Inn überströmt die Donau“. Zwar führt dieser im Jahresmittel auch etwa fünf Prozent mehr Wasser, doch liegt es hauptsächlich an den starken Hochwassern des Inns aufgrund der Schneeschmelze, während die Donau eine deutlich konstantere Wasserführung aufweist. Sie hat während sieben Monaten (Oktober bis April) mehr Wasser als der Inn. Auch wenn der optische Eindruck es also nahelegt, von der Mündung der Donau in den Inn zu sprechen, ist die Namensgebung Donau für den Strom weiterhin gerechtfertigt, nicht nur durch die Länge der zurückgelegten Wegstrecken (Donau: 647 km; Inn: 510 km).
Die Lage am Zusammenfluss mehrerer Flüsse sorgt immer wieder für Hochwasser-Ereignisse, von denen vor allem auch die historische Innenstadt betroffen ist.

### Bauwerke
Der Dom St. Stephan ist Sitz des Passauer Bischofs. Er geht zurück auf eine Kirche, die schon um 450 existierte. Die Bischofskirche wurde 730 erstmals urkundlich erwähnt und war seit 739 Kathedrale der Diözese. Zur Amtszeit Bischofs Pilgrim wurde ab 982 der Neubau einer dreischiffigen Episkopalkirche mit westlicher Doppelturmfassade errichtet. Zwischen 1280 und 1325 wurde dieser teilweise durch einen frühgotischen Dom ersetzt. Ein Ostteil im spätgotischen Stil wurde von 1407 bis 1560 angebaut. Durch den Stadtbrand von 1662 wurde der Dom mit Ausnahme der Außenmauern des Ostteils vollständig zerstört. Von 1668 bis 1693 wurde der Dom von Carlo Lurago neu errichtet, diesmal im Barockstil. Besonders zu erwähnen sind im Innenausbau Stuckaturen von Giovanni Battista Carlone und Gemälde von Johann Michael Rottmayr in den Seitenaltären. Der Stephansdom ist der größte Barockdom nördlich der Alpen. Die Domorgel ist mit 17.974 Pfeifen und 233 Registern die größte Domorgel der Welt sowie die größte Orgel außerhalb der USA.
Neben dem Dom ist auf dem Domplatz, dem höchsten Punkt der Altstadt, noch das Lamberg-Palais von besonderer Relevanz. Dort wurde 1552 der Passauer Vertrag geschlossen. Südlich des Doms steht die Alte Residenz, die heute das Landgericht beherbergt. Im ehemaligen fürstbischöflichen Opernhaus befindet sich das Stadttheater. Das 1645 ursprünglich als Ballhaus errichtete Gebäude wurde ab 1770 als Hofkomödienhaus genutzt und schließlich 1783 auf Anweisung von Fürstbischof von Auersperg durch Johann Georg Hagenauer zum Opernhaus umgebaut.

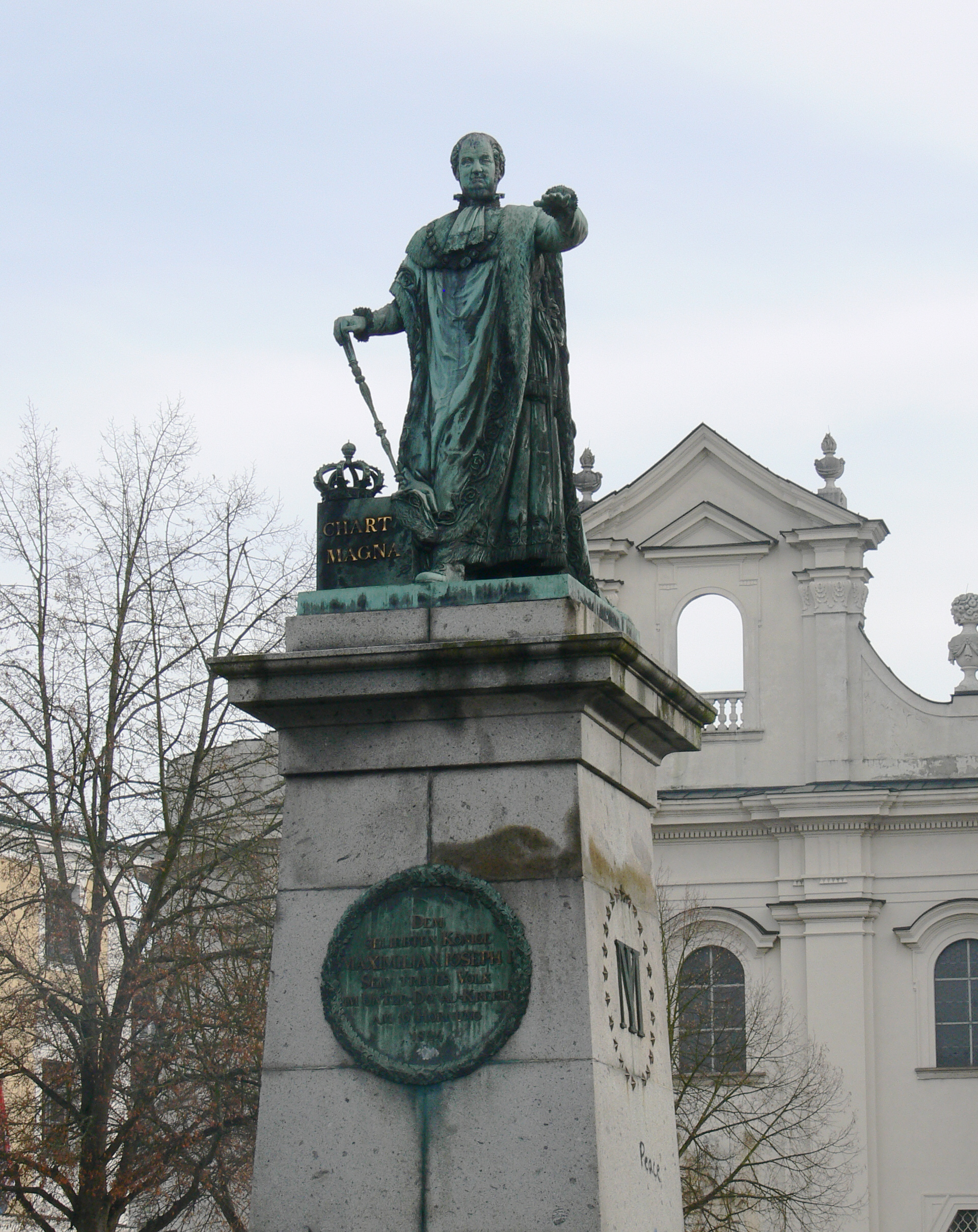
Denkmal für König Max I. Joseph von Bayern

Auf dem Domplatz erhebt sich das Denkmal für den bayerischen König Max I. Joseph. Es wurde zur Erinnerung daran aufgestellt, dass das Fürstentum Passau nach der Säkularisation 1803 im neu formierten Königreich Bayern aufging. Auf einem hohen kubischen Granitsockel, der die Bayerische Verfassung symbolisieren soll, erhebt sich eine bronzene Statue des Königs in Krönungsornat mit segnendem Gestus. Der Entwurf des 1824 datierten und 1826 aufgestellten Monuments geht wohl auf Karl Eichler zurück, die Statue wurde von Christian Jorhan d. J. modelliert und von Karl Samassa gegossen.
Am Donauufer befindet sich das Rathaus aus dem 14. Jahrhundert mit seinem 38 Meter hohen Turm. Dieser wurde jedoch erst im Jahr 1890 hinzugefügt. Am davor befindlichen Rathausplatz beherbergt das Patrizierhaus Wilder Mann das Passauer Glasmuseum mit Exponaten des weltberühmten Böhmischen Glases. Östlich des Rathausplatzes steht das 1848 bis 1851 von Friedrich von Gärtner errichtete klassizistische Hauptzollamt.
Unweit des Rathauses befindet sich die ehemalige Jesuitenkirche St. Michael mit dem benachbarten Komplex des ehemaligen Jesuitenkollegs, weiter in Richtung Ortspitze das ehemalige Benediktinerinnenkloster Niedernburg. Im Ort steht das Bürgerliche Waisenhaus, das vom Schiffbaumeister Lukas Kern 1749 gestiftet wurde. Das Gebäude wurde 1750 bis 1755 von Domkapitel-Baumeister Johann Michael Schneitmann erbaut. Vor dem Waisenhaus steht ein Johannes-Nepomuk-Standbild des Passauer Bildhauers Joseph Carl Hofer aus dem Jahr 1759.
Die so genannte Ortspitze liegt am Zusammenfluss von Donau, Inn und Ilz. Die Geschützbastion in Form eines Kleeblattes aus dem Jahr 1531 sicherte früher die Flusstäler gegen Osten.
Die Pfarrkirche St. Paul wurde 1050 erstmals urkundlich erwähnt; der heutige Baubestand stammt aus den Jahren 1663 bis 1678. Am Rindermarkt daneben steht die zweischiffige Spitalkirche von 1380 des 1200 gegründeten St.-Johannes-Spitals.
In der Bräugasse befindet sich das Museum Moderner Kunst (MMK), gegründet von Hanns Egon Wörlen, dem Sohn des Malers Georg Philipp Wörlen.
Im Zentrum der Altstadt liegt der Residenzplatz mit seinen Patrizierhäusern und der Neuen Bischöflichen Residenz. In der Residenz ist das Domschatz- und Diözesanmuseum zu besichtigen. In der Mitte des Platzes befindet sich der Wittelsbacherbrunnen, der 1903 anlässlich der 100-jährigen Zugehörigkeit der Stadt zu Bayern von Jakob Bradl aus München errichtet wurde. Das Herberstein-Palais (Schustergasse 4) mit seiner durch Wandpilaster gegliederten Fassade besitzt einen Renaissance-Arkadenhof im italienischen Stil von 1590 und beherbergt das Amtsgericht Passau.

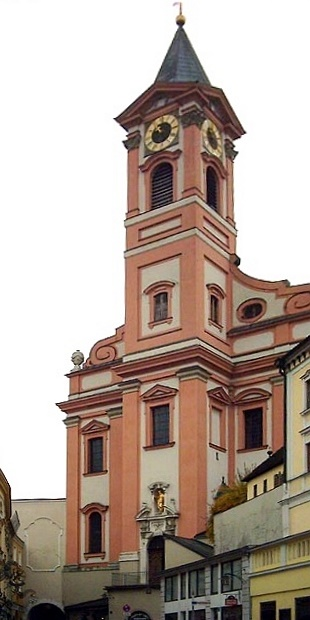
Pfarrkirche St. Paul

Lohnend ist ein Spaziergang entlang der malerischen und sonnigen Innpromenade. Dort kommt man am Schaiblingsturm vorbei, einem runden Wehrturm, der im Mittelalter zum Schutz des Salzhafens errichtet wurde.
Die Ludwigsstraße und ihre Nebenstraßen bilden die Fußgängerzone mit Geschäften und Cafés. Am Eck zur Heiliggeistgasse steht die Votivkirche, die Klosterkirche des ehemaligen Franziskanerklosters.
In der Schießgrabengasse befindet sich das Bürgerliche Zeughaus. In der Theresienstraße steht die 1856 nach Plänen von Friedrich Bürklein errichtete evangelische Stadtpfarrkirche.

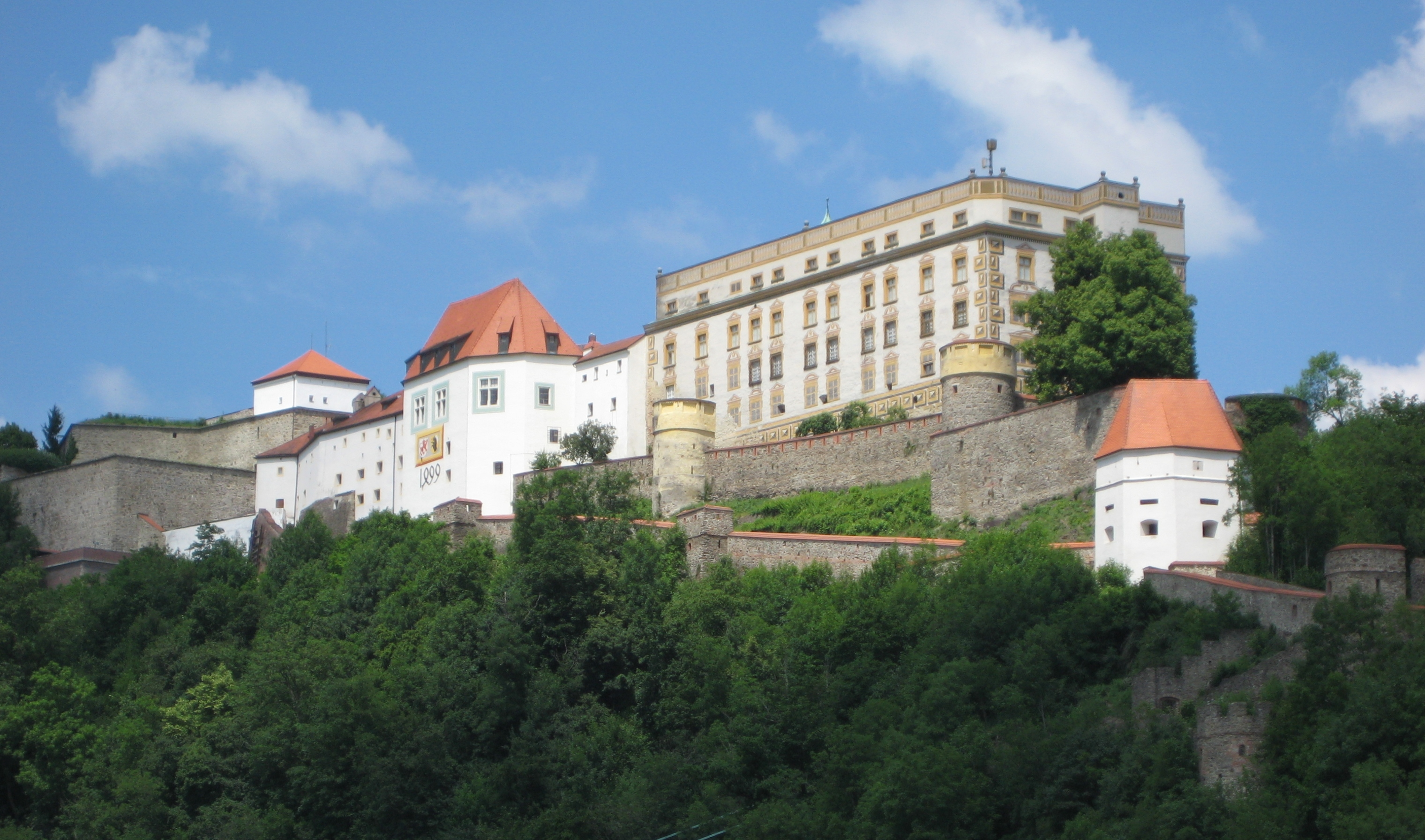
Veste Oberhaus

Jenseits der Donau ragt auf einem Hügel die mächtige Veste Oberhaus auf. Sie beherbergt unter anderem das Oberhausmuseum mit Stadtmuseum und weiteren Sammlungen mit dem Schwerpunkt Ostbayern und Nachbarländer Böhmen und Österreich. Unterhalb der Veste, mit ihr durch einen Wehrgang verbunden, steht zwischen Donau und Ilz die Veste Niederhaus, die sich in Privatbesitz befindet. An den Burgberg angelehnt zur Ilzseite hin steht die ehemalige Wallfahrtskirche St. Salvator.
Einige wenige hundert Meter donauaufwärts befindet sich Schloss Freudenhain, das von 1785 bis 1792 vom Passauer Fürstbischof Kardinal Joseph Franz Anton Graf von Auersperg erbaut wurde. Es beherbergt das nach ihm benannte Auersperg-Gymnasium Freudenhain. Darunter nahe der Uferstraße steht ein spätgotisches Herrenhaus mit barocker Fassade, der letzte Rest des ehemaligen Schlosses Eggendobl.
Die Ilzstadt gegenüber der Altstadt hat durch Hochwassersanierung der Nachkriegszeit, die den Abriss einer ganzen Häuserzeile mit sich brachte, viel von ihrer historischen Substanz eingebüßt. Die Ilzstadt war ursprünglich eine Säumer- und Fischersiedlung und Umschlagplatz für den Salzhandel nach Böhmen. Dort begann der Goldene Steig. Über den Häusern der Ilzstadt steht die Pfarrkirche St. Bartholomäus mit stämmigem romanischem Turm und gotischem Schiff.
Ilzaufwärts befindet sich der Stadtteil Hals, der von der malerischen Burgruine Hals überragt wird. Der Name kommt von der Lage am Hals der engen Halser Ilzschleifen. Am Marktplatz der ehemaligen Marktgemeinde Hals ist vor dem Rathaus aus dem Jahr 1510 noch ein Pranger zu sehen. Mit dem Bau der Kur- und Wasserheilanstalt Bavaria-Bad 1890 kamen Kurgäste wie der Schriftsteller Peter Rosegger und der Komponist Franz Lehár nach Hals. Im Ersten Weltkrieg wurde die Anlage allerdings geschlossen. Seit 1920 wird das Wasser der Ilz hinter Hals zur Stromerzeugung durch ein Wehr zu einem See gestaut. Dort beginnt auch der Ilztal-Wanderweg, auf ehemaligen Holz-Triftwegen, darunter ein begehbarer Triftstollen.

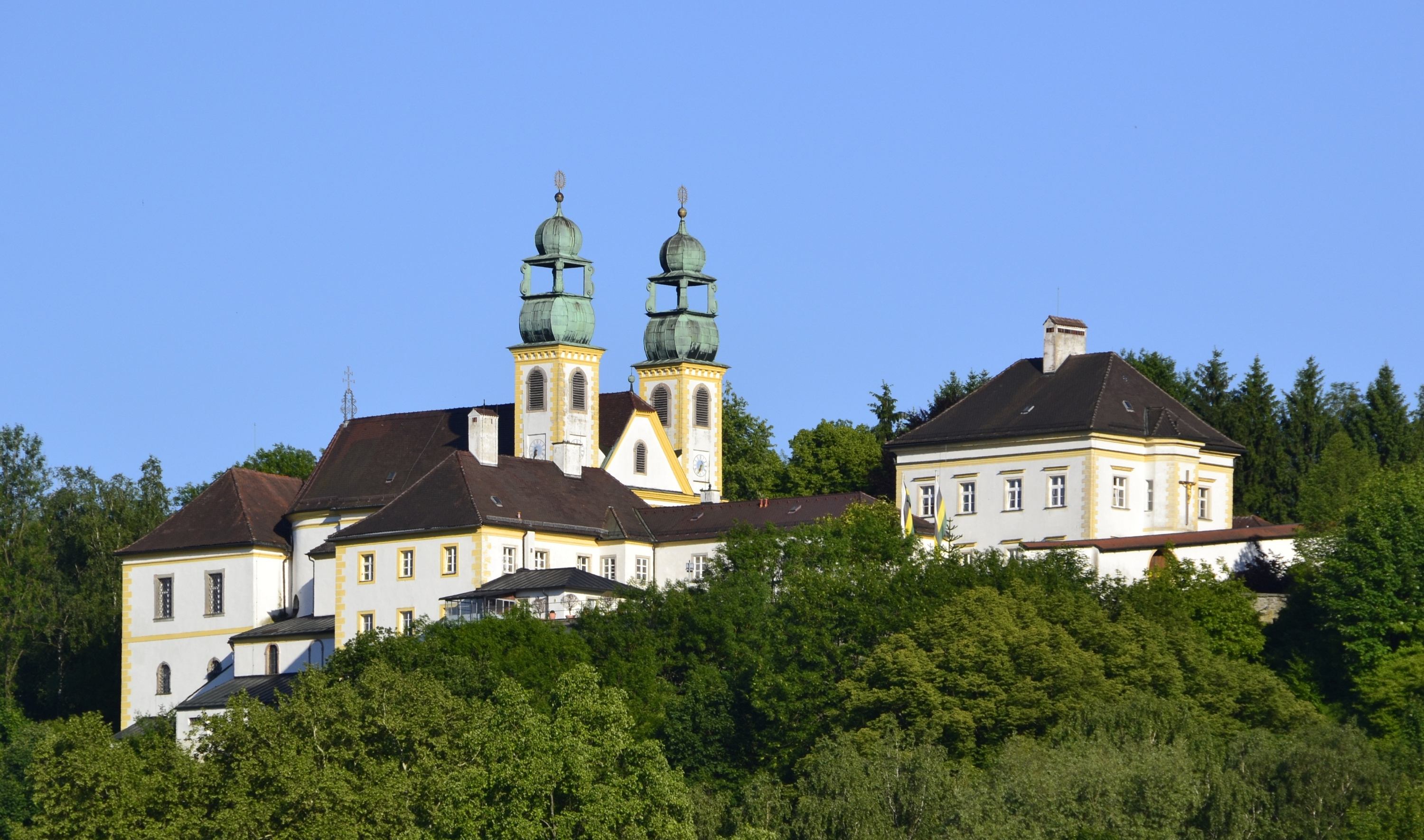
Wallfahrtskirche Mariahilf

Jenseits des Inn erhebt sich auf einem Hügel die Wallfahrtskirche Mariahilf über der Innstadt. Die Wallfahrtsstiege hat 321 Stufen. In der Innstadt gegenüber der Altstadt ist noch das mittelalterliche Severinstor mit Barbakane von 1412 erhalten. Der zugehörige Torturm wurde 1820 abgetragen. Daneben sind der runde Peichterturm von 1403 am Beiderbach und Teile der Innstadtmauer von 1410 mit Vierecktürmen und Zwinger zu sehen. Im Zentrum der Innstadt steht am kleinen Kirchenplatz die Kirche St. Gertraud und gegenüber das Rokoko-Patrizierhaus Zum schwarzen Adler. Ebenfalls in der Innstadt befindet sich das Römermuseum mit der Ausgrabungsstätte des Römerlagers Boiotro. Erwähnenswert ist auch die Severinskirche, die in ihren Fundamenten bis in die spätantike Zeit zurückgeht.
Bekannt ist der Blick vom Innsteg, von der Bevölkerung Fünferlsteg (nach der früheren Brückenmaut von fünf Pfennigen) genannt, auf die Altstadt. Der Steg verbindet die Innstadt mit der auf der gegenüberliegenden Seite des Inn sich an die Altstadt anschließenden Universität, deren Verwaltung sich im ehemaligen Augustinerchorherrenstift St. Nikola befindet.
Der Mollnhof wurde im Jahr 1560 als Landhaus des fürstbischöflichen Pflegers Wolfgang Friedrich Moll errichtet. Der ursprüngliche Gutshof wurde aber nach dem Brand 1831 wieder errichtet. Heute dient es als Bürogebäude.

### Kultur
Das Theater im Fürstbischöflichen Opernhaus (Stadttheater Passau) ist Sitz des Musiktheaters des Landestheaters Niederbayern. Das Schauspiel hat seinen Sitz in Landshut.

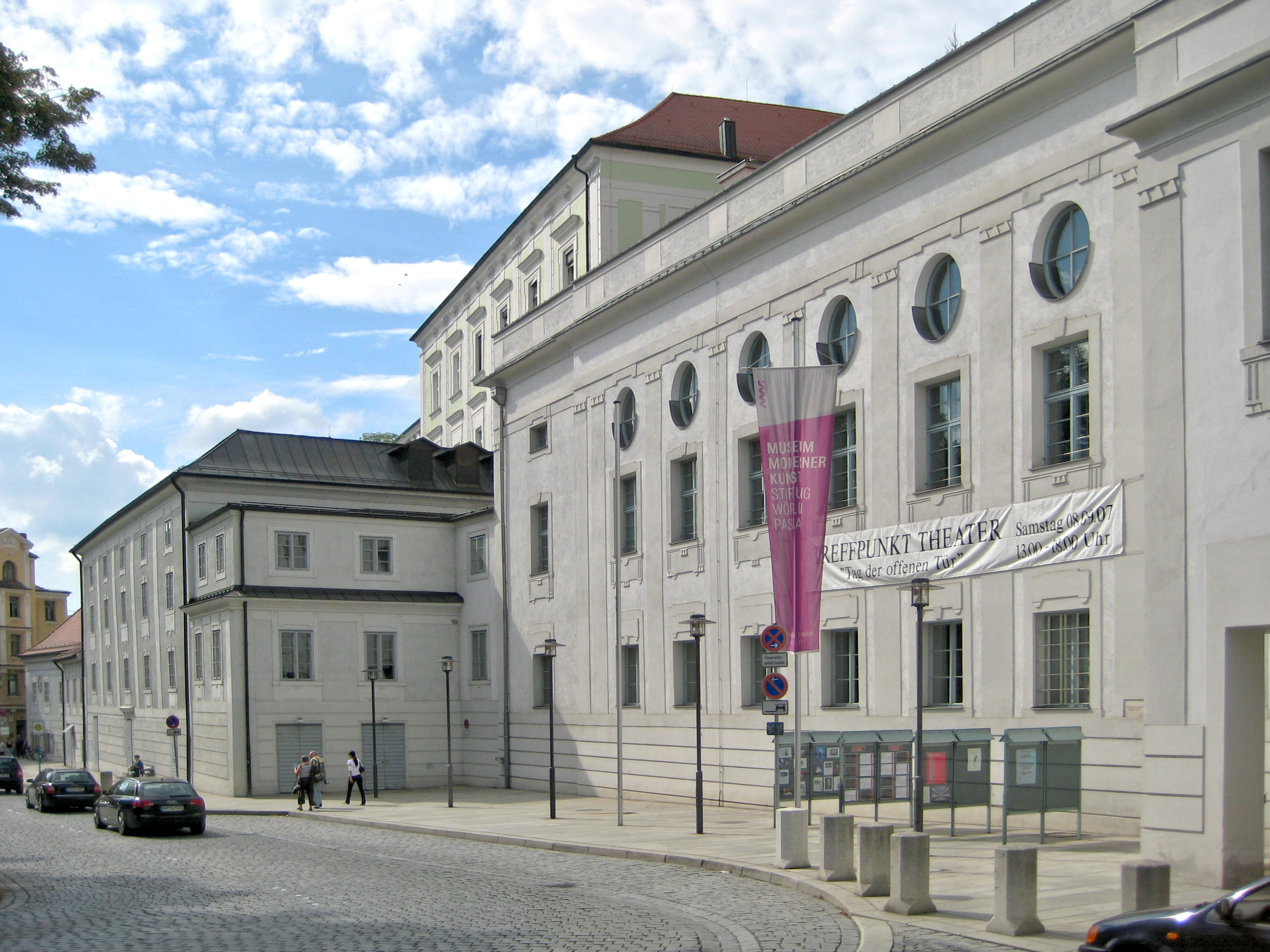
Stadttheater Passau

Seit 1953 finden die Festspiele Europäische Wochen statt. Von US-Offizieren gegründet, war es das erste Festival im Nachkriegsdeutschland, das sich dem Europagedanken verschrieb. Zu seinen Lebzeiten war Lord Yehudi Menuhin oft Gastkünstler bei den Festspielen. Jedes Jahr kommen hochkarätige Künstler, wie zum Beispiel Krzysztof Penderecki, aber auch Politiker aus ganz Europa nach Passau und Umgebung, denn mit dem Fall des Eisernen Vorhangs finden die zahlreichen Veranstaltungen nun nicht mehr nur in Südostbayern und Oberösterreich, sondern auch in Südböhmen statt.

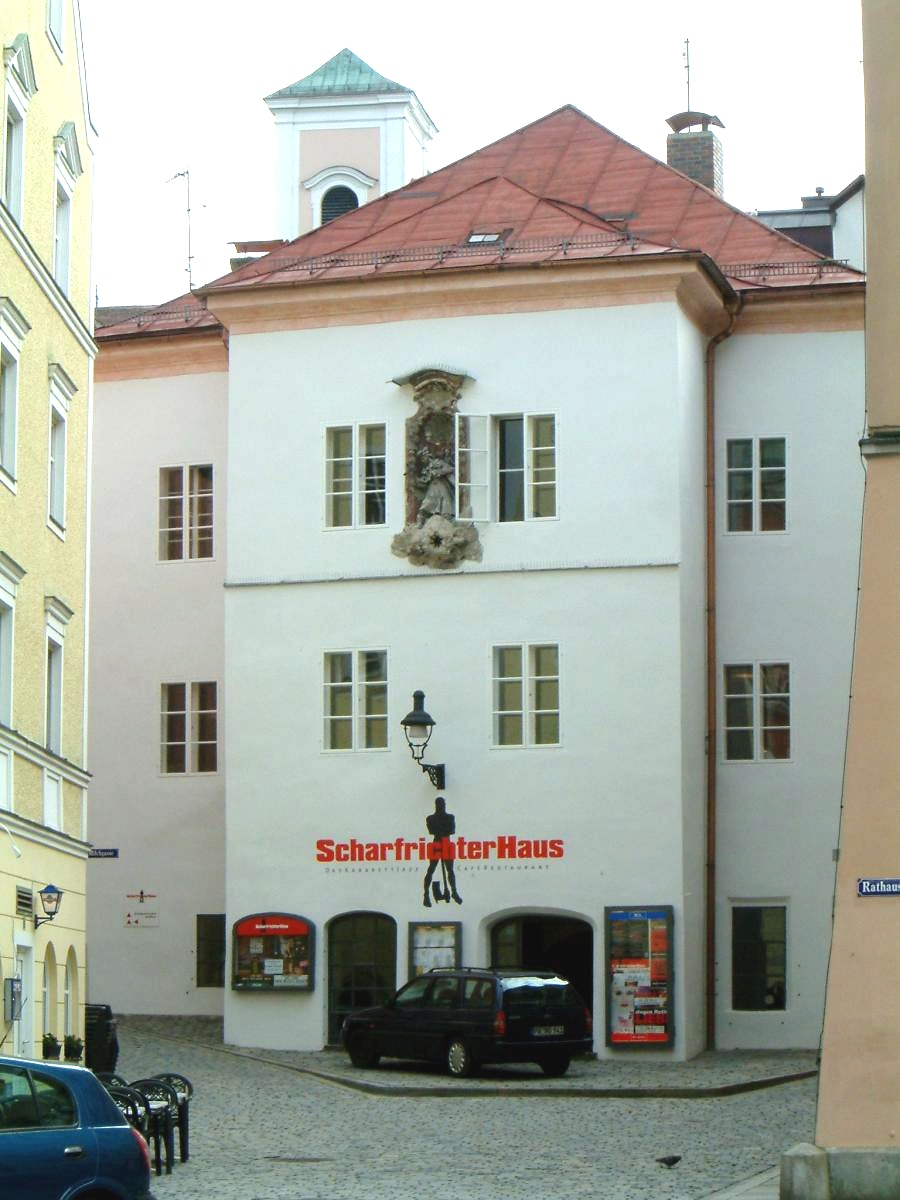
Scharfrichterhaus

In den 1970er-Jahren entstand mit dem Scharfrichterhaus in der Milchgasse eine Kleinkunst- und Kabarettistenszene, die über die Stadt hinaus bekannt wurde. Die Scharfrichterbühne setzte damals einen Gegenpol zur kleinbürgerlich-konservativen Atmosphäre der Stadt und führte zu starker Polarisierung in der Bevölkerung. Seit 1983 wird anlässlich der Passauer Kabarett-Tage alljährlich einer der bedeutendsten deutschen Kabarettpreise, das „Scharfrichterbeil“, verliehen. Zu den bekanntesten Preisträgern gehören Hape Kerkeling (1983), Urban Priol (1986) und Günter Grünwald (1988).
Die aus der Zeit des Nationalsozialismus stammende Nibelungenhalle, Austragungsort des Politischen Aschermittwochs der CSU von 1975 bis 2003, wurde im Februar/März 2004 abgerissen. Als funktionale Nachfolgerin der Nibelungenhalle wurde die Dreiländerhalle im Stadtteil Kohlbruck neu errichtet. Um den ehemaligen Standort der Nibelungenhalle herum wurde das Aufgeben von Eisenbahnflächen durch die DB AG sowie der Abriss der Halle selbst genutzt, um dieses Gebiet neu zu gestalten. Dieses als Neue Mitte bekannte Projekt umfasst mehrere Einkaufsmöglichkeiten, ein unterirdisches Multiplex-Kino sowie einen Büro- und Hotelturm.
Es gibt begründete Hinweise, dass das Nibelungenlied aus Passau oder seiner Umgebung stammt. Somit kann sich Passau „Nibelungenstadt“ nennen.
An Volksfesten gibt es neben der Maidult und der Herbstdult im September, die beide seit 2005 auf dem neu gestalteten Messegelände in Kohlbruck stattfinden, das dreitägige Haferlfest in der Ilzstadt im Juli und das zweitägige, alle zwei Jahre stattfindende Bürgerfest in der Altstadt im Juni. Im Ortsteil Hals findet auf einer Insel in der Ilz alljährlich das Inselfest statt.
In Zusammenarbeit mit der Universität Passau haben sich mit dem alle zwei Jahre stattfindenden Internationalen Filmfestival Passau, dem iberoamerikanischen Filmfest ¡muestra! und den Crank-Cookie-Kurzfilmtagen drei Festivals für Filmschaffende etabliert.
Im durch Crowdfunding finanzierten Konzerthaus „Zauberberg“ finden regelmäßig Musikkonzerte statt. Im Jahr 2019 hatten 130 bis 150 Musikgruppen Auftritte in dem Live-Club.

### Museen
Liste von Museen in Passau:

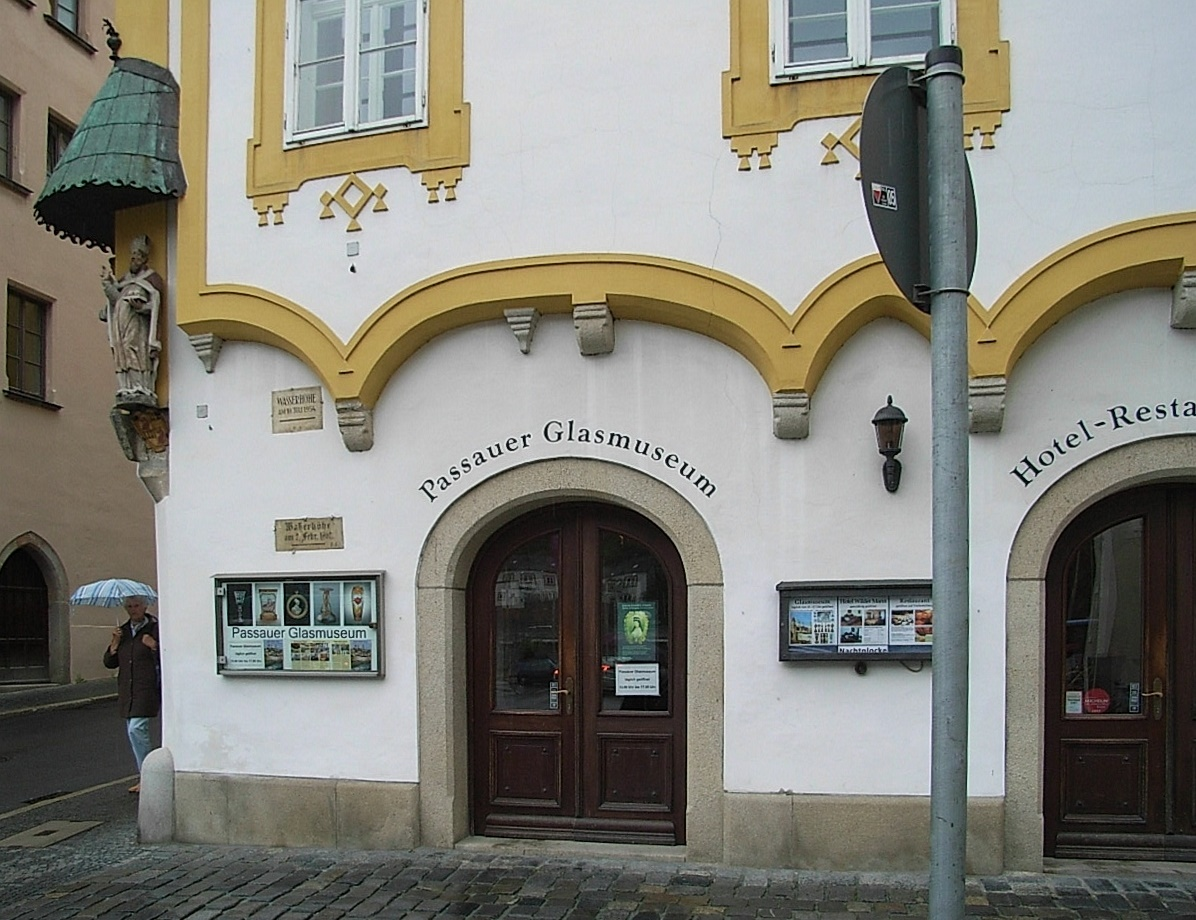
Eingang zum Glasmuseum

- Oberhausmuseum mit Stadtmuseum und weiteren Sammlungen mit Schwerpunkt auf Ostbayern und den Nachbarländern Böhmen und Österreich auf der Veste Oberhaus
- Römermuseum Kastell Boiotro in der Innstadt
- Museum Moderner Kunst
- Passauer Glasmuseum
- Domschatz- und Diözesanmuseum
- Mittelalterliches Foltermuseum am Anger
- Freskenmuseum Passau

### Denkmäler
- Das Denkmal auf dem Domplatz erinnert an König Max I. von Bayern.
- Auf dem Innstadtfriedhof erinnert ein Denkmal an alle Opfer der NS-Gewaltherrschaft.[73]
- Ebenfalls auf dem Innstadtfriedhof erinnert das Ehrenmal der Stadt Passau an verdiente Bürger.
- An der Innpromenade steht seit 1996 das Mahnmal für die Opfer des Nationalsozialismus.[74]

### Schutzgebiete
Im Stadtgebiet gibt es zwei Naturschutzgebiete, drei Landschaftsschutzgebiete, sechs FFH-Gebiete und drei vom Bayerischen Landesamt für Umwelt ausgewiesene Geotope (Stand April 2016).
Als Landschaftsschutzgebiete sind das Gaißatal, Kohlbruck sowie der Landschaftsteil des Ilztals im Stadtgebiet verzeichnet, die eine Gesamtfläche von 1.515 ha aufweisen.
Zudem liegen im Stadtgebiet sieben flächenhafte Naturdenkmäler mit einer Gesamtfläche von 410 ha und 32 Einzelnaturdenkmäler (Einzelbäume und Baumgruppen).

### Messestandort Passau
Bereits kurz nach dem Zweiten Weltkrieg, im Jahr 1948, fand unter der Bezeichnung „Passauer Frühjahrsausstellung“ die erste Messe auf dem kleinen Exerzierplatz und in der Nibelungenhalle in Passau statt. Seit dem Abriss der Nibelungenhalle im Jahr 2004 und der Umgestaltung zur Neuen Mitte wird der Messepark Kohlbruck für die Ausstellung genutzt. Im Rahmen des Umzuges erfolgte eine Namensänderung in Passauer Frühling – DreiLänderMesse. Vertreten sind demnach vor allem Aussteller aus den Ländern Deutschland, Österreich und Tschechien, die der Messe ihren Namen geben. Die Messe findet alle zwei Jahre im März/April statt. Die 7. Auflage Anfang März 2016 konnte rund 450 Ausstellerbeteiligungen und 70.000 Messebesucher verzeichnen. Sie gilt als eine der größten Verbraucherausstellungen Bayerns. Das Handelsvolumen, das rein durch Kaufverträge zum Beispiel im Jahr 2014 auf der Messe entstanden ist, umfasste knapp 24 Millionen Euro. Die für 2020 geplante Messe (Zeitraum: 21. März 2020 bis 29. März 2020) wurde am 10. März 2020 durch die Behörden aufgrund der Corona-Pandemie untersagt. Mitte April gab der Veranstalter der Messe, die Kinold-Ausstellungsgesellschaft mbH, bekannt, dass diese Insolvenz anmelden musste.
Seit 1996 findet jährlich die Fertighausmesse Passau statt, die im Jahr 1998 durch die ebenfalls jährlich stattfindende Bau- und Energiesparmesse Passau ergänzt wurde. Schwerpunkte der Messen sind das Energiesparen (Solaranlagen, Solarkollektoren, Photovoltaikanlagen, Wärmedämmung, Wärmepumpen), der Fertighaus- und Massivhausbau und das Renovieren und Modernisieren alter Bausubstanz.
Seit 2007 findet jährlich eine Ausbildungsmesse auf dem Messegelände statt, die als Informations- und Kommunikationsplattform für Jugendliche und Betriebe fungieren und über Ausbildungsplätze und -berufe in der Region informieren soll. Mit mehreren Tausend Besuchern und bis zu 100 Ausstellern ist die Ausbildungsmesse Passau die drittgrößte Messe dieser Art in Bayern.

### Sport
- Einer der mitgliederstärksten Vereine Passaus ist der 1. FC Passau. Die Herrenfußballmannschaft des Vereins spielt in der Spielzeit 2024/25 in der sechstklassigen Landesliga Mitte. Die Heimspiele werden im Dreiflüssestadion ausgetragen. In diesem Stadion fanden auch vier Vorrunden- und zwei Fußball-Zwischenrundenspiele der Olympischen Sommerspiele 1972 statt.
- Der 1946 gegründete SV Schalding-Heining stieg 2013 in die viertklassige Fußball-Regionalliga Bayern auf und konnte sich dort bis zur Saison 2021/22 halten. In der Saison 2023/24 spielte der Verein erneut in der Regionalliga. Nach einer Saison in der Regionalliga Bayern stieg der SVS wieder in die Fußball-Bayernliga ab.
- Der Passauer Ruderverein von 1874 e. V. ist der älteste bayerische Ruderverein und mit seinen über 600 Mitgliedern gehört er seit Jahren zu den fünf größten Rudervereinen Deutschlands. Er brachte schon viele erfolgreiche Ruderer hervor, darunter Weltmeister und Olympiateilnehmer. Einer der bekanntesten Sportler ist Felix Wimberger.
- Die ehemalige Kunst-Rodelbahn im Stadtteil Hacklberg war eine 800 Meter lange Naturrodelbahn, die am 21. Januar 1967 eingeweiht wurde. Sie war bis 1980 im Betrieb, allerdings führten anhaltend zu hohe Temperaturen in den Wintermonaten dazu, dass der Betrieb der Bahn nicht mehr möglich war. Sie wurde weitestgehend zurückgebaut und die Überreste sind dem Verfall preisgegeben. Auch der Passauer Rodelverein, der unter anderem die Olympiateilnehmerinnen Gisela Otto und Monika Scheftschik[81] hervorbrachte, löste sich auf.[82]
- Mit den EHF Passau Black Hawks existiert seit 1997 ein Eishockey-Verein in der Stadt. Dieser spielt in der Eishockey-Oberliga. Durch minimale Veränderungen kann das Hallenstadion im Sommer auch dem Inlinehockeysport zur Verfügung gestellt werden. Im Jahr 2007 fand in den Städten Landshut und Passau die IIHF Inlinehockey-Weltmeisterschaft statt. Diese Veranstaltung stellt die erste Weltmeisterschaft dar, die in Passau ausgetragen worden ist.
- Größter Leichtathletikverein der Stadt ist die Leichtathletikgemeinschaft Passau, deren Mitglieder schon mehrere deutsche Meistertitel erringen konnten.
- Mit dem TTC Fortuna Passau spielt ein Tischtennisverein der Stadt seit der Saison 2001/02 in der 2. Bundesliga Süd.
- Der SK Passau 1869 spielte viele Jahre lang in der 2. Bundesliga Ost Schach, bis er sich 2023 aus der Liga zurückzog.[83]
- Passau ist ein Etappenort des internationalen Drei-Länder-Radrennens Linz–Budweis–Prag.
- Größte Laufveranstaltung ist der DJK-Domlauf über 7,4 km.
- Der 1. PBC Passau ist einer der mitgliederstärksten Billard-Vereine Bayerns und auf Bundesebene in der Regionalliga Süd-Ost vertreten.

## Bildung und Forschung

### Schulen
Passau ist in der Region ein wichtiger Schulstandort. Die Passauer Schulen haben zum Teil einen Einzugsbereich, der weit über die Stadtgrenzen hinaus bis in die benachbarten Regionen Rottal, Bayerischer Wald und Oberösterreich reicht.

#### Grund- und Mittelschulen
In Passau gibt es über die Stadtteile verteilt acht staatliche Grundschulen sowie eine private Montessorigrundschule. Weiterhin gibt es mit der Volksschule Sankt Nikola und der Volksschule Neustift zwei Hauptschulen, an denen über den M-Zweig die Möglichkeit besteht, die Mittlere Reife zu erwerben. Daneben gibt es Förderzentren für geistig und lernbehinderte Kinder, die an Regelschulen angegliedert sind und eng mit diesen zusammenarbeiten.

#### Weiterführende Schulen

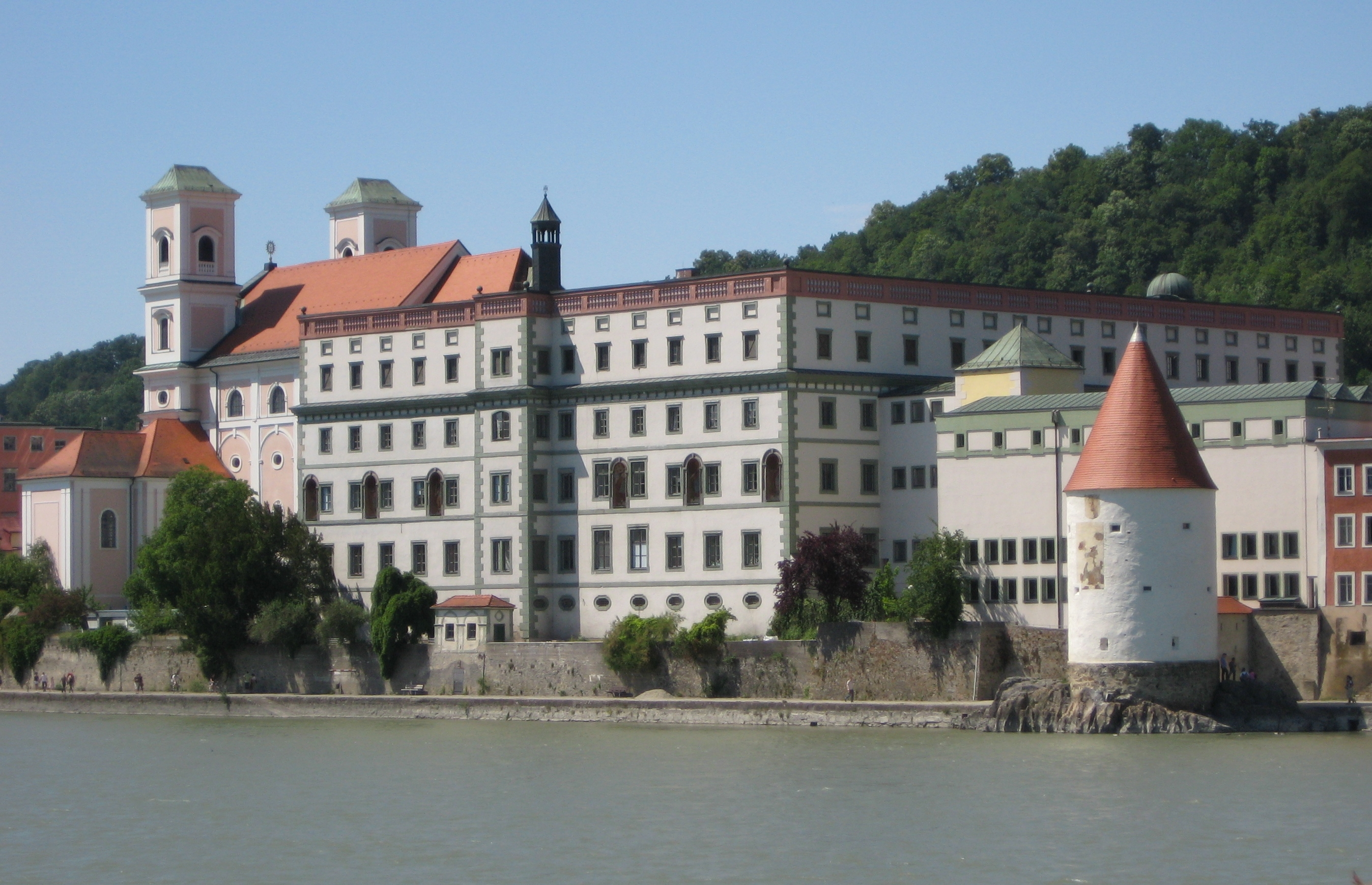
Gymnasium Leopoldinum – ehemals Jesuitenkolleg

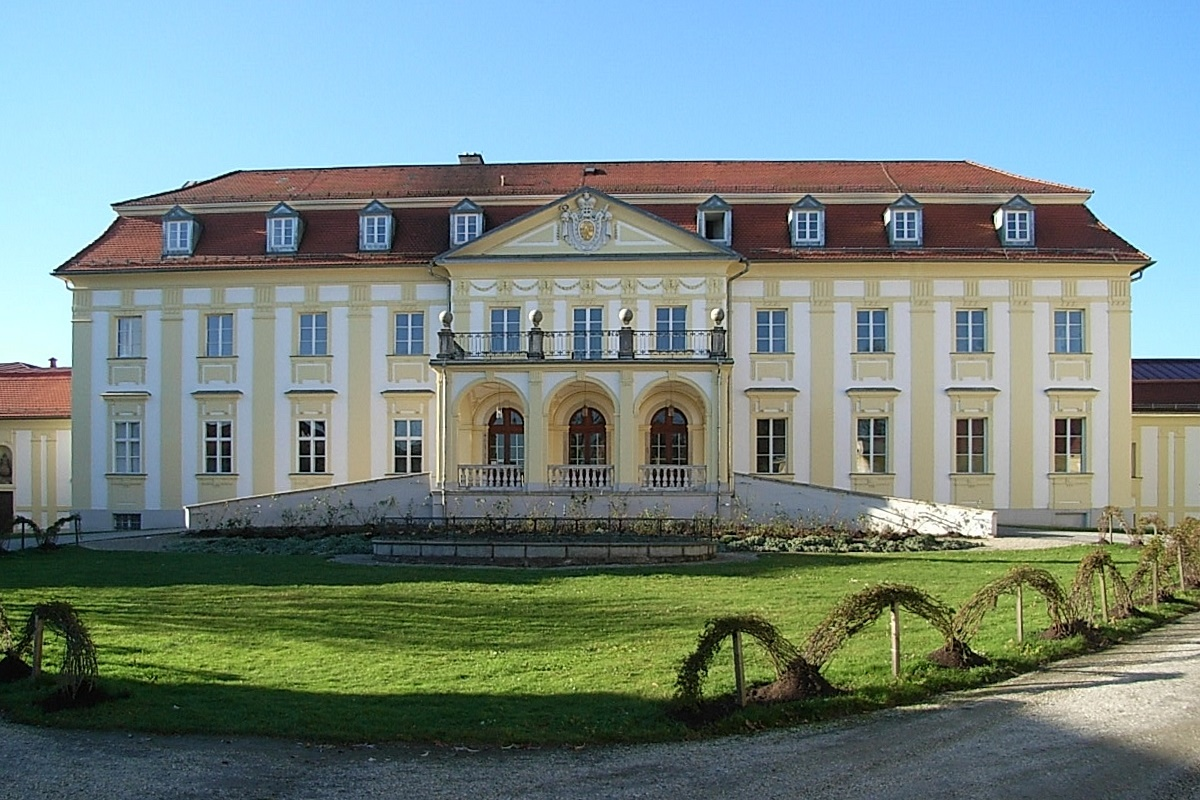
Das Schloss Freudenhain – heute Auersperg-Gymnasium

Passau als Schulstadt kann auf eine große Tradition zurückblicken. Bereits 1612 wurde das Jesuitenkolleg Passau gegründet, das heute immer noch als Gymnasium Leopoldinum besteht und damit zu den ältesten Schulen Deutschlands gehört. Daneben gibt es mit dem Auersperg-Gymnasium (Freudenhain), das durch die Maria-Ward-Schulstiftung betrieben wird, der ebenfalls kirchlich betriebenen Mädchenschule Gisela-Gymnasium und dem Adalbert-Stifter-Gymnasium (ASG), drei weitere Gymnasien.
In Passau gibt es bereits seit 1970 die Berufliche Oberschule Passau, eine staatliche Schule der beruflichen Oberstufe unter der Trägerschaft der Stadt Passau. Sie setzt sich aus der Fachoberschule (FOS) und der Berufsoberschule (BOS) zusammen und wird abgekürzt FosBos Passau bezeichnet. Schulabgänger mit der Mittleren Reife sowie Erwachsene mit abgeschlossener Berufsausbildung können hier die Fachhochschulreife (Fachabitur), die Fachgebundene Hochschulreife sowie die Allgemeine Hochschulreife (Abitur) erwerben.
Mit der staatlichen Dreiflüsse-Realschule und der kirchlichen Gisela-Realschule, die dem Gisela-Gymnasium (Niedernburg) angegliedert ist und wie dieses eine Mädchenschule ist, gibt es in Passau zwei Realschulen. Weiterhin gibt es die Staatliche Wirtschaftsschule Passau. Die Private Wirtschaftsschule Pindl stellte den Betrieb ihres Standortes am Passauer Domplatz mit Ablauf des Schuljahres 2015/2016 ein. Ursache waren die Folgen der Negativentwicklung der Schülerzahlen.

#### Berufsbildende Schulen
In Passau haben zahlreiche berufsbildende Schulen ihren Sitz, darunter die Karl-Peter-Obermeier-Schule (Berufsschule 1), die Berufsschule 2 und die PTA-Schule. Das Einzugsgebiet dieser Schulen umfasst den ganzen Landkreis Passau und reicht bis in den Bayerischen Wald hinein.

### Fachakademie
Seit 2014 hat die private Athanor Akademie, eine staatlich anerkannte Fachakademie für darstellende Kunst, ihren Sitz im Stadtteil Grubweg (vorher Burghausen und davor München).

### Universität Passau

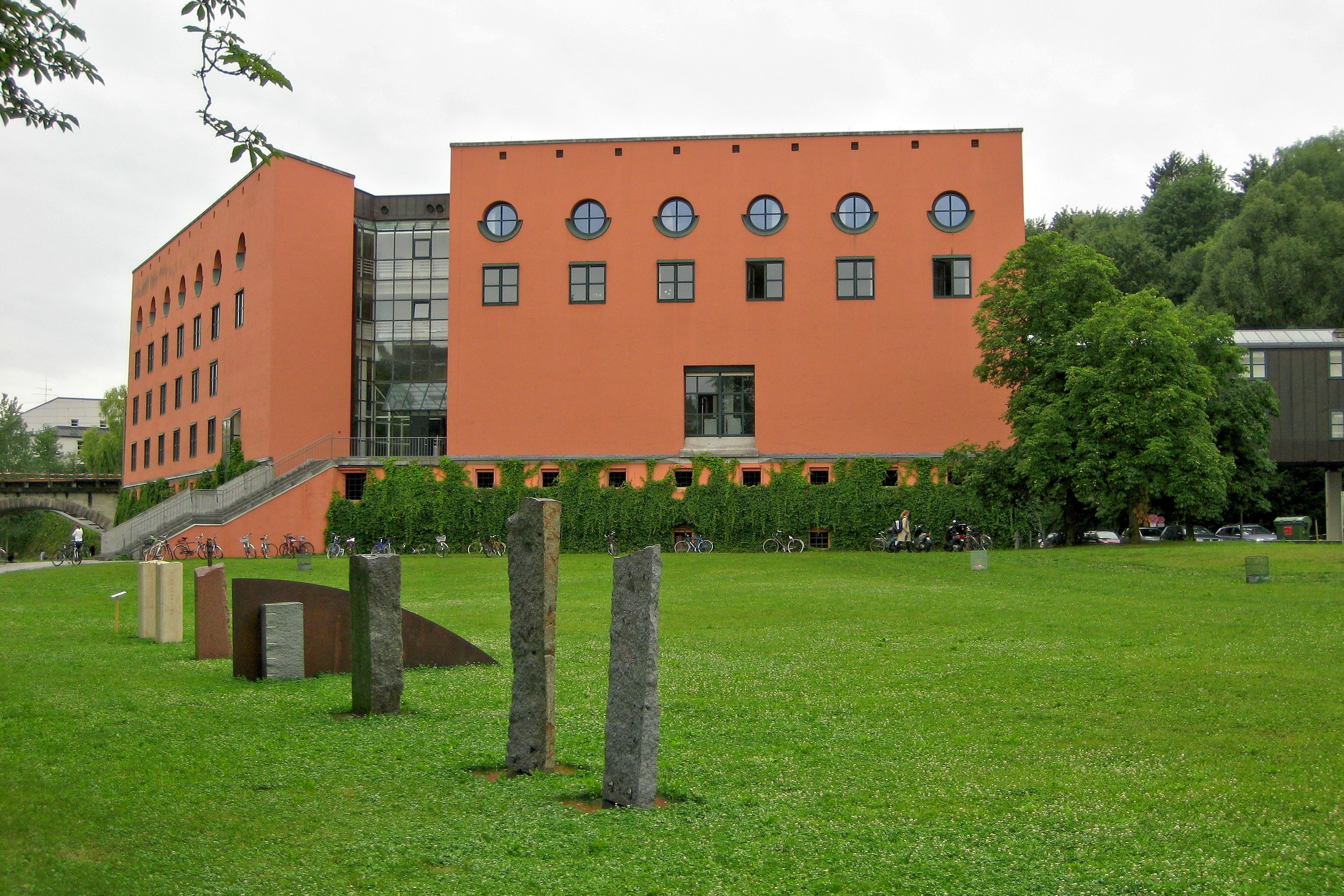
Universität Passau, Philosophicum

Am 9. Oktober 1978 wurde die Universität Passau gegründet, ihre Vorgeschichte lässt sich aber bis ins Jahr 1622 zurückführen. Mit etwa 13.000 Studierenden (Stand 30. September 2017) zählt sie heute zu den vergleichsweise eher kleineren bayerischen Universitäten. Mit insgesamt fünf Fakultäten werden über 30 verschiedene Studiengänge mit den Abschlüssen Bachelor, Master und Staatsexamen angeboten. Dazu gehören beispielsweise Rechtswissenschaften, Staatswissenschaften, Business Administration and Economics, Mathematik, Informatik und Lehramt. Der Campus der Universität wurde 2009 von der Zeitschrift Unicum zum schönsten Campus Deutschlands gekürt.
Durch die hohe Anzahl der Studierenden im Vergleich zur Gesamtbevölkerung besitzt die Stadt Passau eine der höchsten Studierendendichten in Deutschland (ca. 24 %).

### Sonstige Bildungseinrichtungen und Bibliotheken
In Passau gibt es zahlreiche weitere Bildungsangebote. Die Volkshochschule (VHS), die gemeinsam von Stadt und Landkreis getragen wird, bietet ein umfangreiches Kursangebot an, darunter zahlreiche Sprach- und Kunstkurse. In rein städtischer Regie befindet sich die städtische Musikschule Passau, deren Unterrichtsangebot sich sowohl an Kinder als auch an Erwachsene richtet. Schüler der städtischen Musikschule gewinnen regelmäßig Preise bei nationalen wie internationalen Musikwettbewerben.
Das Bildungsangebot der Stadt wird durch mehrere Bibliotheken abgerundet. Die Stadt Passau unterhält die Europa-Bücherei mit einer Zweigfiliale im Stadtteil Neustift, deren Angebot vorwiegend Unterhaltungsliteratur umfasst. Die größte Bibliothek in Passau ist die Universitätsbibliothek, die eine große Auswahl an Fachliteratur bereitstellt. Die Universitätsbibliothek steht auch nicht an der Universität eingeschriebenen Personen zur Verfügung und zählt zu den größten Bibliotheken Bayerns. Die staatliche Bibliothek Passau (im Volksmund kurz „Stabi“ genannt), die ihren Sitz in der Passauer Altstadt hat, arbeitet eng mit der Universitätsbibliothek zusammen, ist jedoch organisatorisch von ihr getrennt. Sie kann selbst auf eine lange Geschichte zurückblicken und gehört zu den ältesten Bibliotheken Bayerns.

## Wirtschaft und Infrastruktur
Im Jahre 2016 erbrachte Passau, innerhalb der Stadtgrenzen, ein Bruttoinlandsprodukt (BIP) von 3,236 Milliarden €. Das BIP pro Kopf lag im selben Jahr bei 63.668 € (Bayern: 44.215 €/ Deutschland 38.180 €) und damit deutlich über dem regionalen und nationalen Durchschnitt. In der Stadt gibt es 2017 ca. 52.100 erwerbstätige Personen. Die Arbeitslosenquote lag im Dezember 2018 bei 4,0 % (Im Landkreis Passau betrug sie 2,8 %).
Im Zukunftsatlas 2016 belegte die kreisfreie Stadt Passau Platz 83 von 402 Landkreisen, Kommunalverbänden und kreisfreien Städten in Deutschland und zählt damit zu den Orten mit „hohen Zukunftschancen“. Die Stadt und der Landkreis Passau präsentieren sich gemeinsam als Wirtschaftsstandort auf dem Portal „Wirtschaftsregion Passau“.

### Unternehmen
- Die drei Niederlassungen (Passau-Grubweg, -Patriching und Thyrnau) der ZF Friedrichshafen AG, früher ZF Passau GmbH, hatten 2022 insgesamt 4000 Mitarbeiter und sind der zweitgrößte Arbeitgeber Niederbayerns nach der BMW AG. Der Umsatz des Standortes belief sich 2021 auf rund 1,4 Milliarden Euro. Mit 200.000 am Standort gefertigten Getrieben, Achsen und Antriebskomponenten ist ZF nach eigenen Angaben der weltweit führende Hersteller von Antriebstechnik.[100][101]
- Paul Nutzfahrzeuge ist ein Maschinenbauunternehmen im Bereich Sonderfahrzeugbau. Auch eigene Modelle werden entwickelt und produziert, unter anderem der Schwerlast-Lkw Paul Heavy Mover.
- Das IT-Beratungs- und Systemintegrationsunternehmen Msg Systems hat in Passau eine Geschäftsstelle mit über 600 Mitarbeitenden.[102][103][104]
- Der Lebensmittelproduzent Wieninger Hefe hat seinen Unternehmenssitz und seine Produktionsanlagen im Stadtteil Rittsteig.
- Die Eterna Mode GmbH ist ein Textilunternehmen (seit 1927) im Stadtgebiet mit etwa 800 Mitarbeitern.
- Die Verlagsgruppe Passau, Herausgeber der lokalen Tageszeitung Passauer Neue Presse, hat europaweit 6500 Mitarbeiter.
- In Passau gibt es drei Brauereien (Stand im Jahr 2019):
  - Brauerei Hacklberg
  - Löwenbrauerei Passau
  - Andorfer Weißbierbrauerei
  - Die Peschl Brauerei beendete ihre Tätigkeit am 31. Oktober 2008,[105] die Innstadt Brauerei wurde Anfang 2013 von der Brauerei Hacklberg übernommen und existiert nur noch als Marke.[106]
- Die Glockengießerei Rudolf Perner ist bundesweit tätig.
- Die Firma Orgelbau Eisenbarth GmbH hat unter anderem die Orgeln des Passauer Domes gebaut.
- Das Möbelhaus XXXL Hiendl hat seinen Sitz in Passau (Zusatz XXXL nach Verkauf 2007 an XXXLutz).
- Mymuesli ist ein individualisierter Online-Müsliversand im Ort; ausgezeichnet mit dem Deutschen Gründerpreis 2013.
- Das auf Data Science und künstliche Intelligenz spezialisierte Softwareunternehmen One Data hat in Passau seinen Hauptsitz und bundesweit über 300 Mitarbeiter.
- Der Fachgroßhandel Getränke Geins, einer der bundesweit zehn größten, hat seinen Hauptsitz im Stadtteil Heining.

### Tourismus

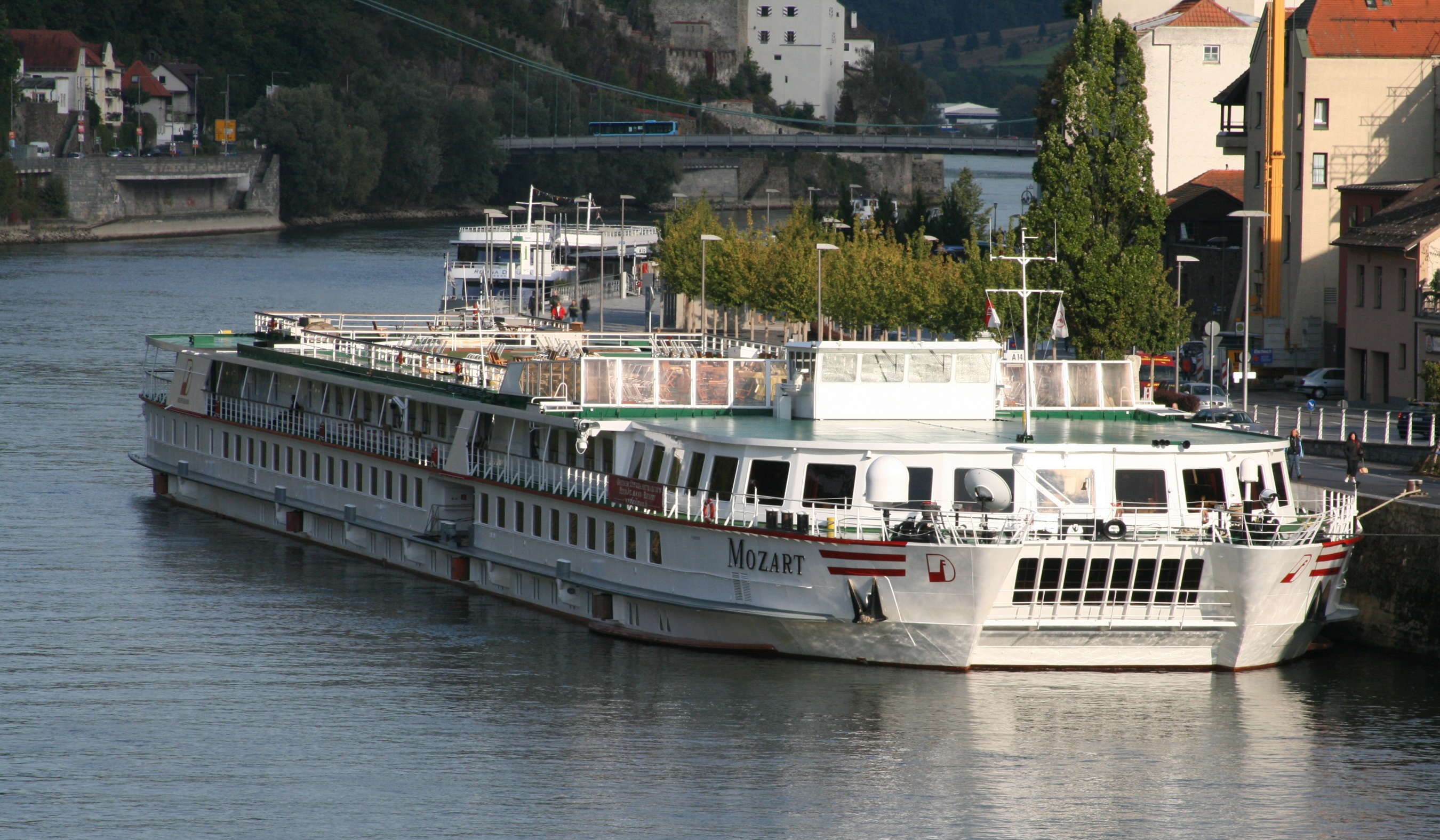
Flusskreuzfahrtschiff Mozart in Passau (2008)

Die Sehenswürdigkeiten und die Einkaufsmöglichkeiten in der Stadt und im Passauer Land ziehen zahlreiche Touristen aus dem In- und Ausland an. Die Zahl der Gästeankünfte steigt seit Jahrzehnten kontinuierlich an, so wurden 2014 insgesamt 283.938 Urlauber (ohne Tages- und Kreuzfahrtgäste) aus dem In- und Ausland gezählt. Die Anzahl der Übernachtungen erhöhte sich auf 467.310 Personen, wovon 375.967 aus dem Inland und 91.343 aus dem Ausland waren (Stand: 2014). Die Aufenthaltsdauer der Gäste betrug durchschnittlich 1,6 Tage im Jahr 2014, wobei der Wert bei in- und ausländischen Touristen um nur 0,3 abwich. Im Juni 2014 waren 40 Beherbergungsbetriebe mit fast 3.000 Betten geöffnet. Zusätzlich zu den Übernachtungsgästen besuchten im Jahr 2014 etwa 1,5 Millionen Tages- und Kreuzfahrtgäste die Stadt Passau.
Vor der COVID-19-Pandemie im Jahr 2019 meldet die Stadt eine Rekordzahl an Übernachtungen von 599.922. Im Schnitt bleiben die Touristen 1,7 Tage in Passau.
Von besonderer Bedeutung ist mittlerweile die Flusskreuzfahrtbranche. So gibt es im Passauer Hafen entlang der Donau 17 Schiffsanlegestellen mit insgesamt 29 Liegeplätzen für die Personenschifffahrt. 2014 legten mehr als 2700-mal Kreuzfahrtschiffe in der Dreiflüssestadt an.
Durch Passau verlaufen mehrere Radwege, von denen der Inn- und Donauradweg die bekanntesten sind. Hierbei ist die Stadt oftmals der Ausgangspunkt der Fahrradtouristen, die etwa die österreichische Hauptstadt Wien als Ziel haben.
Tourismusverkehr bieten von Passau Hbf. aus Ilztalbahn und Granitbahn.

### Medien
In Passau existiert mit der seit 1946 erscheinenden Passauer Neuen Presse (PNP) eine Lokalzeitung. Sie erscheint sechsmal wöchentlich montags bis samstags.
'
Sonntäglich wird seit 1. Oktober 2000 das Gratismagazin Am Sonntag per Zustellung in die Haushalte ausgeliefert. Das boulevardeske Anzeigenblatt hat wöchentlich über 100.000 Leser und erscheint durchgängig in Farbe. Herausgeber ist die Alle Tage Verlags-GmbH, die ein 100-prozentiges Tochterunternehmen der Neuen Presse Verlags-GmbH (Passauer Neue Presse) ist. Chefredakteur ist Anfang der 2000er Jahre der Oberpfälzer Sebastian Daiminger.
Daneben existiert die seit 1973 von der Wochenblatt Verlagsgruppe herausgegebene Passauer Woche, die dienstags erscheint und gratis in Geschäften ausliegt. Seit 2004 erscheint, zunächst monatlich und seit 2007 14-täglich, die PR-aktiv, die ebenfalls gratis erhältlich ist, mit einer Auflage von 43.000 Stück. Herausgegeben wird sie von der Zeitungsproduktions- und -vertriebs GmbH & Co. KG (ZPV).
Seit Oktober 2005 erscheint zunächst unregelmäßig, seit Juni 2007 monatlich der Bürgerblick Passau, herausgegeben (kostenpflichtig, auch abonnierbar) von Hubert Denk, einem freien Journalisten.
In Passau sind mit unserRadio und Radio Galaxy zwei Lokalradios sowie mit Niederbayern TV Passau (früher Tele Regional Passau, TRP1) ein lokaler Fernsehsender ansässig.
TRP1 wurde als einer der ersten Regionalsender in Bayern 1984 von den Passauer Unternehmern Andreas Werner und Christian Repa gegründet und ging am 14. März 1985 auf Sendung. Das Sendegebiet erstreckt sich im Kabelnetz von Freyung (Bayerischer Wald) über Passau, Vilshofen, Pocking bis Eggenfelden. Seit 2003 ist das Programm von TRP1 auch digital über Astra 1F europaweit zu empfangen. Schwerpunkt des Programms ist die tagesaktuelle Berichterstattung. 2019 wurden die Sender Donau TV, Isar TV und TRP1 zum heutigen Niederbayern TV zusammengeschlossen.
Für Passau gab es mit lokalnews.de von Februar 2011 bis April 2012 eine Onlinezeitung. Per Internet wird das Studentenradio Campus Crew Passau der Universität Passau angeboten.

### Öffentliche Einrichtungen

#### Trinkwasserversorgung und Abwasserentsorgung
Die Gewinnung, Aufbereitung und Verteilung des Trinkwassers wird von den Stadtwerken Passau übernommen. Das Trinkwasser für Passau wird ausschließlich aus Grundwasser gewonnen, welches auf der Insel Soldatenau gefördert wird. Um eine Verunreinigung des Grundwassers zu vermeiden, ist das Betreten der Insel untersagt. Jährlich werden ca. 4,1 Mio. m³ Wasser abgegeben. Die Gesamthärte liegt mit 11,0 °dH im Härtebereich „mittel“. Der Brutto-Verbrauchspreis beträgt 1,67 Euro je Kubikmeter.
Die Ableitung und Reinigung des anfallenden Abwassers fällt in den Zuständigkeitsbereich der Stadt Passau. 99 % der Bevölkerung sind an die Kanalisation angeschlossen. Etwa 450 Einwohner reinigen ihr Abwasser jedoch dezentral in einer Kleinkläranlage. Die öffentliche Kanalisation befördert das Abwasser zum zentralen Klärwerk in Passau-Haibach . Die Anlage wurde 1986 auf eine Ausbaugröße von 110.000 Einwohnerwerten ausgebaut.
Auf dem Gelände der Kläranlage befinden sich die Überreste eines römischen Wachpostens, der am 30. Juli 2021 in das Welterbe Donaulimes aufgenommen wurde.

#### Telekommunikation
Am 4. November 2009 wurde der digitale Rundfunkempfang über Antenne (DVB-T) im Passauer Raum eingeführt. Der Sender ist auf dem Sender Passau (Kühberg) montiert, wovon auch einige UKW- und DAB-Programme des Bayerischen Rundfunks und Mobilfunk übertragen werden. Außerdem gibt es den Fernmeldeturm Passau-Haidenhof der Deutschen Telekom, der unter anderem die Sender UnserRadio und Radio Galaxy überträgt.
Südlich des Stadtgebietes, im Landkreis Passau, gibt es den Fernmeldeturm Passau-Dommelstadl, der Antenne Bayern mit nationalen DAB-Programmen überträgt. Zudem sind über den nahe gelegenen Sender Schardenberg in Oberösterreich diverse österreichische analoge und digitale TV- und Hörfunkprogramme empfangbar.

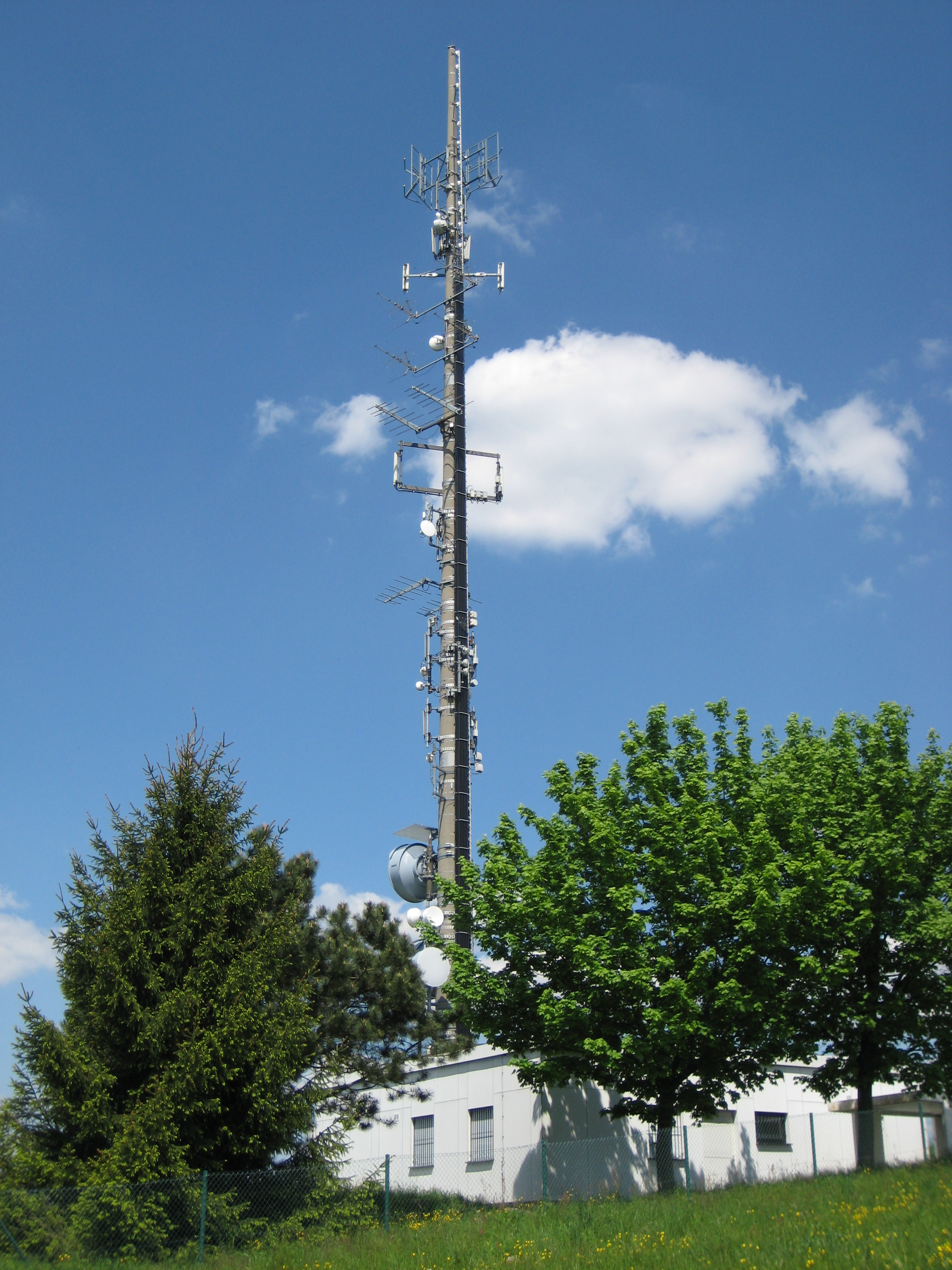
Sendeanlage auf dem Kühberg
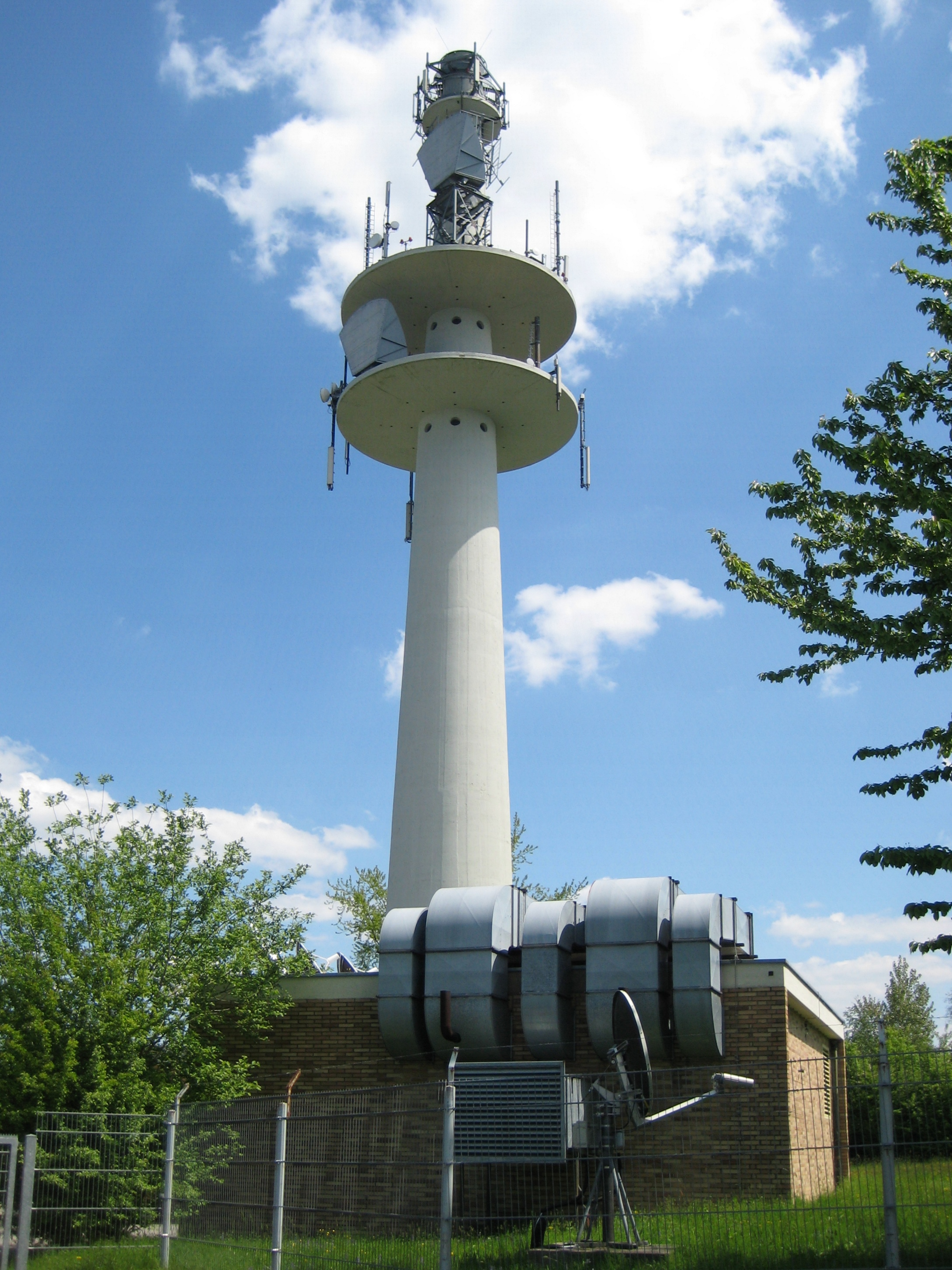
Fernmeldeturm Passau-Haidenhof
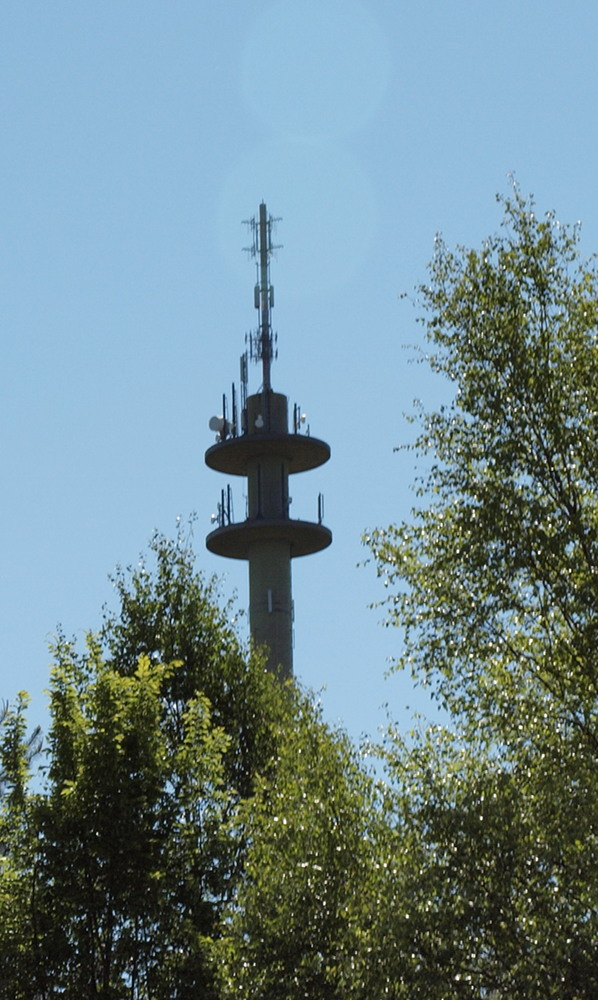
Fernmeldeturm Passau-Dommelstadl
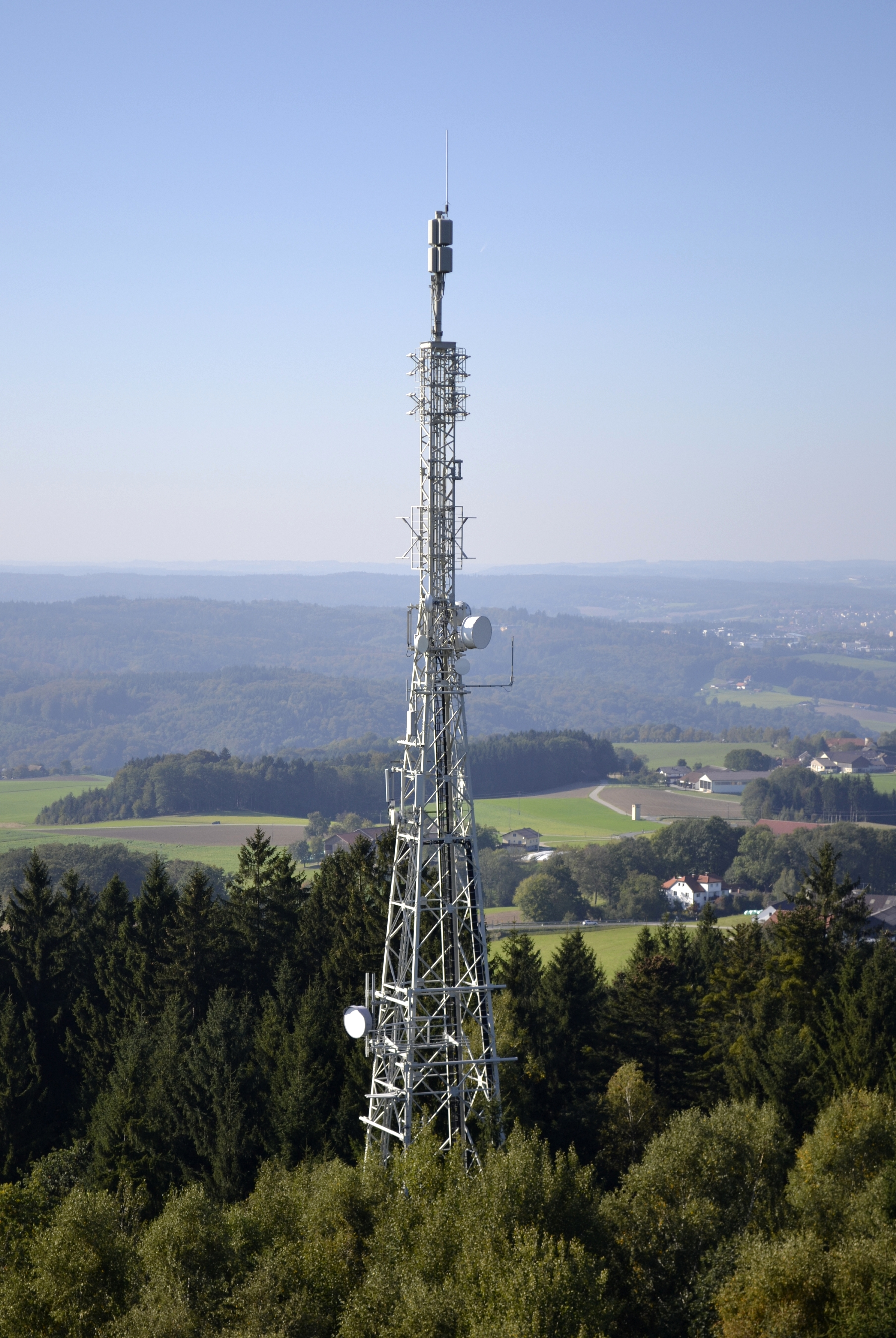
Sender Schardenberg (Österreich)

#### Garnison

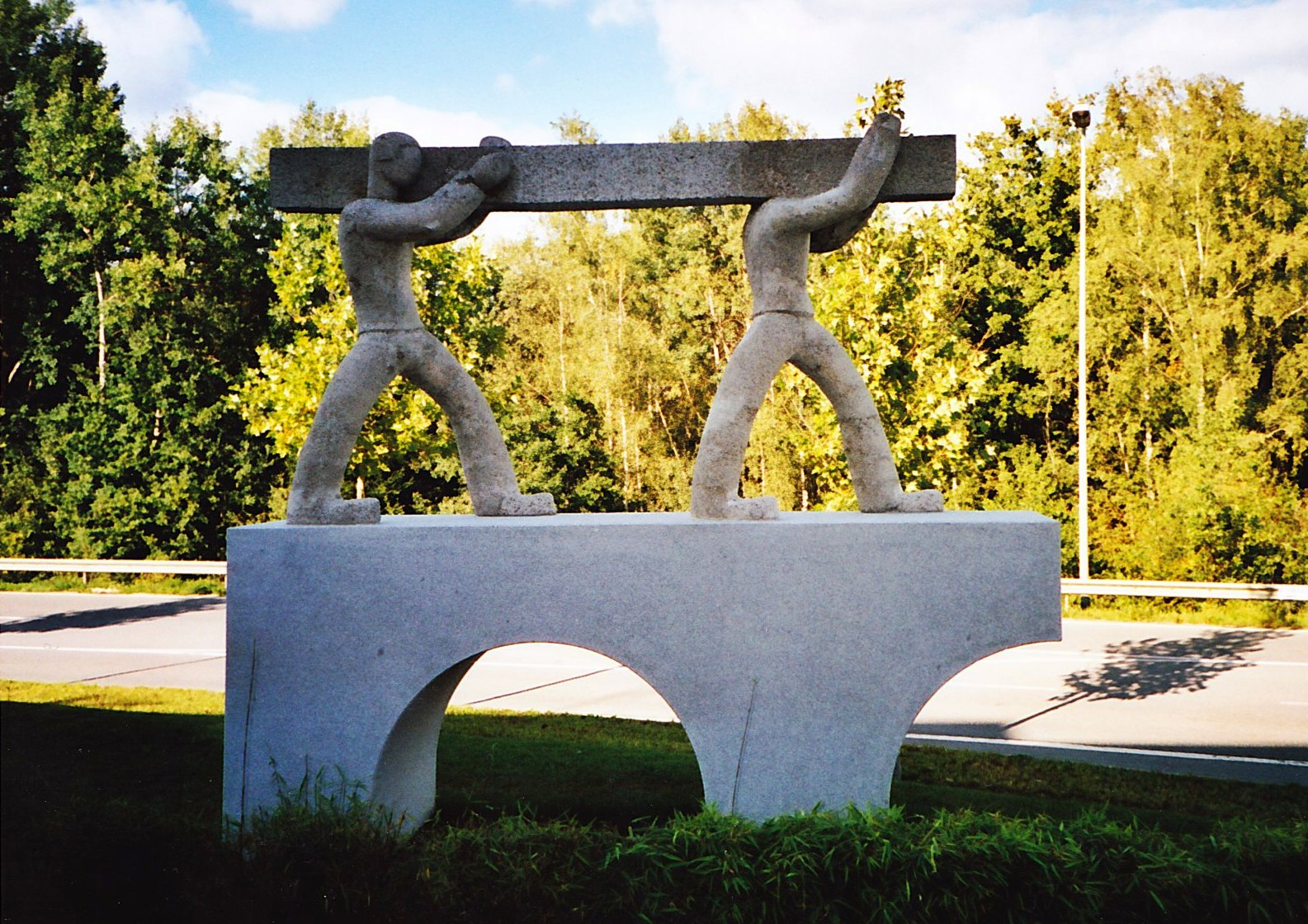
Otto Zirnbauer: Balkenträger, 1966 – Denkmal für die Pionierkaserne Passau, am neuen Standort Dreiländerhalle Passau, 2006

In der Vergangenheit war Passau Standort der Bayerischen Armee, Reichswehr, Wehrmacht und Bundeswehr. Die alte innenstadtnahe Nikola-Kaserne (ab 1938 als Somme-Kaserne bezeichnet) wurde nach 1945 nicht mehr weitergenutzt. 1993 endete die Garnisonsgeschichte der Stadt mit der Aufgabe der Ritter-von-Scheuring-Kaserne, die Anfang der 1960er-Jahre neu bei Kohlbruck am westlichen Stadtrand erbaut worden war. Dort waren das Pionierbataillon 240 und die Luftlandepionierkompanie 250 stationiert.
Die seit 1966 vor dem Eingang der Kaserne stehende etwa drei Meter hohe Kunststein-Skulptur Balkenträger des Passauer Bildhauers Otto Zirnbauer, wurde nach der Auflösung der Kaserne umgesetzt und dabei stark beschädigt; nach Restaurierung durch den Bildhauer Christian Zeitler steht sie seit 2006 an der Pionierstraße nahe der Dreiländerhalle in Passau-Kohlbruck.
In Passau gab es nach dem Zweiten Weltkrieg zwei Liegenschaften der US-Streitkräfte. Die Einheit 51st CON Squadron der United States Constabulary war bis zur Verlegung nach Landshut im Jahr 1947 am Maybach Air Strip stationiert. Das 237th Engineer Battalion der Seventh United States Army (USAREUR) war bis 1957 in der Kohlbruck Ammo Storage Facility vertreten.

### Verkehr

#### Eisenbahnverkehr

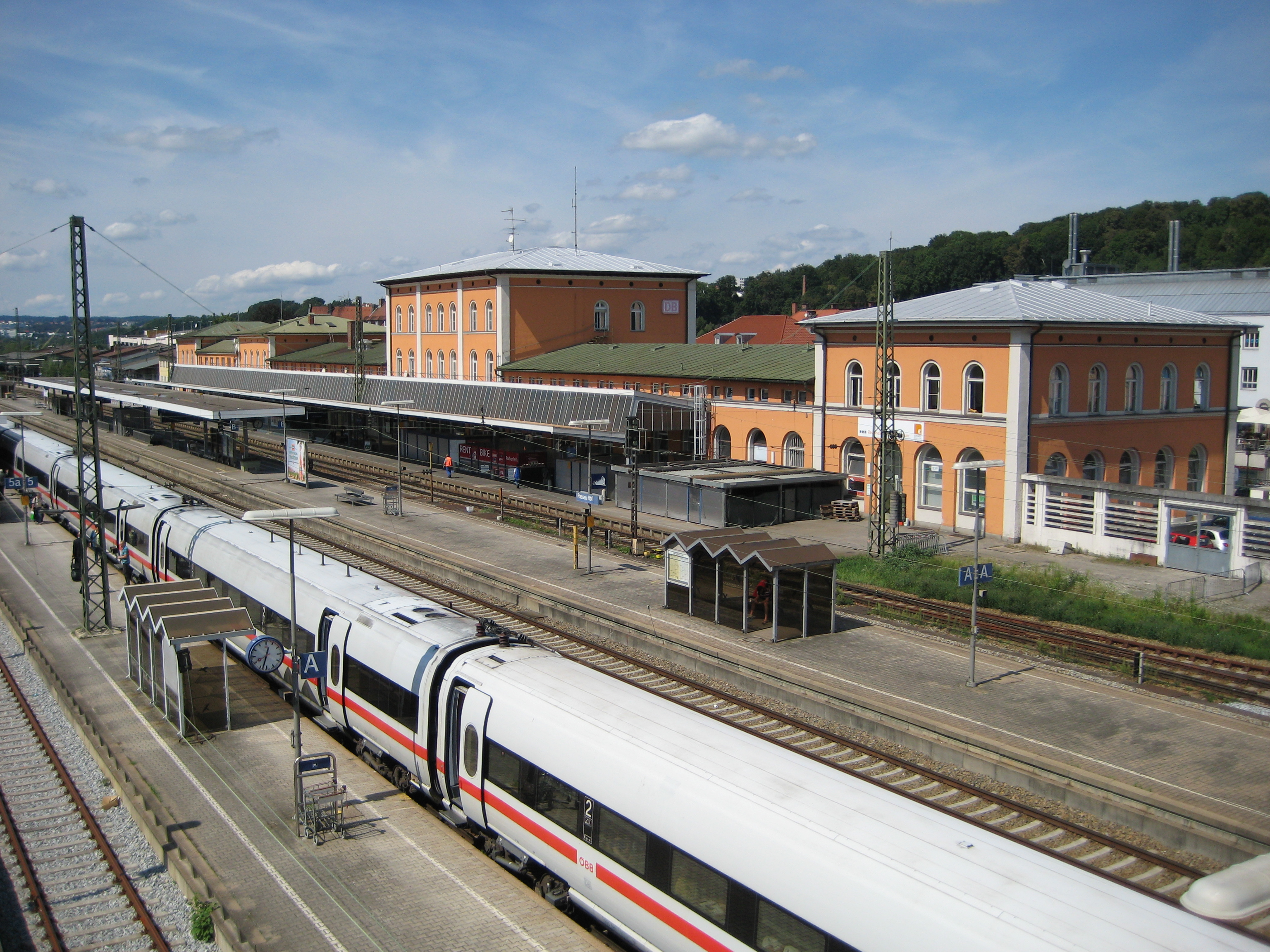
Hauptbahnhof Passau im Jahr 2008 vor der Modernisierung

Wichtigster Personenbahnhof in Passau ist der Hauptbahnhof, der zugleich Grenzbahnhof zwischen den Verkehrsnetzen von DB und ÖBB ist. Hier treffen die Hauptlinien aus Linz und Regensburg/München sowie die Nebenbahnen aus Mühldorf, Freyung und Hauzenberg bzw. Obernzell aufeinander, wobei die letztgenannte derzeit nur mit Sonderverkehren befahren wird. Es gibt jedoch Bemühungen, sie zu reaktivieren.
Über Passau verkehren täglich ICE- und IC-Züge nach Frankfurt, Dortmund, Wien und Hamburg-Altona sowie vereinzelt nach Berlin. Daneben fahren stündlich Regionalzüge nach Mühldorf, München und Linz. Saisonaler Zugverkehr besteht an Sommerwochenenden auf der Ilztalbahn sowie nach Ulm.
Der einzige neben dem Hauptbahnhof noch in Betrieb befindliche Personenbahnhof ist der Bedarfshaltepunkt Neustift (bei Passau) an der Rottalbahn, der stündlich von Regionalzügen der Südostbayernbahn auf dem Weg nach Mühldorf (Oberbayern) angefahren wird. Mit Sonderverkehren der Granitbahn werden die Haltepunkte Passau-Rosenau und Passau-Lindau bedient.

#### Straßenverkehr

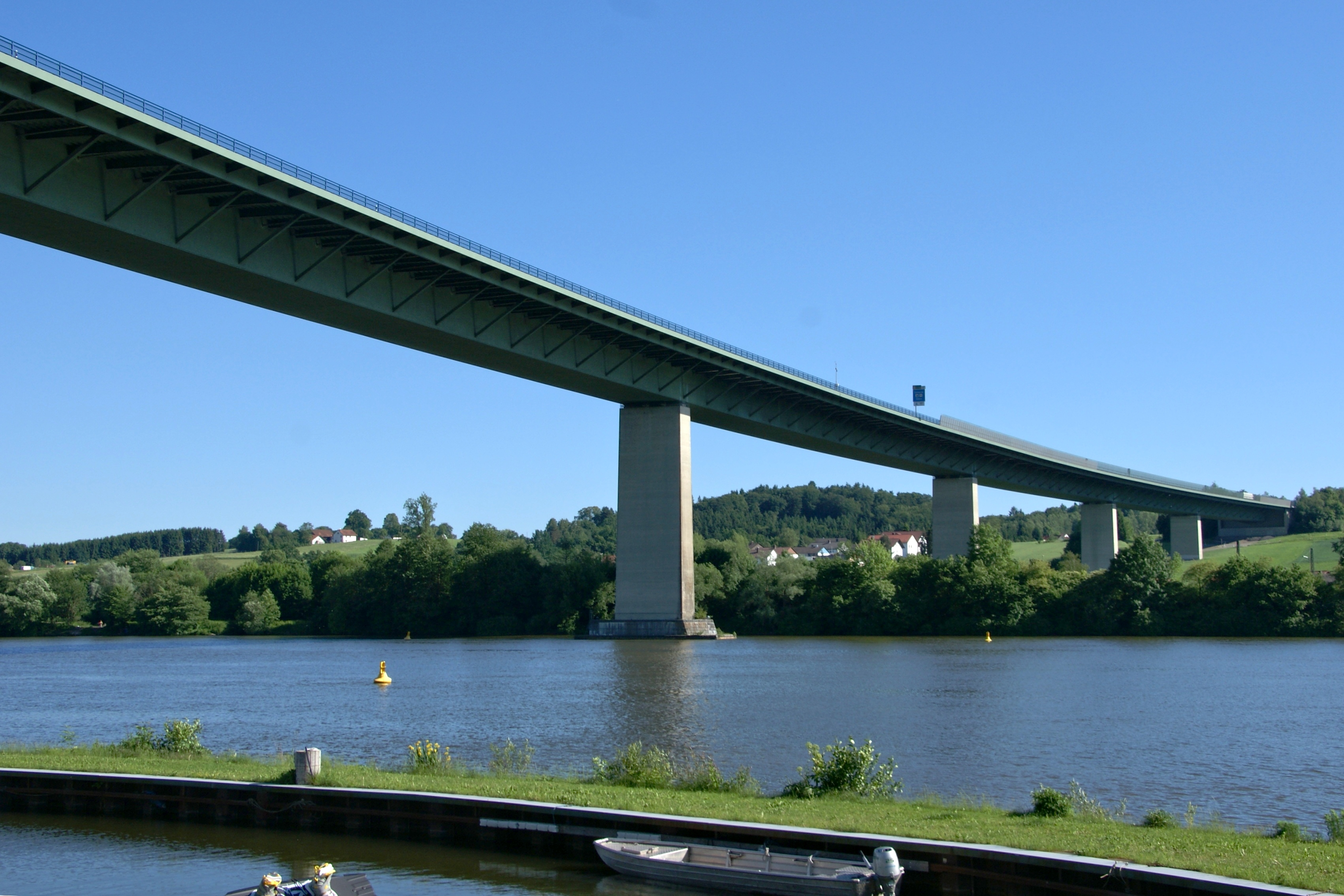
Autobahnbrücke Schalding über die Donau

Durch die Bundesautobahn 3 ist Passau mit Regensburg und durch die Innkreisautobahn mit Wels in Oberösterreich verbunden. Westlich des Stadtgebietes verläuft die A3-Trasse über die Donaubrücke Schalding. Sie ist mit 1,02 km die längste Brücke der Bundesautobahn 3 und die längste deutsche Donaubrücke.
Südlich von Passau bei Pocking soll die Bundesautobahn 94 nach München in ihrem Endausbau in die A 3 münden. Bisher sind hier jedoch lediglich Teilstrecken fertiggestellt worden. Mit den Bundesstraßen B 8, B 12, B 85 und B 388 ist Passau an das weitere Fernstraßennetz angebunden. Des Weiteren ist Passau durch die im Stadtgebiet verlaufende St 2125 über den ehemaligen Grenzübergang Achleiten mit der österreichischen Nibelungenstraße B 130 verbunden.
Am Grenzübergang Suben wurden 2018 mehr als 3,5 Millionen Lkw gezählt (Am Brenner-Pass mit oftmaliger Reglementierung durch Österreich mit Staus in Bayern waren es hingegen nur 2,4 Millionen Lkw). Auch mit diesem Hintergrund fordern Passauer Bürger, die nahe der A3 wohnen, seit längerer Zeit eine Verbesserung des Lärmschutzes, unterstützt durch die Stadt Passau.

#### Wasserstraßen

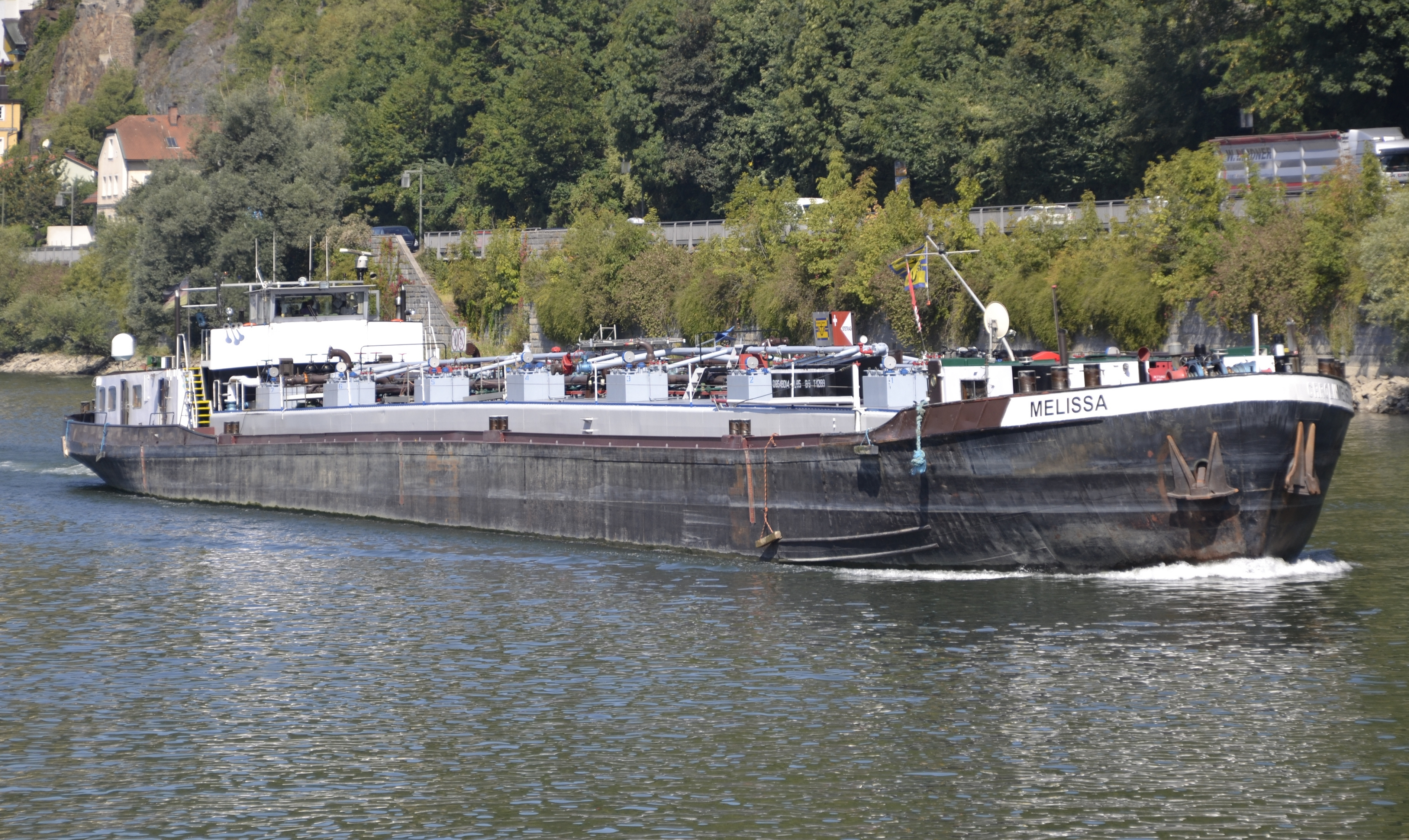
Tankmotorschiff Melissa auf der Donau in Passau

Von den drei Flüssen in Passau ist nur die Donau schiffbar. Seit der Fertigstellung des Main-Donau-Kanals ist sie Teil der Europäischen Schifffahrtslinie von Rotterdam in den Niederlanden bis zum Schwarzen Meer. Im ÖPNV spielen die Wasserwege keine Rolle, auch wenn regelmäßig die Einführung eines Wassertaxis im Gespräch ist. Es existiert jedoch sowohl donauaufwärts als auch -abwärts eine touristisch orientierte Linienschifffahrt, im Rahmen derer unter anderem Obernzell, die Schlögener Schlinge und Linz regelmäßig angefahren werden. Anbieter dieses Linienverkehrs ist die Reederei Wurm & Köck. Daneben wird Passau durch mehrere Touristikunternehmen als Startpunkt für Donaukreuzfahrten genutzt. Personenschiffsanleger befinden sich entlang der Donau in der Altstadt sowie in Lindau, wobei letztere speziell auf Kreuzfahrtschiffe zugeschnitten sind.
Die Bayernhafen-Gruppe betreibt den Hafen Passau, der aus zwei Umschlagplätzen in den Stadtteilen Schalding rechts der Donau und Auerbach besteht. Das Hafengelände hat eine Gesamtfläche von 23 Hektar und eine 650 Meter lange Kaianlage mit vier 40-Tonnen-Kränen. Eine Roll-on/Roll-off-Anlage und eine Verladerampe für den Eisenbahnverkehr gehört zum Hafen.

#### Fernbusverkehr
Passau ist durch mehrere Unternehmen an das nationale und internationale Fernbusnetz angeschlossen. Vom Bahnhofsvorplatz aus verkehren Busse der Anbieter FlixBus, eurolines und Österreichische Postbus AG täglich zu zahlreichen Destinationen.

#### Öffentlicher Nahverkehr

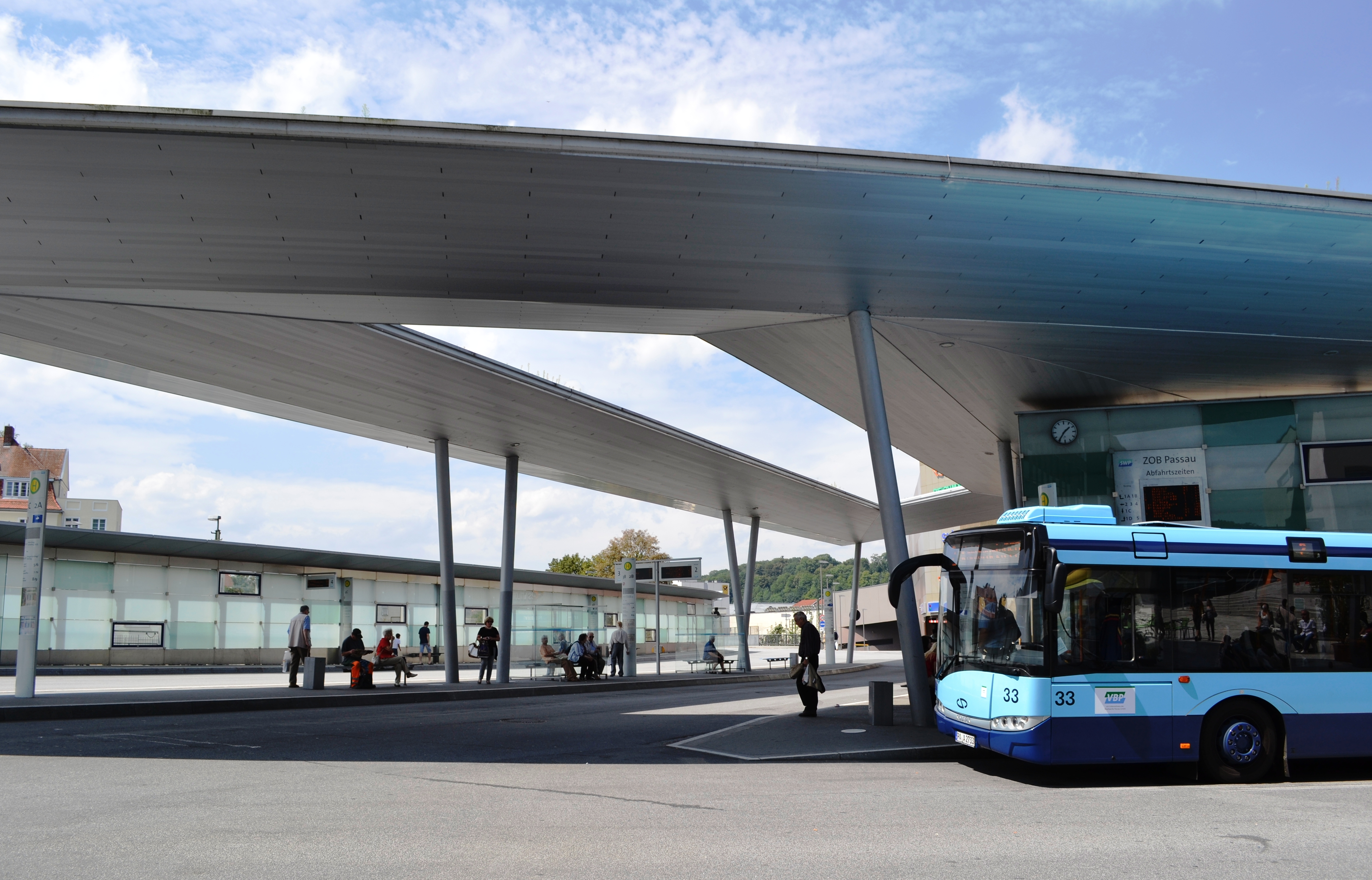
Zentraler Omnibusbahnhof (ZOB) in Passau

Passau ist Knotenpunkt eines von der Ostbayernbus (RBO) betriebenen Systems von Regionalbuslinien. Der Großteil dieser Linien trifft am Hauptbahnhof zusammen, wo sich der Omnibusbahnhof für die Regionalbusse befindet. Hier bestehen Anschlüsse zu den Zügen sowie zum Stadtbusnetz. Es gelten die Tarife der Verkehrsgemeinschaft Landkreis Passau (VLP). Neben den Bussen der RBO wird Passau vereinzelt auch von Bussen des österreichischen Postbusses angefahren.
Innerstädtisch verkehren die von der Verkehrsbetriebsgesellschaft Passau (VBP), einem Tochterunternehmen der Stadtwerke Passau, betriebenen Busse auf elf Hauptlinien und vier Kleinbuslinien. Daneben verkehrt mit dem City-Bus eine durch die VBP betriebene Linie, die die Altstadt von Passau erschließt. Ferner existiert mit dem Oberhaus-Pendelbus eine saisonal betriebene Sonderlinie, die teils in den regulären Stadtbustarif eingebunden ist. Zentraler Knotenpunkt dieses Liniennetzes ist seit Januar 2007 der überdachte „Zentrale Omnibusbahnhof“ (ZOB), in dem auch ein Servicegebäude der Stadtwerke Passau untergebracht ist. Tariflich ist das Stadtbusnetz nicht in den bestehenden Verkehrsverbund VDW integriert, im Rahmen von Sonderregelungen werden jedoch seitens der VLP Übergangstickets ausgestellt, die zu einer Anschlussfahrt im Stadtbusnetz berechtigen. Zudem gilt das City-Ticket der DB und das Bayern-Ticket. Seit dem Sommersemester 2013 haben Studierende der Universität Passau mit dem neu eingerichteten Semesterticket gegen einen halbjährlichen Beitrag von 29 Euro freie Fahrt im gesamten Stadtbusnetz. Es ist geplant, den Geltungsbereich auf den gesamten Landkreis Passau auszudehnen.

#### Fahrradverkehr
Passau ist an einige nationale und internationale Fernradwege angeschlossen, so zum Beispiel innerhalb des europäischen Netzes der Fernradwege EuroVelo an die Flüsseroute EV 6, die vom Atlantik bis zum Schwarzen Meer verläuft, Entlang der drei Flüsse verlaufen jeweils Fahrradwege, die zum Teil für den Tourismus eine gewichtige Bedeutung haben. Gerade der Inn-Radweg und der Donauradweg verzeichnen zunehmende Nutzung.

#### Pendler
Im Jahr 2013 gab es in der Stadt Passau 34.938 sozialversicherungspflichtig Beschäftigte, davon 15.686 aus dem Stadtgebiet. Neben dem umschließenden Landkreis Passau pendeln Beschäftigte aus Österreich und Tschechien ein. 2022 waren es bereits 41.700 Beschäftigte, wovon 29.000 Einpendler – zum größten Teil aus dem Landkreis Passau – waren.

## Persönlichkeiten
Söhne und Töchter der Stadt sind in Passau geborene Personen, unabhängig davon, ob sie ihren späteren Wirkungskreis in Passau hatten oder nicht. Außerdem gibt es Persönlichkeiten, die nicht in Passau geboren sind, aber in der Stadt gelebt und gewirkt haben.
Berechtigt zur Einreichung von Vorschlägen für eine Ehrenbürgerschaft sind der Oberbürgermeister und die Fraktionen des Passauer Stadtrates. Der Oberbürgermeister leitet die eingebrachten Vorschläge anschließend an den Kulturausschuss des Stadtrates zur Vorberatung weiter. Die Entscheidung und Beschlussfassung erfolgt schließlich im Plenum des Stadtrates.